# Magyarul megjelent Pókember-képregények listája
Pókember talán a világon az egyik legismertebb szuperhős. Legelőször az Amazing Fantasy című képregény 15. számában mutatkozott be, 1962. augusztusában. A „debütálást” követően a hős önálló füzetet is kapott, az Amazing Spider-mant. Az évek múlásával a falmászó karaktere egyre népszerűbb lett, így számos más jelzőjű Spider-man újság került forgalomba. Magyarországon Pókemberrel legelőször az Alfa című magazin 1989-es különszámában találkozhattunk. E kiadvány a Revenge of The Living Monolith című one-shot (egy részes) történetet tartalmazta, amely a hálószövő hős a Fantasztikus Négyes és a Bosszú Angyalai csapatának közös kalandja.
1989 májusában a Semic kiadó megjelentette az első Pókember-képregényt, amely A Csodálatos Pókember címet viselte. E füzet a hérosz önálló kalandjait tartalmazta, s összesen 127 számot élt meg (az utolsó számban 3 történet volt, az Amazing Spider-Man Vol. 2 #8; Peter Parker: Spider-Man Vol. 2 #8 és Webspinners: Tales of Spider-Man Vol. 1 #8). A képújság nagyrészt az Amazing Spider-manből közölt történeteket, majd a 83. számtól egy rövidebb időre a Web of Spider-man sorozat került előtérbe. A magyar 1. széria 1999 decemberében szűnt meg
Másfél évvel később, 2001 májusában, indult a 2. sorozat A Csodálatos Pókemberből. E kiadvány kizárólag „Ultimate, újvilági” cselekményeket közölt. A sorozat 2010 decemberéig futott, s 90 számot élt meg. E szériában kiadásra került valamennyi Amerikában megjelent Ultimate Spider-man újság, valamint az azokhoz szorosabban köthető kiadványok (Ultimate Spider-man Annual és Ultimate Spider-man Requiem). Az újságban megjelent történetek egy alternatív univerzumban játszódnak, azoknak semmi közük nincs az 1. sorozatban megjelent cselekményekhez.
A Csodálatos Pókember 3. sorozata 2011 februárjában jelent meg először, s visszatért az Amazing-cím közléséhez (az 1. számban az Amazing Spider-man #529 és #530 szerepelt). A történet ott folytatódott, ahol a Kingpin befejezte az akkori Pókember-történetek kiadását.
2005 októberétől az olasz Panini kiadó magyar leányvállalata, a Panini Comics Magyarország egy új Pókember lappal, A Hihetetlen Pókemberrel örvendeztette meg a magyar olvasókat. E sorozat az Amazing Spider-man 2. sorozatának 30. számától kezdte el kiadni az amerikai Pókembereket. A Csodálatos Pókember 1. sorozatának utolsó számában megjelent történetek és e kiadvány 1. száma között szűk 2 esztendő telt el. Nem élt meg azonban túl sok számot e lap, a 27. részt követően megszűnt a honi kiadása. Az utolsó történet, amit kiadtak, az a Múlt bűnei elnevezést viselte (Amazing Spider-man 509-514. számok).
Ez idő tájt a Kingpin kiadó már a 9. kiadott képregényénél tartott, s úgy döntött, hogy átveszi a Paninitől magyar Pókember-történetek közlését. Először kiadásra került a Múlt bűneinek folytatása, a Múlt emlékei (Spectacular Spider-man 2. sorozat, 23-26. számok), majd pedig az Amazing Spider-man 519. számánál folytatódott a magyar Pókemberek közlése. A Kingpin kiadványai képregénykötetek formájában jelentek meg, s könyvesbolti terjesztésbe kerültek, újságárusoknál nem voltak kaphatóak (kivéve a Pókember és a Fekete Macska képregények 2 számát, amik csak újságárusoknál voltak kaphatóak, és amely kiadványokat a Kingpin és a Semic kiadó közösen adta ki). 10 Pókember kiadványt követően azonban úgy hozta a sors, hogy a falmászó hős kiadásának jogai visszakerültek a Semic kiadóhoz, így 2011 februárjától ismét újságárusnál voltak kaphatóak a „klasszikus” Pókember kalandjai. A Kingpin kiadó az Amazing Spider-man 528. számának közléséig jutott el. A Csodálatos Pókember 3. sorozata innen folytatódott.
E széria azonban nem volt hosszú életű, mivel a Semic kiadó ellen indult felszámolási eljárás miatt a kiadó beszüntette minden képregény-kiadással kapcsolatos tevékenységét. Összesen 2 szám jelent meg a 3. sorozatban, amely füzetek az Amazing Spider-man 529-532. számait tartalmazták.
Úgy tűnt, hogy a szuperhősök kalandjainak újságárusoknál kapható, füzetes megjelenése végleg befejeződött Magyarországon, ám a 2011. októberi, a XXII. budapesti képregénybörzén a Kingpin kiadó bejelentette, hogy megegyezésre jutott a Pókember-képregény európai közlésének jogaival rendelkező olasz Panini kiadóval, s 2012 februárjától folytatja a Pókember képújság magyarországi megjelentetését. Az új sorozat A Hihetetlen Pókember (2. sorozat) címmel jelenik meg kéthavonta, 48 oldalas terjedelemben. A cselekmény közvetlenül ott folytatódik, ahol az A Csodálatos Pókember 3. sorozatának 2. számában félbeszakadt. Az 1. szám az Amazing Spider-man 533-534. számait tartalmazta, s onnan folytatódott Peter Parker kalandjainak közlése.
2012 augusztusától egy újabb füzetes Pókember-képregény került kiadásra a Kingpin kiadónál, Peter Parker Pókember címmel. Ez az évente 6 alkalommal, alacsony példányszámban megjelenő képújság gyűjtői kiadvány, azaz kereskedelmi forgalomban nem kapható, kizárólag képregényes eseményeken, illetve a kiadónál hozzáférhető. Célja, hogy olyan történetekkel ismertesse meg a Pókember-képregények rajongóit, amelyek a régi, A Csodálatos Pókember 1. sorozatából, valamilyen okból kifolyólag kimaradtak. A füzetben közölt történetek az 1980-as évektől kezdődően válogatnak, s közlik a kor legjobb, Magyarországon addig nem megjelent Pókember-történeteit.
E táblázatokban szerepel valamennyi Magyarországon megjelent, Pókemberhez kapcsolódó képregény. A lista az egyes amerikai kiadványok szerint lett összeállítva.
Jelmagyarázat:
A Csodálatos Pókember = A Csodálatos Pókember 1. sorozata (megjelent 1989 májusa és 1999 decembere között)
Vol. illetve volume = sorozat
Sor. = sorozat
A dőlt betűvel szedett képregények nem jelentek meg vagy csak az újság egyes részei kerültek közlésre

## Amazing Fantasy
E képregény-antológia eredetileg Amazing Adventures címmel jelent meg 1961 júniusától, majd a 7. számot követően Amazing Adult Fantasy-re, a 15.-től kezdődően pedig Amazing Fantasy-re nevezték át. Az 1962. augusztusi 15. számban jelent meg legelőször Pókember, majd ezzel meg is szűnt e kiadvány bő harminc évre. 1995 decembere és 1996 márciusa között folytatódott az újság kiadása, Pókember főszereplésével, a 16. számtól kezdve, ám a 18. résszel véget is ért. 2004 augusztusától újraindították a sorozatot, e történetekben Peter Parker már egyáltalán nem szerepelt, s a 20. számmal 2006 júniusában végleg elbúcsúzott az olvasóktól.
A Pókember első amerikai megjelenését tartalmazó képregény hazánkban 2014 májusában került kiadásra A Hihetetlen Pókember 2014/1-es különszámában. E mű, mintegy tisztelegve a magyarországi Pókember-kiadás előtt, pontosan 25 évvel A Csodálatos Pókember 1989. májusi, 1. számának megjelenésének évfordulójára készült. Ez utóbbi füzet tartalmazta a Marvel kiadó szuperhősének legelső önálló kalandját Magyarországon.
| eredeti kiadvány címe      | eredeti megjelenés dátuma | történet eredeti címe | történet magyar címe | magyar megjelenés helye                                      | magyar megjelenés ideje   | kiadó   |
| -------------------------- | ------------------------- | --------------------- | -------------------- | ------------------------------------------------------------ | ------------------------- | ------- |
| Amazing Fantasy Vol. 1 #15 | 1962. augusztus           | Spider-Man!           | Pókember!            | A Hihetetlen Pókember különszám 2014/1 Lee-Ditko Pókember 1. | 2014. május 2023. október | Kingpin |

## The Amazing Spider-man
Az Amazing Spider-man 1963 márciusában jelent meg először, s kezdte el közölni Pókember kalandjait, havi rendszerességgel. A sorozat a 441. számmal, 1998 novemberében megszűnt, majd 1999 januárjától kezdődően újraindították a füzetet az 1. számmal. Az újság ekkor a volume 2. (röviden vol. 2.) jelzőt kapta, ami második sorozatot jelent. 2003-ban, Pókember megszületésének 40 éves évfordulója alkalmával a sorozatot „újraszámozták”, és a 2. sorozat 58. (eredetileg ez lehetett volna a 499. szám) számát követően visszatértek a régi számozáshoz, így 2003 decemberében az 500. jubileumi szám jelent meg. E cím időközönként kéthetente jelent meg, 2008 és 2010 között pedig havonta három szám került megjelentetésre belőle. A magyar kiadás gyakorlatilag végig az Amazing-címet követte, kevés olyan szám volt, amely ne tartalmazott volna 1-1 történetet ebből a kiadványból.
| eredeti kiadvány címe                | eredeti megjelenés dátuma | történet eredeti címe                                                             | történet magyar címe                                              | magyar megjelenés helye                            | magyar megjelenés ideje               | kiadó                     |
| ------------------------------------ | ------------------------- | --------------------------------------------------------------------------------- | ----------------------------------------------------------------- | -------------------------------------------------- | ------------------------------------- | ------------------------- |
| Amazing Spider-man Vol. 1 #1         | 1963. március             | Spider-Man: Freak! Public Menace! / The Chameleon Strikes!                        | Pókember/Pókember és a Kaméleon!                                  | Lee-Ditko Pókember 1.                              | 2023. október                         | Kingpin                   |
| Amazing Spider-man Vol. 1 #2         | 1963. május               | Duel to the Death with the Vulture! / The Uncanny Threat of the Terrible Tinkerer | Halálos párbaj a Keselyűvel!/ Az alattomos Pléhsuszter!           | A Csodálatos Pókember #2 Lee-Ditko Pókember 1.     | 1989 2023. október                    | Semic Kingpin             |
| Amazing Spider-man Vol. 1 #3         | 1963. július              | The Strangest Foe of All Time...Doctor Octopus                                    | Pókember és Doktor Octopus                                        | Lee-Ditko Pókember 1.                              | 2023. október                         | Kingpin                   |
| Amazing Spider-man Vol. 1 #4         | 1963. szeptember          | Nothing Can Stop...the Sandman!                                                   | Senki sem állíthatja meg... a Homokembert!                        | Lee-Ditko Pókember 1.                              | 2023. október                         | Kingpin                   |
| Amazing Spider-man Vol. 1 #5         | 1963. október             | Marked for Destruction by Dr. Doom!                                               | Fátum célkeresztjében!                                            | Lee-Ditko Pókember 1.                              | 2023. október                         | Kingpin                   |
| Amazing Spider-man Vol. 1 #6         | 1963. november            | Face-to-Face with...the Lizard!                                                   | A félelmetes Gyík!                                                | Lee-Ditko Pókember 2.                              | 2024. május                           | Kingpin                   |
| Amazing Spider-man Vol. 1 #7         | 1963. december            | The Return of the Vulture                                                         | A Keselyű visszatér                                               | Lee-Ditko Pókember 2.                              | 2024. május                           | Kingpin                   |
| Amazing Spider-man Vol. 1 #8         | 1964. január              | The Terrible Threat of the Living Brain! / Spider-Man Tackles the Torch!          | Az eddigi legveszélyesebb: Agymenő!/ Pókember a Fáklya ellen!     | Lee-Ditko Pókember 2.                              | 2024. május                           | Kingpin                   |
| Amazing Spider-man Vol. 1 #9         | 1964. február             | The Man Called Electro!                                                           | A férfi, akit Elektrónak hívnak!                                  | Lee-Ditko Pókember 2.                              | 2024. május                           | Kingpin                   |
| Amazing Spider-man Vol. 1 #10        | 1964. március             | The Enforcers!                                                                    | A Végrehajtók!                                                    | Lee-Ditko Pókember 2.                              | 2024. május                           | Kingpin                   |
| Amazing Spider-man Vol. 1 #11        | 1964. április             | Turning Point featuring: The Return of Dr. Octopus!                               | Fordulópont                                                       | Lee-Ditko Pókember 3.                              | 2024. október                         | Kingpin                   |
| Amazing Spider-man Vol. 1 #12        | 1964. május               | Unmasked by Dr. Octopus                                                           | Álarc nélkül!                                                     | Lee-Ditko Pókember 3.                              | 2024. október                         | Kingpin                   |
| Amazing Spider-man Vol. 1 #13        | 1964. június              | The Menace of...Mysterio!                                                         | Mysterio!                                                         | Lee-Ditko Pókember 3.                              | 2024. október                         | Kingpin                   |
| Amazing Spider-man Vol. 1 #14        | 1964. július              | The Grotesque Adventure of the Green Goblin                                       | A Zöld Manó!                                                      | Lee-Ditko Pókember 3.                              | 2024. október                         | Kingpin                   |
| Amazing Spider-man Vol. 1 #15        | 1964. augusztus           | Kraven the Hunter!                                                                | Kraven, a Vadász!                                                 | Lee-Ditko Pókember 3.                              | 2024. október                         | Kingpin                   |
| Amazing Spider-man Vol. 1 #31        | 1965. december            | If This Be My Destiny                                                             | Ha nincs más kiút...!                                             | Marvel-Legendák #7                                 | 2020. április                         | Kingpin                   |
| Amazing Spider-man Vol. 1 #32        | 1966. január              | Man on a Rampage!                                                                 | Tehetetlen düh                                                    | Marvel-Legendák #7                                 | 2020. április                         | Kingpin                   |
| Amazing Spider-man Vol. 1 #33        | 1966. február             | The Final Chapter                                                                 | Az utolsó felvonás!                                               | Marvel-Legendák #7                                 | 2020. április                         | Kingpin                   |
| Amazing Spider-man Vol. 1 #39        | 1966. augusztus           | How Green Was My Goblin!                                                          | A legzöldebb manó                                                 | Peter Parker Pókember különszám 2014               | 2014. november                        | Kingpin                   |
| Amazing Spider-man Vol. 1 #40        | 1966. szeptember          | Spidey Saves the Day! Featuring: The End of the Green Goblin!                     | Pókfej a nap hőse! A Zöld Manó vége                               | Peter Parker Pókember különszám 2014               | 2014. november                        | Kingpin                   |
| Amazing Spider-man Vol. 1 #41        | 1966. október             | The Horns of the Rhino!                                                           | Rinó roham!                                                       | Peter Parker Pókember különszám 2014               | 2014. november                        | Kingpin                   |
| Amazing Spider-man Vol. 1 #42        | 1966. november            | The Birth of a Super-Hero!                                                        | Egy szuperhős születése                                           | Peter Parker Pókember különszám 2014               | 2014. november                        | Kingpin                   |
| Amazing Spider-man Vol. 1 #43        | 1966. december            | Rhino on the Rampage!                                                             | A Rinó elszabadul!                                                | Peter Parker Pókember különszám 2014               | 2014. november                        | Kingpin                   |
| Amazing Spider-man Vol. 1 #44        | 1967. január              | Where Crawls the Lizard!                                                          | Amerre a gyík mászik                                              | Peter Parker Pókember különszám 2015               | 2015. december                        | Kingpin                   |
| Amazing Spider-man Vol. 1 #45        | 1967. február             | Spidey Smashes Out!                                                               | A hullámok összecsapnak                                           | Peter Parker Pókember különszám 2015               | 2015. december                        | Kingpin                   |
| Amazing Spider-man Vol. 1 #46        | 1967. március             | The Sinister Shocker!                                                             | Színre lép: a Rengető!                                            | Peter Parker Pókember különszám 2015               | 2015. december                        | Kingpin                   |
| Amazing Spider-man Vol. 1 #47        | 1967. április             | In the Hands of the Hunter!                                                       | A vadász markában!                                                | Új Marvel Extra                                    | 2010. november                        | Kingpin                   |
| Amazing Spider-man Vol. 1 #48        | 1967. május               | The Wings of the Vulture!                                                         | A Keselyű szárnyai!                                               | Peter Parker Pókember különszám 2015               | 2015. december                        | Kingpin                   |
| Amazing Spider-man Vol. 1 #49        | 1967. június              | From the Depths of Defeat!                                                        | A vereség mélységeiből                                            | Peter Parker Pókember különszám 2015               | 2015. december                        | Kingpin                   |
| Amazing Spider-man Vol. 1 #50        | 1967. július              | Spider-Man No More!                                                               | Pókember nincs többé!                                             | Peter Parker Pókember különszám 2016               | 2016. december                        | Kingpin                   |
| Amazing Spider-man Vol. 1 #51        | 1967. augusztus           | In the Clutches of...the Kingpin!                                                 | A Vezér markában                                                  | Peter Parker Pókember különszám 2016               | 2016. december                        | Kingpin                   |
| Amazing Spider-man Vol. 1 #52        | 1967. szeptember          | To Die A Hero!                                                                    | Egy hős elbukik!                                                  | Peter Parker Pókember különszám 2016               | 2016. december                        | Kingpin                   |
| Amazing Spider-man Vol. 1 #53        | 1967. október             | Enter: Dr. Octopus                                                                | Itt jön: Dr. Octopus                                              | Peter Parker Pókember különszám 2016               | 2016. december                        | Kingpin                   |
| Amazing Spider-man Vol. 1 #54        | 1967. november            | The Tentacles and the Trap!                                                       | Csápos csapda                                                     | Peter Parker Pókember különszám 2016               | 2016. december                        | Kingpin                   |
| Amazing Spider-man Vol. 1 #55        | 1967. december            | Doc Ock Wins!                                                                     | Oki Doki győz!                                                    | Peter Parker Pókember különszám 2017               | 2017. december                        | Kingpin                   |
| Amazing Spider-man Vol. 1 #56        | 1968. január              | Disaster!                                                                         | Katasztrófa!                                                      | Peter Parker Pókember különszám 2017               | 2017. december                        | Kingpin                   |
| Amazing Spider-man Vol. 1 #57        | 1968. február             | The Coming of Ka-Zar                                                              | És eljő Ka-zar!                                                   | Peter Parker Pókember különszám 2017               | 2017. december                        | Kingpin                   |
| Amazing Spider-man Vol. 1 #58        | 1968. március             | To Kill a Spider-Man!                                                             | Megölni Pókembert!                                                | Peter Parker Pókember különszám 2017               | 2017. december                        | Kingpin                   |
| Amazing Spider-man Vol. 1 #59        | 1968. április             | The Brand of the Brainwasher!                                                     | Az Agymosó jele!                                                  | Peter Parker Pókember különszám 2018               | 2018. december                        | Kingpin                   |
| Amazing Spider-man Vol. 1 #60        | 1968. május               | O Bitter Victory!                                                                 | Ó, keserű győzelem!                                               | Peter Parker Pókember különszám 2018               | 2018. december                        | Kingpin                   |
| Amazing Spider-man Vol. 1 #61        | 1968. június              | What A Tangled Web We Weave..!                                                    | Szövevényes háló                                                  | Peter Parker Pókember különszám 2018               | 2018. december                        | Kingpin                   |
| Amazing Spider-man Vol. 1 #62        | 1968. július              | Make Way For... Medusa!                                                           | Utat Medúzának!                                                   | Peter Parker Pókember különszám 2017               | 2017. december                        | Kingpin                   |
| Amazing Spider-man Vol. 1 #63        | 1968. augusztus           | Wings in the Night!                                                               | Szárnyak az éjszakában!                                           | Peter Parker Pókember különszám 2018               | 2018. december                        | Kingpin                   |
| Amazing Spider-man Vol. 1 #64        | 1968. szeptember          | The Vulture's Prey                                                                | A Keselyű prédája                                                 | Peter Parker Pókember különszám 2018               | 2018. december                        | Kingpin                   |
| Amazing Spider-man Vol. 1 #65        | 1968. október             | The Impossible Escape!                                                            | A szökés lehetetlen!                                              | Peter Parker Pókember különszám 2019               | 2019. november                        | Kingpin                   |
| Amazing Spider-man Vol. 1 #66        | 1968. november            | The Madness of Mysterio!                                                          | Mysterio, azaz téboly!                                            | Peter Parker Pókember különszám 2019               | 2019. november                        | Kingpin                   |
| Amazing Spider-man Vol. 1 #67        | 1968. december            | To Squash A Spider!                                                               | Hogyan csapjunk le egy pókot?                                     | Peter Parker Pókember különszám 2019               | 2019. november                        | Kingpin                   |
| Amazing Spider-man Vol. 1 #68        | 1969. január              | Crisis on the Campus!                                                             | Krízis az egyetemen!                                              | Peter Parker Pókember különszám 2019               | 2019. november                        | Kingpin                   |
| Amazing Spider-man Vol. 1 #69        | 1969. február             | Mission: Crush The Kingpin!                                                       | Cél: Vesszen a Vezér!                                             | Peter Parker Pókember különszám 2019               | 2019. november                        | Kingpin                   |
| Amazing Spider-man Vol. 1 #70        | 1969. március             | Spider-Man Wanted!                                                                | Körözik Pókembert!                                                | Peter Parker Pókember különszám 2020               | 2020. november                        | Kingpin                   |
| Amazing Spider-man Vol. 1 #71        | 1969. április             | The Speedster and the Spider!                                                     | A Szélvész és a Csáprágó!                                         | Peter Parker Pókember különszám 2020               | 2020. november                        | Kingpin                   |
| Amazing Spider-man Vol. 1 #72        | 1969. május               | Rocked by the Shocker!                                                            | Szétrengetve!                                                     | Peter Parker Pókember különszám 2020               | 2020. november                        | Kingpin                   |
| Amazing Spider-man Vol. 1 #73        | 1969. június              | The Web Closes!                                                                   | A háló bezárul                                                    | Peter Parker Pókember különszám 2021               | 2021. október                         | Kingpin                   |
| Amazing Spider-man Vol. 1 #74        | 1969. július              | If This Be Bedlam!                                                                | Őrültekháza!                                                      | Peter Parker Pókember különszám 2021               | 2021. október                         | Kingpin                   |
| Amazing Spider-man Vol. 1 #75        | 1969. augusztus           | Death Without Warning!                                                            | Halál figyelmeztetés nélkül                                       | Peter Parker Pókember különszám 2021               | 2021. október                         | Kingpin                   |
| Amazing Spider-man Vol. 1 #76        | 1969. szeptember          | The Lizard Lives!                                                                 | A Gyík újra él!                                                   | Peter Parker Pókember különszám 2021               | 2021. október                         | Kingpin                   |
| Amazing Spider-man Vol. 1 #77        | 1969. október             | In the Blaze of Battle!                                                           | A harc hevében!                                                   | Peter Parker Pókember különszám 2021               | 2021. október                         | Kingpin                   |
| Amazing Spider-man Vol. 1 #78        | 1969. november            | The Night of the Prowler!                                                         |                                                                   | Peter Parker Pókember különszám 2022               | 2022. október                         | Kingpin                   |
| Amazing Spider-man Vol. 1 #79        | 1969. december            | To Prowl No More!                                                                 |                                                                   | Peter Parker Pókember különszám 2022               | 2022. október                         | Kingpin                   |
| Amazing Spider-man Vol. 1 #80        | 1970. január              | On the Trail of...the Chameleon!                                                  |                                                                   | Peter Parker Pókember különszám 2022               | 2022. október                         | Kingpin                   |
| Amazing Spider-man Vol. 1 #81        | 1970. február             | The Coming of the Kangaroo!                                                       |                                                                   | Peter Parker Pókember különszám 2022               | 2022. október                         | Kingpin                   |
| Amazing Spider-man Vol. 1 #82        | 1970. március             | And Then Came Electro!                                                            |                                                                   | Peter Parker Pókember különszám 2022               | 2022. október                         | Kingpin                   |
| Amazing Spider-man Vol. 1 #83        | 1970. április             | The Schemer!                                                                      | Stratéga!                                                         | Peter Parker Pókember különszám 2023               | 2023. október                         | Kingpin                   |
| Amazing Spider-man Vol. 1 #84        | 1970. május               | The Kingpin Strikes Back!                                                         | A Vezér visszavág                                                 | Peter Parker Pókember különszám 2023               | 2023. október                         | Kingpin                   |
| Amazing Spider-man Vol. 1 #85        | 1970. június              | The Secret of the Schemer!                                                        | A Stratéga titka                                                  | Peter Parker Pókember különszám 2023               | 2023. október                         | Kingpin                   |
| Amazing Spider-man Vol. 1 #86        | 1970. július              | Beware...the Black Widow!                                                         | Óvakodj a Fekete Özvegytől!                                       | Peter Parker Pókember különszám 2023               | 2023. október                         | Kingpin                   |
| Amazing Spider-man Vol. 1 #87        | 1970. augusztus           | Unmasked at Last!                                                                 | Álarc nélkül!                                                     | Peter Parker Pókember különszám 2023               | 2023. október                         | Kingpin                   |
| Amazing Spider-man Vol. 1 #88        | 1970. szeptember          | The Arms of Doctor Octopus!                                                       | Doktor Octopus karjai!                                            | Peter Parker Pókember különszám 2024               | 2024. október                         | Kingpin                   |
| Amazing Spider-man Vol. 1 #89        | 1970. október             | Doc Ock Lives!                                                                    | Oki Doki él!                                                      | Peter Parker Pókember különszám 2024               | 2024. október                         | Kingpin                   |
| Amazing Spider-man Vol. 1 #90        | 1970. november            | And Death Shall Come!                                                             | És eljő a halál!                                                  | Peter Parker Pókember különszám 2024               | 2024. október                         | Kingpin                   |
| Amazing Spider-man Vol. 1 #91        | 1970. december            | To Smash the Spider!                                                              | Eltaposni a pókot!                                                | Peter Parker Pókember különszám 2024               | 2024. október                         | Kingpin                   |
| Amazing Spider-man Vol. 1 #92        | 1971. január              | When Iceman Attacks                                                               | Mikor Jégember támad                                              | Peter Parker Pókember különszám 2024               | 2024. október                         | Kingpin                   |
| Amazing Spider-man Vol. 1 #96        | 1971. május               | ...And Now, The Goblin!                                                           | A Zöld Manó visszatérése 1. rész                                  | A Csodálatos Pókember #89 és #90                   | 1996. október és november             | Semic                     |
| Amazing Spider-man Vol. 1 #97        | 1971. június              | In The Grip Of The Goblin!                                                        | A Zöld Manó visszatérése 2. rész                                  | A Csodálatos Pókember #90                          | 1996. november                        | Semic                     |
| Amazing Spider-man Vol. 1 #98        | 1971. július              | The Goblin's Last Gasp!                                                           | A Zöld Manó visszatérése 3. rész                                  | A Csodálatos Pókember #90 és #91                   | 1996. november és december            | Semic                     |
| Amazing Spider-man Vol. 1 #119       | 1973. április             | The Gentleman's Name is Hulk                                                      | Az úriember neve...Hulk!                                          | Peter Parker Pókember (2. sorozat) #1              | 2021. január                          | Kingpin                   |
| Amazing Spider-man Vol. 1 #120       | 1973. május               | The Fight and the Fury                                                            | Haragban a világgal                                               | Peter Parker Pókember (2. sorozat) #1              | 2021. január                          | Kingpin                   |
| Amazing Spider-man Vol. 1 #121       | 1973. június              | The Night Gwen Stacy Died                                                         | A Zöld Manó végzete                                               | A Csodálatos Pókember #92 és #93                   | 1997. január és február               | Semic                     |
| Amazing Spider-man Vol. 1 #121       | 1973. június              | The Night Gwen Stacy Died                                                         | A nap, amikor Gwen Stacy meghalt!                                 | Peter Parker Pókember (2. sorozat) #1              | 2021. január                          | Kingpin                   |
| Amazing Spider-man Vol. 1 #122       | 1973. július              | The Goblin's Last Stand!                                                          | A Zöld Manó végzete                                               | A Csodálatos Pókember #94 és #95                   | 1997. március és április              | Semic                     |
| Amazing Spider-man Vol. 1 #122       | 1973. július              | The Goblin's Last Stand!                                                          | A Zöld Manó végzete!                                              | Peter Parker Pókember (2. sorozat) #1              | 2021. január                          | Kingpin                   |
| Amazing Spider-man Vol. 1 #123       | 1973. augusztus           | ...Just A Man Called Cage!                                                        | Csak egy Cage nevű ember                                          | Peter Parker Pókember (2. sorozat) #1              | 2021. január                          | Kingpin                   |
| Amazing Spider-man Vol. 1 #124       | 1973. szeptember          | The Mark of the Man-Wolf                                                          | A Farkasember jele                                                | Peter Parker Pókember (2. sorozat) #2              | 2021. március                         | Kingpin                   |
| Amazing Spider-man Vol. 1 #125       | 1973. október             | Wolfhunt!                                                                         | Farkashajsza                                                      | Peter Parker Pókember (2. sorozat) #2              | 2021. március                         | Kingpin                   |
| Amazing Spider-man Vol. 1 #126       | 1973. november            | The Kangaroo Bounces Back!                                                        | A Kenguru visszarúg!                                              | Peter Parker Pókember (2. sorozat) #2              | 2021. március                         | Kingpin                   |
| Amazing Spider-man Vol. 1 #127       | 1973. december            | The Dark Wings of Death!                                                          | A halál sötét szárnyai                                            | Peter Parker Pókember (2. sorozat) #2              | 2021. március                         | Kingpin                   |
| Amazing Spider-man Vol. 1 #128       | 1974. január              | The Vulture Hangs High!                                                           | A Keselyű lecsap!                                                 | Peter Parker Pókember (2. sorozat) #2              | 2021. március                         | Kingpin                   |
| Amazing Spider-man Vol. 1 #129       | 1974. február             | The Punisher Strikes Twice!                                                       | Megtorló!                                                         | Peter Parker Pókember (2. sorozat) #3              | 2021. május                           | Kingpin                   |
| Amazing Spider-man Vol. 1 #130       | 1974. március             | Betrayed!                                                                         | Árulás!                                                           | A Csodálatos Pókember #101 és #102                 | 1997. október és november             | Semic                     |
| Amazing Spider-man Vol. 1 #130       | 1974. március             | Betrayed!                                                                         | Árulás!                                                           | Peter Parker Pókember (2. sorozat) #3              | 2021. május                           | Kingpin                   |
| Amazing Spider-man Vol. 1 #131       | 1974. április             | My Uncle...My Enemy?                                                              | A nagybátyám: az ellenségem                                       | A Csodálatos Pókember #103 és #104                 | 1997. december és 1998. január        | Semic                     |
| Amazing Spider-man Vol. 1 #131       | 1974. április             | My Uncle...My Enemy?                                                              | A nagybátyám... az ellenségem?                                    | Peter Parker Pókember (2. sorozat) #3              | 2021. május                           | Kingpin                   |
| Amazing Spider-man Vol. 1 #132       | 1974. május               | The Master Plan of the Molten Man!                                                | Az Olvasztár!                                                     | Peter Parker Pókember (2. sorozat) #3              | 2021. május                           | Kingpin                   |
| Amazing Spider-man Vol. 1 #133       | 1974. június              | The Molten Man Breaks Out!                                                        | Az Olvasztár végzete                                              | Peter Parker Pókember (2. sorozat) #4              | 2021. július                          | Kingpin                   |
| Amazing Spider-man Vol. 1 #134       | 1974. július              | Danger Is a Man Named... Tarantula                                                | Bemutatkozik: Tarantella                                          | Peter Parker Pókember (2. sorozat) #4              | 2021. július                          | Kingpin                   |
| Amazing Spider-man Vol. 1 #135       | 1974. augusztus           | Shoot-out in Central Park!                                                        | Ütközet a Central Parknál                                         | Peter Parker Pókember (2. sorozat) #4              | 2021. július                          | Kingpin                   |
| Amazing Spider-man Vol. 1 #136       | 1974. szeptember          | The Green Goblin Lives Again!                                                     | A Zöld Manó újra él!                                              | Peter Parker Pókember (2. sorozat) #4              | 2021. július                          | Kingpin                   |
| Amazing Spider-man Vol. 1 #137       | 1974. október             | Death-Trap Times Three!                                                           | Halálos csapdában                                                 | Peter Parker Pókember (2. sorozat) #4              | 2021. július                          | Kingpin                   |
| Amazing Spider-man Vol. 1 #138       | 1974. november            | Madness Means... the Mindworm!                                                    | A téboly elszabadul                                               | Peter Parker Pókember (2. sorozat) #5              | 2021. szeptember                      | Kingpin                   |
| Amazing Spider-man Vol. 1 #139       | 1974. december            | Day of the Grizzly!                                                               | A Grizzly!                                                        | Peter Parker Pókember (2. sorozat) #5              | 2021. szeptember                      | Kingpin                   |
| Amazing Spider-man Vol. 1 #140       | 1975. január              | ...And One Will Fall!                                                             | ... Nem győzhet mindenki!                                         | Peter Parker Pókember (2. sorozat) #5              | 2021. szeptember                      | Kingpin                   |
| Amazing Spider-man Vol. 1 #141       | 1975. február             | The Man's Name Appears to Be... Mysterio!                                         | Úgy tűnik, a neve... Mysterio!                                    | Peter Parker Pókember (2. sorozat) #5              | 2021. szeptember                      | Kingpin                   |
| Amazing Spider-man Vol. 1 #142       | 1975. március             | Dead Man's Bluff!                                                                 | Hullajó trükk                                                     | Peter Parker Pókember (2. sorozat) #5              | 2021. szeptember                      | Kingpin                   |
| Amazing Spider-Man Vol. 1 #144       | 1975. május               | The Delusion Conspiracy                                                           | Előjáték a Sorsdöntő kalandhoz                                    | A Csodálatos Pókember #109                         | 1998. június                          | Semic                     |
| Amazing Spider-Man Vol. 1 #145       | 1975. június              | Gwen Stacy is alive...and, well...?!                                              | Gwen Stacy él, és... nos, hát igen...!                            | A Csodálatos Pókember #110-111                     | 1998. július-augusztus                | Semic                     |
| Amazing Spider-Man Vol. 1 #146       | 1975. július              | Scorpion......where is thy sting?                                                 | A Sakál bosszút forral!                                           | A Csodálatos Pókember #110-111                     | 1998. július-augusztus                | Semic                     |
| Amazing Spider-Man Vol. 1 #149       | 1975. október             | Even if I live, I die!                                                            | Ha túlélem is, belehalok!                                         | A Csodálatos Pókember #110-111                     | 1998. július-augusztus                | Semic                     |
| Amazing Spider-Man Vol. 1 #150       | 1975. november            | Spider-Man.... Or Spider-Clone?                                                   | Pókember vagy Pókklón?                                            | A Csodálatos Pókember #112                         | 1998. szeptember                      | Semic                     |
| Amazing Spider-Man Vol. 1 #151       | 1975. december            | Skirmish Beneath the Streets!                                                     | A cím nem került lefordításra                                     | A Csodálatos Pókember #112                         | 1998. szeptember                      | Semic                     |
| Amazing Spider-man Vol. 1 #156       | 1976. május               | On a Clear Day You Can See the Mirage!                                            | Érzékcsalódás tiszta időben: Feltűnik a Mirázs!                   | A Csodálatos Pókember #96 és #97                   | 1997. május és június                 | Semic                     |
| Amazing Spider-man Vol. 1 #181       | 1978. június              | Flashback!                                                                        | Visszapillantás                                                   | A Csodálatos Pókember #1                           | 1989. május                           | Semic                     |
| Amazing Spider-man Vol. 1 #182       | 1978. július              | The Rocket Racer's back in town!                                                  | Rakéta Robi visszatért!                                           | A Csodálatos Pókember #1                           | 1989. május                           | Semic                     |
| Amazing Spider-man Vol. 1 #182       | 1978. július              | The Rocket Racer's back in town!                                                  | Rakéta Robi visszatért!                                           | A Hihetetlen Pókember különszám 2014/1             | 2014. május                           | Kingpin                   |
| Amazing Spider-man Vol. 1 #183       | 1978. augusztus           | ...And Where The Big Wheel Stops, Nobody Knows!                                   | Gurul az óriáskerék, ki tudja, hol áll meg!                       | A Hihetetlen Pókember különszám 2014/1             | 2014. május                           | Kingpin                   |
| Amazing Spider-man Vol. 1 #200       | 1980. január              | The Spider and The Burglar...A Sequel                                             | A Betörő visszatér                                                | A Csodálatos Pókember #98, #99 és #100             | 1997. július, augusztus és szeptember | Semic                     |
| Amazing Spider-man Vol. 1 #201       | 1980. február             | Man-Hunt!                                                                         | Pókember és a Megtorló: Embervadászat                             | A Csodálatos Pókember #77 és #78                   | 1995. október és november             | Semic                     |
| Amazing Spider-man Vol. 1 #202       | 1980. március             | One For Those Long Gone!                                                          | Pókember és a Megtorló: A békében nyugvókért                      | A Csodálatos Pókember #79 és #80                   | 1995. december és 1996. január        | Semic                     |
| Amazing Spider-man Vol. 1 #210       | 1980. november            | The prophecy of Madame Web!                                                       | Madame Necc jövendölése                                           | A Csodálatos Pókember #2                           | 1989                                  | Semic                     |
| Amazing Spider-man Vol. 1 #211       | 1980. december            | The Spider and the sea-source!                                                    | Veszélyes vizeken                                                 | A Csodálatos Pókember #3                           | 1989                                  | Semic                     |
| Amazing Spider-man Vol. 1 #212       | 1981. január              | The coming of Hydroman!                                                           | Támad a Vízember!                                                 | A Csodálatos Pókember #4                           | 1989                                  | Semic                     |
| Amazing Spider-man Vol. 1 #213       | 1981. február             | All they want to do is kill you, Spider-Man...                                    | A Varázsló 1.                                                     | A Csodálatos Pókember #4 és #5                     | 1989                                  | Semic                     |
| Amazing Spider-man Vol. 1 #214       | 1981. március             | Then shall we both be betrayed!                                                   | A Varázsló 2.: A Varázsló története folytatódik!                  | A Csodálatos Pókember #5                           | 1989                                  | Semic                     |
| Amazing Spider-man Vol. 1 #215       | 1981. április             | By my powers shall I be vanquished!                                               | Fordul a kocka!                                                   | A Csodálatos Pókember #6                           | 1989                                  | Semic                     |
| Amazing Spider-man Vol. 1 #216       | 1981. május               | Marathon                                                                          | A Maraton                                                         | A Csodálatos Pókember #6 és #7                     | 1989                                  | Semic                     |
| Amazing Spider-man Vol. 1 #217       | 1981. június              | Here's mud in your eye!                                                           | A cím nem került lefordításra                                     | A Csodálatos Pókember #7                           | 1989                                  | Semic                     |
| Amazing Spider-man Vol. 1 #218       | 1981. július              | Eye of the Beholder!                                                              | A cím nem került lefordításra                                     | A Csodálatos Pókember #8                           | 1990. január                          | Semic                     |
| Amazing Spider-man Vol. 1 #219       | 1981. augusztus           | Peter Parker-Criminal!                                                            | Peter Parker-a bűnöző                                             | A Csodálatos Pókember #8 és #9                     | 1990. január és február               | Semic                     |
| Amazing Spider-man Vol. 1 #222       | 1981. november            | Faster than the eye!                                                              | És az Ámokfutó                                                    | A Csodálatos Pókember #9                           | 1990. február                         | Semic                     |
| Amazing Spider-man Vol. 1 #223       | 1981. december            | Night of the Ape!                                                                 | A majmok éjszakája                                                | A Csodálatos Pókember #11                          | 1990. április                         | Semic                     |
| Amazing Spider-man Vol. 1 #224       | 1982. január              | Let Fly these aged wings!                                                         | Öreg keselyű nem vén keselyű                                      | A Csodálatos Pókember #11 és #12                   | 1990. április és május                | Semic                     |
| Amazing Spider-man Vol. 1 #225       | 1982. február             | Fools...like us!                                                                  | A Tisztogató?                                                     | A Csodálatos Pókember #12                          | 1990. május                           | Semic                     |
| Amazing Spider-man Vol. 1 #226       | 1982. március             | "But the Cat Came Back..."                                                        | A Macska visszatér                                                | Peter Parker Pókember #1                           | 2012. augusztus                       | Kingpin                   |
| Amazing Spider-man Vol. 1 #227       | 1982. április             | Goin' Straight!                                                                   | Egyenes utakon                                                    | Peter Parker Pókember #1                           | 2012. augusztus                       | Kingpin                   |
| Amazing Spider-man Vol. 1 #228       | 1982. május               | Murder By Spider                                                                  | Agyonhara-pók                                                     | A Csodálatos Pókember #13                          | 1990. június                          | Semic                     |
| Amazing Spider-man Vol. 1 #229       | 1982. június              | Nothing Can Stop the Juggernaut!                                                  | A megállíthatatlan Bulldózer!                                     | Peter Parker Pókember #7                           | 2013. március                         | Kingpin                   |
| Amazing Spider-man Vol. 1 #230       | 1982. július              | To Fight the unbeatable Foe!                                                      | Legyőzni a félelmetes ellenséget!                                 | A Csodálatos Pókember #13 és #14                   | 1990. június és július                | Semic                     |
| Amazing Spider-man Vol. 1 #231       | 1982. augusztus           | Caught in the Act...                                                              | Tettenérve...                                                     | A Csodálatos Pókember #14                          | 1990. július                          | Semic                     |
| Amazing Spider-man Vol. 1 #232       | 1982. szeptember          | Hyde...in plain sight                                                             | Hyde...teljes életnagyságban!                                     | A Csodálatos Pókember #15                          | 1990. augusztus                       | Semic                     |
| Amazing Spider-man Vol. 1 #234       | 1982. november            | Now Shall Will-O'-The-Wisp Have His Revenge!                                      | Füsti Vili bosszút áll!                                           | A Csodálatos Pókember #16                          | 1990. szeptember                      | Semic                     |
| Amazing Spider-man Vol. 1 #235       | 1982. december            | Look Out, There's a Monster Coming!                                               | És a Tarantella elindult feléjük!                                 | A Csodálatos Pókember #16 és #17                   | 1990. szeptember és október           | Semic                     |
| Amazing Spider-man Vol. 1 #236       | 1983. január              | Death Knell!                                                                      | A cím nem került lefordításra                                     | A Csodálatos Pókember #17                          | 1990. október                         | Semic                     |
| Amazing Spider-man Vol. 1 #237       | 1983. február             | High and Mighty!                                                                  | Magas és hatalmas!                                                | A Csodálatos Pókember #18                          | 1990. november                        | Semic                     |
| Amazing Spider-man Vol. 1 #238       | 1983. március             | Shadow of evils past!                                                             | A múlt árnyéka!                                                   | A Csodálatos Pókember #18 és #19                   | 1990. november és december            | Semic                     |
| Amazing Spider-man Vol. 1 #239       | 1983. április             | Now Strikes The Hobgoblin!                                                        | A cím nem került lefordításra                                     | A Csodálatos Pókember #19                          | 1990. december                        | Semic                     |
| Amazing Spider-man Vol. 1 #242       | 1983. július              | Confrontations                                                                    | Konfliktusok                                                      | Peter Parker Pókember #7                           | 2013. március                         | Kingpin                   |
| Amazing Spider-man Vol. 1 #243       | 1983. augusztus           | Options                                                                           | Válaszút!                                                         | Peter Parker Pókember #8                           | 2013. április                         | Kingpin                   |
| Amazing Spider-man Vol. 1 #247       | 1983. december            | Interruptions                                                                     | Meglepetések                                                      | Peter Parker Pókember #8                           | 2013. április                         | Kingpin                   |
| Amazing Spider-man Vol. 1 #248       | 1984. január              | And He Strikes Like a Thunderball!                                                | Halld hát a mennydörgést!                                         | Peter Parker Pókember #8                           | 2013. április                         | Kingpin                   |
| Amazing Spider-man Vol. 1 #248       | 1984. január              | The Kid Who Collects Spider-Man!                                                  | A kölyök, aki gyűjtötte a Pókembert                               | Pókember és a Fekete Macska #4-6. rész (különszám) | 2006. december                        | Semic                     |
| Amazing Spider-man Vol. 1 #249       | 1984. február             | Secrets!                                                                          | Rejtélyes rejtegetnivalók                                         | A Csodálatos Pókember #20                          | 1991. január                          | Semic                     |
| Amazing Spider-man Vol. 1 #250       | 1984. március             | Confessions!                                                                      | Century Club                                                      | A Csodálatos Pókember #20 és #21                   | 1991. január és február               | Semic                     |
| Amazing Spider-man Vol. 1 #251       | 1984. április             | Endings!                                                                          | Heuréka!                                                          | A Csodálatos Pókember #21                          | 1991. február                         | Semic                     |
| Amazing Spider-man Vol. 1 #252       | 1984. május               | Homecoming!                                                                       | Hazatérés                                                         | A Csodálatos Pókember #22                          | 1991. március                         | Semic                     |
| Amazing Spider-man Vol. 1 #253       | 1984. június              | By Myself Betrayed!                                                               | Magad vagy az áruló!                                              | A Csodálatos Pókember #22 és #23                   | 1991. március és április              | Semic                     |
| Amazing Spider-man Vol. 1 #254       | 1984. július              | With Great Power...                                                               | Megint a Vészmanó?                                                | A Csodálatos Pókember #23                          | 1991. április                         | Semic                     |
| Amazing Spider-man Vol. 1 #255       | 1984. augusztus           | Even a Ghost can fear the Night!                                                  | Az éjszaka, amikor a Vörös Szellem is fél!                        | A Csodálatos Pókember #24                          | 1991. május                           | Semic                     |
| Amazing Spider-man Vol. 1 #256       | 1984. szeptember          | Introducing... Puma!                                                              | Bemutatkozik a Puma!                                              | A Csodálatos Pókember #24 és #25                   | 1991. május és június                 | Semic                     |
| Amazing Spider-man Vol. 1 #257       | 1984. október             | Beware The Claws Of Puma!                                                         | A cím nem került lefordításra                                     | A Csodálatos Pókember #25                          | 1991. június                          | Semic                     |
| Amazing Spider-man Vol. 1 #258       | 1984. november            | The Sinister Secret Of Spider-Man's New Costume!                                  | A fekete pókruha hátborzongató rejtélye                           | A Csodálatos Pókember #26                          | 1991. július                          | Semic                     |
| Amazing Spider-man Vol. 1 #259       | 1984. december            | All My Pasts Remembered!                                                          | Feltámadt a múlt...                                               | A Csodálatos Pókember #28                          | 1991. szeptember                      | Semic                     |
| Amazing Spider-man Vol. 1 #260       | 1985. január              | The Challenge of Hobgoblin!                                                       | A Vészmanó kihívása                                               | A Csodálatos Pókember #29                          | 1991. október                         | Semic                     |
| Amazing Spider-man Vol. 1 #261       | 1985. február             | The Sins of my Father!                                                            | Túszszabadítás                                                    | A Csodálatos Pókember #30                          | 1991. november                        | Semic                     |
| Amazing Spider-man Vol. 1 #262       | 1985. március             | Trade Secret                                                                      | Harc egy arcért                                                   | A Csodálatos Pókember #31                          | 1991. december                        | Semic                     |
| Amazing Spider-man Vol. 1 #263       | 1985. április             | The Spectacular Spider-Kid!                                                       | A Csodálatos Pókkölyök!                                           | A Csodálatos Pókember #32                          | 1992. január                          | Semic                     |
| Amazing Spider-man Vol. 1 #264       | 1985. május               | Red 9 And Red Tape!                                                               | Vörös 9 és a bürokrácia                                           | Peter Parker Pókember #8                           | 2013. április                         | Kingpin                   |
| Amazing Spider-man Vol. 1 #265       | 1985. június              | After The Fox!                                                                    | A Róka nyomában!                                                  | A Csodálatos Pókember #33                          | 1992. február                         | Semic                     |
| Amazing Spider-man Vol. 1 #266       | 1985. július              | Jump For My Love Or Spring Is In The Air                                          | Itt a tavasz, avagy most ugrik a Béka a vízbe                     | A Csodálatos Pókember #34                          | 1992. március                         | Semic                     |
| Amazing Spider-man Vol. 1 #267       | 1985. augusztus           | The Commuter Cometh!                                                              | Külvárosi kirándulás                                              | A Csodálatos Pókember #35                          | 1992. április                         | Semic                     |
| Amazing Spider-man Vol. 1 #268       | 1985. szeptember          | This Gold is Mine!                                                                | Aranyláz                                                          | A Csodálatos Pókember #36                          | 1992. május                           | Semic                     |
| Amazing Spider-man Vol. 1 #269       | 1985. október             | Burn, Spider, Burn!                                                               | Megsütlek, Pókember!                                              | A Csodálatos Pókember #37                          | 1992. június                          | Semic                     |
| Amazing Spider-man Vol. 1 #270       | 1985. november            | The Hero And The Holocaust!                                                       | Bajnokok tornája                                                  | A Csodálatos Pókember #38                          | 1992. július                          | Semic                     |
| Amazing Spider-man Vol. 1 #271       | 1985. december            | Whatever Happened to Crusher Hogan?                                               | Ami Durunggal történt                                             | A Csodálatos Pókember #39                          | 1992. augusztus                       | Semic                     |
| Amazing Spider-man Vol. 1 #272       | 1986. január              | Make Way For Slyde!                                                               | Vigyázz, jön a Csúszka!                                           | A Csodálatos Pókember #40                          | 1992. szeptember                      | Semic                     |
| Amazing Spider-man Vol. 1 #273       | 1986. február             | To Challenge The Beyonder!                                                        | A Pumával a Túlontúli ellen!                                      | A Csodálatos Pókember #41                          | 1992. október                         | Semic                     |
| Amazing Spider-man Vol. 1 #274       | 1986. március             | Lo, There shall come a Champion!                                                  | Az élet bajnoka                                                   | A Csodálatos Pókember #42                          | 1992. november                        | Semic                     |
| Amazing Spider-man Vol. 1 #275       | 1986. április             | The Choice and the Challenge!                                                     | Döntés és kihívás                                                 | A Csodálatos Pókember #43                          | 1992. december                        | Semic                     |
| Amazing Spider-man Vol. 1 #276       | 1986. május               | Unmasked!                                                                         | A maszk mögött!                                                   | A Csodálatos Pókember #44                          | 1993. január                          | Semic                     |
| Amazing Spider-man Vol. 1 #277       | 1986. június              | The Rules of the Game                                                             | Játékszabályok                                                    | A Csodálatos Pókember #45                          | 1993. február                         | Semic                     |
| Amazing Spider-man Vol. 1 #278       | 1986. július              | If This Be Justice                                                                | Ez lenne az igazság?!                                             | A Csodálatos Pókember #46                          | 1993. március                         | Semic                     |
| Amazing Spider-man Vol. 1 #279       | 1986. augusztus           | Savage is the Sable!                                                              | Sable begurul                                                     | A Csodálatos Pókember #47                          | 1993. április                         | Semic                     |
| Amazing Spider-man Vol. 1 #280       | 1986. szeptember          | The Sinister Syndicate!                                                           | A Baljós Légió                                                    | A Csodálatos Pókember #48                          | 1993. május                           | Semic                     |
| Amazing Spider-man Vol. 1 #281       | 1986. október             | When Warriors Clash!                                                              | A nagy összecsapás!                                               | A Csodálatos Pókember #49                          | 1993. június                          | Semic                     |
| Amazing Spider-man Vol. 1 #282       | 1986. november            | The Fury of X-Factor!                                                             | A rejtélyes X-Faktor!                                             | A Csodálatos Pókember #50                          | 1993. július                          | Semic                     |
| Amazing Spider-man Vol. 1 #283       | 1986. december            | With Foes Like These...                                                           | Félelmetes ellenfelek                                             | A Csodálatos Pókember #51                          | 1993. augusztus                       | Semic                     |
| Amazing Spider-man Vol. 1 #284       | 1987. január              | And Who Shall Stand Against Them...?                                              | Bandaháború 1. rész: „Cinkos, aki néma!”                          | A Csodálatos Pókember #52                          | 1993. szeptember                      | Semic                     |
| Amazing Spider-man Vol. 1 #285       | 1987. február             | The Arranger Must Die!                                                            | Bandaháború 2. rész: Meghalsz, Összekötő!                         | A Csodálatos Pókember #53                          | 1993. október                         | Semic                     |
| Amazing Spider-man Vol. 1 #286       | 1987. március             | Thy Father's Son!                                                                 | Bandaháború 3. rész: Apa és fia!                                  | A Csodálatos Pókember #54                          | 1993. november                        | Semic                     |
| Amazing Spider-man Vol. 1 #287       | 1987. április             | ...And There Shall Come a Reckoning                                               | Bandaháború 4. rész: ... És elérkezett a leszámolás!              | A Csodálatos Pókember #55                          | 1993. december                        | Semic                     |
| Amazing Spider-man Vol. 1 #288       | 1987. május               | Gang War Rages On!                                                                | Bandaháború 5. rész: Dühöng a bandaháború!                        | A Csodálatos Pókember #56                          | 1994. január                          | Semic                     |
| Amazing Spider-man Vol. 1 #289       | 1987. június              | The Hobgoblin Revealed!                                                           | Végjátékok                                                        | A Csodálatos Pókember #57 és #58                   | 1994. február és március              | Semic                     |
| Amazing Spider-man Vol. 1 #290       | 1987. július              | The Big Question                                                                  | A nagy kérdés                                                     | A Csodálatos Pókember #59                          | 1994. április                         | Semic                     |
| Amazing Spider-man Vol. 1 #291       | 1987. augusztus           | Dark Journey!                                                                     | Rejtelmes utazás                                                  | A Csodálatos Pókember #60                          | 1994. május                           | Semic                     |
| Amazing Spider-man Vol. 1 #292       | 1987. szeptember          | Growing Pains!                                                                    | Komoly fordulatok                                                 | A Csodálatos Pókember #61                          | 1994. június                          | Semic                     |
| Amazing Spider-man Vol. 1 #293       | 1987. október             | Kraven's Last Hunt (part 2): Crawling                                             | Kraven utolsó vadászata (2. rész): A felszínről…                  | Marvel Extra #24                                   | 1996. december                        | Semic                     |
| Amazing Spider-man Vol. 1 #294       | 1987. november            | Kraven's Last Hunt (part 5): Thunder                                              | Kraven utolsó vadászata (5. rész): Mennydörgés                    | X-men #36                                          | 1997. január                          | Semic                     |
| Amazing Spider-man Vol. 1 #296       | 1988. január              | Force Of Arms                                                                     | Kar-hatalom                                                       | A Csodálatos Pókember #63                          | 1994. augusztus                       | Semic                     |
| Amazing Spider-man Vol. 1 #297       | 1988. február             | I'll Take Manhattan!                                                              | Leigázom Manhattant                                               | A Csodálatos Pókember #64                          | 1994. szeptember                      | Semic                     |
| Amazing Spider-man Vol. 1 #298       | 1988. március             | Chance Encounter                                                                  | Egy véletlen Sansz                                                | A Csodálatos Pókember #67                          | 1994. december                        | Semic                     |
| Amazing Spider-man Vol. 1 #299       | 1988. április             | Survival of the Hittist!                                                          | A túlélők pusztulása                                              | A Csodálatos Pókember #68                          | 1995. január                          | Semic                     |
| Amazing Spider-man Vol. 1 #300       | 1988. május               | Venom                                                                             | Venom                                                             | A Csodálatos Pókember #69 és #70                   | 1995. február és március              | Semic                     |
| Amazing Spider-man Vol. 1 #301       | 1988. június              | The Sable Gauntlet!                                                               | Sable vesszőfutása                                                | A Csodálatos Pókember #71                          | 1995. április                         | Semic                     |
| Amazing Spider-man Vol. 1 #302       | 1988. július              | (Mid)American Gothic!                                                             | Közép-amerikai rémtörténet                                        | A Csodálatos Pókember #72                          | 1995. május                           | Semic                     |
| Amazing Spider-man Vol. 1 #303       | 1988. augusztus           | Dock Savage                                                                       | Tengerparti bosszú-parti                                          | A Csodálatos Pókember #73                          | 1995. június                          | Semic                     |
| Amazing Spider-man Vol. 1 #312       | 1989. február             | The Goblin War!                                                                   | Manóháború                                                        | Pókember: Inferno                                  | 2021. október                         | Kingpin                   |
| Amazing Spider-man Vol. 1 #315       | 1989. május               | A Matter of Life and Debt                                                         | Felejtés és emlékezés!                                            | A Csodálatos Pókember #74                          | 1995. július                          | Semic                     |
| Amazing Spider-man Vol. 1 #316       | 1989. június              | Dead Meat                                                                         | Mészárszék                                                        | A Csodálatos Pókember #75                          | 1995. augusztus                       | Semic                     |
| Amazing Spider-man Vol. 1 #317       | 1989. július              | The Sand and the Fury                                                             | Homokvihar                                                        | A Csodálatos Pókember #76                          | 1995. szeptember                      | Semic                     |
| Amazing Spider-man Vol. 1 #320       | 1989. szeptember          | The Assassin Nation Plot Part 1: License Invoked                                  | Nemzetellenes összeesküvés 1. rész: Lovagias ügy                  | A Csodálatos Pókember #77                          | 1995. október                         | Semic                     |
| Amazing Spider-man Vol. 1 #321       | 1989. október             | The Assassin Nation Plot Part 2: Underwar                                         | Nemzetellenes összeesküvés 2. rész: Előcsata!                     | A Csodálatos Pókember #78                          | 1995. november                        | Semic                     |
| Amazing Spider-man Vol. 1 #322       | 1989. október             | The Assassin Nation Plot Part 3: Ceremony                                         | Nemzetellenes összeesküvés 3. rész: A szertartás!                 | A Csodálatos Pókember #79                          | 1995. december                        | Semic                     |
| Amazing Spider-man Vol. 1 #323       | 1989. november            | The Assassin Nation Plot Part 4: Assault Rivals!                                  | Nemzetellenes összeesküvés 4. rész: Vetélytársak, fegyvertársak!  | A Csodálatos Pókember #80                          | 1996. január                          | Semic                     |
| Amazing Spider-man Vol. 1 #324       | 1989. november            | The Assassin Nation Plot Part 5: Twos day                                         | Nemzetellenes összeesküvés 5. rész: Párharcok napja               | A Csodálatos Pókember #81                          | 1996. február                         | Semic                     |
| Amazing Spider-man Vol. 1 #325       | 1989. november            | The Assassin Nation Plot Part 6: Finale in Red!                                   | Nemzetellenes összeesküvés 6. rész: Vérvörös végjáték             | A Csodálatos Pókember #82                          | 1996. március                         | Semic                     |
| Amazing Spider-man Vol. 1 #326       | 1989. december            | Gravity Storm!                                                                    | Gravitációs vihar – Ellenségcsere                                 | Peter Parker Pókember #15                          | 2014. május                           | Kingpin                   |
| Amazing Spider-man Vol. 1 #327       | 1989. december            | Cunning Attractions!                                                              | Sajátságos vonzerő                                                | Peter Parker Pókember #15 és #16                   | 2014. május és június                 | Kingpin                   |
| Amazing Spider-man Vol. 1 #328       | 1990. január              | Shaw's Gambit                                                                     | Shaw játszmája                                                    | Peter Parker Pókember #16                          | 2014. június                          | Kingpin                   |
| Amazing Spider-man Vol. 1 #329       | 1990. február             | Power Prey!                                                                       | Katasztrófa!                                                      | Peter Parker Pókember #17                          | 2014. szeptember                      | Kingpin                   |
| Amazing Spider-man Vol. 1 #332       | 1990. május               | Sunday in the Park with Venom!                                                    | Vasárnap a parkban Venommal!                                      | Peter Parker Pókember #18                          | 2014. október                         | Kingpin                   |
| Amazing Spider-man Vol. 1 #333       | 1990. június              | Stalking Feat!                                                                    | Pusztulás                                                         | Peter Parker Pókember #18                          | 2014. október                         | Kingpin                   |
| Amazing Spider-man Vol. 1 #341       | 1990. november            | With NO power                                                                     | Erőtlenül                                                         | Peter Parker Pókember #19                          | 2014. X                               | Kingpin                   |
| Amazing Spider-man Vol. 1 #342       | 1990. december            | Jonah trade                                                                       | A Jonah-csere                                                     | Peter Parker Pókember #19                          | 2014. X                               | Kingpin                   |
| Amazing Spider-man Vol. 1 #343       | 1991. január              | War garden                                                                        | Kerti háború                                                      | Peter Parker Pókember #19                          | 2014. X                               | Kingpin                   |
| Amazing Spider-man Vol. 1 #345       | 1991. március             | Gun From the Heart                                                                | A cím nem került lefordításra                                     | A Csodálatos Pókember #100                         | 1997. szeptember                      | Semic                     |
| Amazing Spider-man Vol. 1 #359       | 1992. február             | Toy Death!                                                                        | A cím nem került lefordításra                                     | A Csodálatos Pókember #100                         | 1997. szeptember                      | Semic                     |
| Amazing Spider-Man Vol. 1 #361       | 1992. április             | Carnage Part 1: Savage Genesis!                                                   | Barbár belépő                                                     | A Csodálatos Pókember #102                         | 1997. november                        | Semic                     |
| Amazing Spider-Man Vol. 1 #362       | 1992. május               | Carnage Part 2: Savage Alliance!                                                  | Vad- és dacszövetség                                              | A Csodálatos Pókember #103                         | 1997. december                        | Semic                     |
| Amazing Spider-Man Vol. 1 #363       | 1992. június              | Carnage Part 3: Savage Grace!                                                     | Brutális búcsú                                                    | A Csodálatos Pókember #104                         | 1998. január                          | Semic                     |
| Amazing Spider-Man Vol. 1 #364       | 1992. június              | The Pain of Fast Air                                                              | Ellenszélben                                                      | A Csodálatos Pókember #105                         | 1998. február                         | Semic                     |
| Amazing Spider-Man Vol. 1 #365       | 1992. augusztus           | Fathers and Sins                                                                  | Az EGyík szülő                                                    | A Csodálatos Pókember #106 és #107                 | 1998. március és április              | Semic                     |
| Amazing Spider-Man Vol. 1 #365       | 1992. augusztus           | I Remember Gwen                                                                   | Emlékszem Gwenre                                                  | A Hihetetlen Pókember Különszám 2017/2             | 2017. május                           | Kingpin                   |
| Amazing Spider-Man Vol. 1 #368       | 1992. november            | Invasion of the Spider-Slayers part 1: On Razored Wings                           | A pókirtók inváziója 1. rész: Derült égből...                     | A Csodálatos Pókember #109                         | 1998. június                          | Semic                     |
| Amazing Spider-Man Vol. 1 #369       | 1992. november            | Invasion of the Spider-Slayers part 2: Electric Doom                              | A pókirtók inváziója 2. rész: Electro-sokk!                       | A Csodálatos Pókember #110-111 (összevont szám)    | 1998. július-augusztus                | Semic                     |
| Amazing Spider-Man Vol. 1 #370       | 1992. december            | Invasion of the Spider-Slayers part 3: Life Stings!                               | A pókirtók inváziója 3. rész: Egy falánk fullánk                  | A Csodálatos Pókember #110-111 (összevont szám)    | 1998. július-augusztus                | Semic                     |
| Amazing Spider-Man Vol. 1 #371       | 1992. december            | Invasion of the Spider-Slayers part 4: One Clue Over The Cuckoo's Nest            | A pókirtók inváziója 4. rész: Egy szál a kakukk fészkéhez         | A Csodálatos Pókember #112                         | 1998. szeptember                      | Semic                     |
| Amazing Spider-Man Vol. 1 #372       | 1993. január              | Invasion of the Spider-Slayers part 5: Arachnophobia Too!                         | A pókirtók inváziója 5. rész: Az ízeltlábúak íze                  | A Csodálatos Pókember #113                         | 1998. október                         | Semic                     |
| Amazing Spider-Man Vol. 1 #373       | 1993. január              | Invasion of the Spider-Slayers part 6: The Bedlam Perspective                     | A cím nem került lefordításra                                     | A Csodálatos Pókember #113                         | 1998. október                         | Semic                     |
| Amazing Spider-Man Vol. 1 #374       | 1993. február             | Murder on Parade                                                                  | Gyilkos fesztiválon                                               | Peter Parker Pókember #26                          | 2016. április                         | Kingpin                   |
| Amazing Spider-Man Vol. 1 #375       | 1993. március             | The Bride of Venom                                                                | Venom menyasszonya                                                | Peter Parker Pókember #26                          | 2016. április                         | Kingpin                   |
| Amazing Spider-Man Vol. 1 #378       | 1993. június              | Maximum Carnage Part 3 – Demons on Broadway                                       | Totális vérontás 3. rész – Démonok a Broadwayen                   | A Hihetetlen Pókember Különszám 2018/2             | 2018. május                           | Kingpin                   |
| Amazing Spider-Man Vol. 1 #379       | 1993. július              | Maximum Carnage Part 7 – The Gathering Storm                                      | Totális vérontás 7. rész – Viharfelhők                            | A Hihetetlen Pókember Különszám 2018/3             | 2018. július                          | Kingpin                   |
| Amazing Spider-Man Vol. 1 #380       | 1993. augusztus           | Maximum Carnage Part 12 – Soldiers of Hope                                        | Totális vérontás 12. rész – A remény katonái                      | A Hihetetlen Pókember Különszám 2018/4             | 2018. szeptember                      | Kingpin                   |
| Amazing Spider-Man Vol. 1 #381       | 1993. szeptember          | Samson Unleashed                                                                  | Samson zúz                                                        | Peter Parker Pókember #26                          | 2016. április                         | Kingpin                   |
| Amazing Spider-Man Vol. 1 #382       | 1993. október             | Emerald Rage!                                                                     | Smaragd düh!                                                      | Peter Parker Pókember #27                          | 2016. május                           | Kingpin                   |
| Amazing Spider-Man Vol. 1 #383       | 1993. november            | Judgement Night                                                                   | Az ítélet éjszakája                                               | Peter Parker Pókember #27                          | 2016. május                           | Kingpin                   |
| Amazing Spider-Man Vol. 1 #384       | 1993. december            | Dreams of Innocence                                                               | Ártatlanság                                                       | Peter Parker Pókember #27                          | 2016. május                           | Kingpin                   |
| Amazing Spider-Man Vol. 1 #385       | 1994. január              | Rough Justice!                                                                    | Az igazság fáj!                                                   | Peter Parker Pókember #27                          | 2016. május                           | Kingpin                   |
| Amazing Spider-Man Vol. 1 #386       | 1994. február             | The Wings of Race!                                                                | Életlopás 1. rész                                                 | Peter Parker Pókember #28                          | 2016. július                          | Kingpin                   |
| Amazing Spider-Man Vol. 1 #387       | 1994. március             | The Thief of Years                                                                | Életlopás 2. rész                                                 | Peter Parker Pókember #28                          | 2016. július                          | Kingpin                   |
| Amazing Spider-Man Vol. 1 #388       | 1994. április             | The Sadness of Truth                                                              | A cím nem került lefordításra                                     | A Csodálatos Pókember #114-115                     | 1998. november-december               | Semic                     |
| Amazing Spider-Man Vol. 1 #389       | 1994. május               | Pursuit, part 4: The Faceless Man                                                 | A leszámolás: Az arcnélküli ember                                 | A Csodálatos Pókember #116                         | 1999. január                          | Semic                     |
| Amazing Spider-Man Vol. 1 #390       | 1994. június              | Shrieking, part 1: Behind the Walls                                               | A falak mögött                                                    | Sikoly és a Csodálatos Pókember (különszám)        | 2005. december                        | Semic                     |
| Amazing Spider-Man Vol. 1 #391       | 1994. július              | Shrieking, part 2: The Burning Fuse!                                              | Az égő gyújtózsinór                                               | Sikoly és a Csodálatos Pókember (különszám)        | 2005. december                        | Semic                     |
| Amazing Spider-Man Vol. 1 #392       | 1994. augusztus           | Shrieking, part 3: The Cocoon                                                     | A gubó                                                            | Sikoly és a Csodálatos Pókember (különszám)        | 2005. december                        | Semic                     |
| Amazing Spider-Man Vol. 1 #393       | 1994. szeptember          | Shrieking, part 4: Mother Love...Mother Hate!                                     | Anyai szeretet…anyai gyűlölet                                     | Sikoly és a Csodálatos Pókember (különszám)        | 2005. december                        | Semic                     |
| Amazing Spider-Man Vol. 1 #394       | 1994. október             | Breakdown                                                                         | Erő és felelősség: Összeomlás                                     | A Csodálatos Pókember #117 és #118                 | 1999. február és március              | Semic                     |
| Amazing Spider-Man Vol. 1 #396       | 1994. december            | Back from the Edge, Part 3 of 4: Deadmen                                          | Visszatérés: Halott emberek                                       | Peter Parker Pókember #32                          | 2017. március                         | Kingpin                   |
| Amazing Spider-Man Vol. 1 #397       | 1995. január              | Web of Death, Part 1 of 4: Tentacles                                              | A halál hálója, első rész: Csápok                                 | Peter Parker Pókember #33                          | 2017. május                           | Kingpin                   |
| Amazing Spider-Man Vol. 1 #398       | 1995. február             | Web of Death, Part 3 of 4: Before Wake                                            | A halál hálója, harmadik rész: Mielőtt felébredek                 | Peter Parker Pókember #34                          | 2017. július                          | Kingpin                   |
| Amazing Spider-Man Vol. 1 #399       | 1995. március             | Smoke and Mirrors Part 1: The Jackal Reborn!                                      | Füst és tükör 2. rész – Feltámadás                                | Peter Parker Pókember #35                          | 2017. augusztus                       | Kingpin                   |
| Amazing Spider-Man Vol. 1 #400       | 1995. április             | The Gift                                                                          | Az ajándék                                                        | Peter Parker Pókember #36                          | 2017. október                         | Kingpin                   |
| Amazing Spider-Man Vol. 1 #401       | 1995. május               | Mark of Kaine part 2: Down In The Darkness                                        | Kaine jele – Második rész: Le a sötétbe                           | Peter Parker Pókember #37                          | 2018. január                          | Kingpin                   |
| Amazing Spider-Man Vol. 1 #402       | 1995. június              | Crossfire, Part One                                                               | Kereszttűz első rész                                              | Peter Parker Pókember #39                          | 2018. május                           | Kingpin                   |
| Amazing Spider-Man Vol. 1 #403       | 1995. július              | The Trial of Peter Parker, Part 2 of 4: Judgement at Bedlam                       | Peter Parker pere, 2. rész: Ítélet a tébolydában                  | Peter Parker Pókember #40                          | 2018. július                          | Kingpin                   |
| Amazing Spider-Man Vol. 1 #404       | 1995. augusztus           | Maximum Clonage Part 3: In the Name of the Father                                 | Klónáradat, harmadik rész: Apánk nevében                          | Peter Parker Pókember #41                          | 2018. szeptember                      | Kingpin                   |
| Amazing Spider-Man Vol. 1 #406       | 1995. október             | The Greatest Responsibility, Part 1 of 3: Crossroads                              | A legnagyobb felelősség – Első rész: Találkozások                 | Peter Parker Pókember #43                          | 2019. január                          | Kingpin                   |
| Amazing Spider-Man Vol. 1 #407       | 1996. január              | Feltámad a múlt                                                                   | The Return of Spider-Man, Part 2 of 4: Blasts from the Past!      | Peter Parker Pókember #44                          | 2019. március                         | Kingpin                   |
| Amazing Spider-Man Vol. 1 #410       | 1996. április             | Web of Carnage, Part 2 of 4: And Now – Spider-Carnage                             | Vérontó hálójában, második rész: Vérpók színre lép                | Peter Parker Pókember #45                          | 2019. május                           | Kingpin                   |
| Amazing Spider-Man Vol. 1 #411       | 1996. május               | Blood Brothers, Part 2 of 6: Targets!                                             | Célpontok!                                                        | Peter Parker Pókember #47                          | 2019. szeptember                      | Kingpin                   |
| Amazing Spider-Man Vol. 2 #1 (#442)  | 1999. január              | The Legend Reborn! Where R U Spider-Man???                                        | Hol vagy Pókember?                                                | A Csodálatos Pókember #120                         | 1999. május                           | Semic                     |
| Amazing Spider-Man Vol. 2 #2 (#443)  | 1999. február             | I Can't ... (And I Don't Want To) ... But I Must!                                 | Nem tudom...(és nem is akarom)...de muszáj!                       | A Csodálatos Pókember #121                         | 1999. június                          | Semic                     |
| Amazing Spider-Man Vol. 2 #3 (#444)  | 1999. március             | Off to a Flying Start!                                                            | És a Pók ismét repül!                                             | A Csodálatos Pókember #122                         | 1999. július                          | Semic                     |
| Amazing Spider-Man Vol. 2 #4 (#445)  | 1999. április             | Betrayals                                                                         | Az árulás                                                         | A Csodálatos Pókember #123                         | 1999. augusztus                       | Semic                     |
| Amazing Spider-Man Vol. 2 #5 (#446)  | 1999. május               | ...And Then There Was One!                                                        | Legyen csak egy Póknő!                                            | A Csodálatos Pókember #124                         | 1999. szeptember                      | Semic                     |
| Amazing Spider-Man Vol. 2 #6 (#447)  | 1999. június              | Truth be told(...or not)                                                          | Igazság vagy hazugság                                             | A Csodálatos Pókember #125                         | 1999. október                         | Semic                     |
| Amazing Spider-Man Vol. 2 #7 (#448)  | 1999. július              | Brave New World! Heroes & Villains                                                | Szép új világ 1. rész: Hősök és gazfickók                         | A Csodálatos Pókember #126                         | 1999. november                        | Semic                     |
| Amazing Spider-Man Vol. 2 #8 (#449)  | 1999. augusztus           | The Man Behind the Curtain!                                                       | Szép új világ 2. rész: Ki van a színfalak mögött?                 | A Csodálatos Pókember #127                         | 1999. december                        | Semic                     |
| Amazing Spider-Man Vol. 2 #30 (#471) | 2001. június              | Transformations, Literal & Otherwise                                              | Átváltozások, minden értelemben                                   | A Hihetetlen Pókember #1                           | 2005. október                         | Panini                    |
| Amazing Spider-Man Vol. 2 #31 (#472) | 2001. július              | Coming Home                                                                       | Hazatérés                                                         | A Hihetetlen Pókember #2                           | 2005. november                        | Panini                    |
| Amazing Spider-Man Vol. 2 #32 (#473) | 2001. augusztus           | The Long, Dark Pizza of the Soul                                                  | A lélek hosszú, sötét pizzája                                     | A Hihetetlen Pókember #3                           | 2005. december                        | Panini                    |
| Amazing Spider-Man Vol. 2 #33 (#474) | 2001. szeptember          | All Fall Down                                                                     | Mindenki elesik                                                   | A Hihetetlen Pókember #4                           | 2006. január                          | Panini                    |
| Amazing Spider-Man Vol. 2 #34 (#475) | 2001. október             | Meltdown                                                                          | Magolvadás                                                        | A Hihetetlen Pókember #5                           | 2006. február                         | Panini                    |
| Amazing Spider-Man Vol. 2 #35 (#476) | 2001. november            | Coming out                                                                        | A színvallás napja                                                | A Hihetetlen Pókember #6                           | 2006. március                         | Panini                    |
| Amazing Spider-Man Vol. 2 #37 (#478) | 2002. január              | Interlude                                                                         | Közjáték                                                          | A Hihetetlen Pókember #7                           | 2006. április                         | Panini                    |
| Amazing Spider-Man Vol. 2 #38 (#479) | 2002. február             | The Conversation                                                                  | A beszélgetés                                                     | A Hihetetlen Pókember #8                           | 2006. május                           | Panini                    |
| Amazing Spider-Man Vol. 2 #39 (#480) | 2002. május               | Meanwhile...                                                                      | Eközben...                                                        | Nagy Marvel-Képregénygyűjtemény                    | 2019. október                         | Hachette Fascicoli S.r.l. |
| Amazing Spider-Man Vol. 2 #40 (#481) | 2002. június              | Sensitive Issues                                                                  | Kényes témák                                                      | A Hihetetlen Pókember #9                           | 2006. június                          | Panini                    |
| Amazing Spider-Man Vol. 2 #41 (#482) | 2002. július              | Looking Back                                                                      | Visszatekintés                                                    | A Hihetetlen Pókember #10                          | 2006. július                          | Panini                    |
| Amazing Spider-Man Vol. 2 #42 (#483) | 2002. augusztus           | A Strange Turn of Events                                                          | Váratlan fordulatok                                               | A Hihetetlen Pókember #11                          | 2006. augusztus                       | Panini                    |
| Amazing Spider-Man Vol. 2 #43 (#484) | 2002. szeptember          | Gold Arms                                                                         | Káros karok                                                       | A Hihetetlen Pókember #12                          | 2006. szeptember                      | Panini                    |
| Amazing Spider-Man Vol. 2 #44 (#485) | 2002. október             | Arms and the Men                                                                  | Férfikar                                                          | A Hihetetlen Pókember #13                          | 2006. október                         | Panini                    |
| Amazing Spider-Man Vol. 2 #45 (#486) | 2002. november            | Until the Stars Turn Cold                                                         | Amíg ki nem hűlnek a csillagok                                    | A Hihetetlen Pókember #13                          | 2006. október                         | Panini                    |
| Amazing Spider-Man Vol. 2 #46 (#487) | 2002. december            | Unnatural Enemies                                                                 | Természetellenes ellenségek                                       | A Hihetetlen Pókember #14                          | 2006. november                        | Panini                    |
| Amazing Spider-Man Vol. 2 #47 (#488) | 2003. január              | The Life and Death of Spiders                                                     | A pókok élete és halála                                           | A Hihetetlen Pókember #14                          | 2006. november                        | Panini                    |
| Amazing Spider-Man Vol. 2 #48 (#489) | 2003. február             | A Spider's Tale                                                                   | Egy pók meséje                                                    | A Hihetetlen Pókember #15                          | 2006. december                        | Panini                    |
| Amazing Spider-Man Vol. 2 #49 (#490) | 2003. március             | Bad Connections                                                                   | Elvétett csatlakozások                                            | A Hihetetlen Pókember #15                          | 2006. december                        | Panini                    |
| Amazing Spider-Man Vol. 2 #50 (#491) | 2003. április             | Doomed Affairs                                                                    | Fatális fordulatok                                                | A Hihetetlen Pókember #16                          | 2007. január                          | Panini                    |
| Amazing Spider-Man Vol. 2 #51 (#492) | 2003. május               | Digger                                                                            | Vájár                                                             | A Hihetetlen Pókember #16                          | 2007. január                          | Panini                    |
| Amazing Spider-Man Vol. 2 #52 (#493) | 2003. június              | Dig This                                                                          | Nesze neked                                                       | A Hihetetlen Pókember #17                          | 2007. február                         | Panini                    |
| Amazing Spider-Man Vol. 2 #53 (#494) | 2003. július              | Parts and Pieces                                                                  | Egészben vagy darabokban                                          | A Hihetetlen Pókember #17                          | 2007. február                         | Panini                    |
| Amazing Spider-Man Vol. 2 #54 (#495) | 2003. augusztus           | The Balancing of Karmic Accounts                                                  | A karmikus számlák rendezése                                      | A Hihetetlen Pókember #18                          | 2007. március                         | Panini                    |
| Amazing Spider-Man Vol. 2 #55 (#496) | 2003. szeptember          | Unintended Consequences                                                           | Előreláthatatlan következmények                                   | A Hihetetlen Pókember #18                          | 2007. március                         | Panini                    |
| Amazing Spider-Man Vol. 2 #56 (#497) | 2003. október             | The Revolution Within                                                             | A belső forradalom                                                | A Hihetetlen Pókember #19                          | 2007. április                         | Panini                    |
| Amazing Spider-Man Vol. 2 #57 (#498) | 2003. október             | Happy Birthday, Part One                                                          | Boldog születésnapot 1. rész                                      | A Hihetetlen Pókember #19                          | 2007. április                         | Panini                    |
| Amazing Spider-Man Vol. 2 #58 (#499) | 2003. november            | Happy Birthday, Part Two                                                          | Boldog születésnapot 2. rész                                      | A Hihetetlen Pókember #20                          | 2007. május                           | Panini                    |
| Amazing Spider-Man Vol. 1 #500       | 2003. december            | Happy Birthday, Part Three                                                        | Boldog születésnapot 3. rész                                      | A Hihetetlen Pókember #20 és #21                   | 2007. május és június                 | Panini                    |
| Amazing Spider-Man Vol. 1 #501       | 2004. január              | Saturday in the Park with May                                                     | Szombat délután a parkban                                         | A Hihetetlen Pókember #21                          | 2007. június                          | Panini                    |
| Amazing Spider-Man Vol. 1 #502       | 2004. február             | You Want Pants With That?                                                         | Nadrágot is kér hozzá?                                            | A Hihetetlen Pókember #22                          | 2007. július                          | Panini                    |
| Amazing Spider-Man Vol. 1 #503       | 2004. március             | Chasing a Dark Shadow, Part One                                                   | Egy sötét árnyék nyomában 1. rész                                 | A Hihetetlen Pókember #22                          | 2007. július                          | Panini                    |
| Amazing Spider-Man Vol. 1 #504       | 2004. április             | Chasing a Dark Shadow, Part Two: The Coming of Chaos                              | Egy sötét árnyék nyomában 2. rész                                 | A Hihetetlen Pókember #23                          | 2007. augusztus                       | Panini                    |
| Amazing Spider-Man Vol. 1 #505       | 2004. május               | Vibes                                                                             | Vibrációk                                                         | A Hihetetlen Pókember #23                          | 2007. augusztus                       | Panini                    |
| Amazing Spider-Man Vol. 1 #506       | 2004. június              | The Book of Ezekiel: Chapter One                                                  | Ezékiel könyve 1. rész                                            | A Hihetetlen Pókember #24                          | 2007. szeptember                      | Panini                    |
| Amazing Spider-Man Vol. 1 #507       | 2004. július              | The Book of Ezekiel: Chapter Two                                                  | Ezékiel könyve 2. rész                                            | A Hihetetlen Pókember #24                          | 2007. szeptember                      | Panini                    |
| Amazing Spider-Man Vol. 1 #508       | 2004. július              | The Book of Ezekiel: Chapter Three                                                | Ezékiel könyve 3. rész                                            | A Hihetetlen Pókember #25                          | 2007. október                         | Panini                    |
| Amazing Spider-Man Vol. 1 #509       | 2004. augusztus           | Sins Past, Part 1                                                                 | A múlt bűnei 1. rész                                              | A Hihetetlen Pókember #25                          | 2007. október                         | Panini                    |
| Amazing Spider-Man Vol. 1 #510       | 2004. szeptember          | Sins Past, Part 2                                                                 | A múlt bűnei 2. rész                                              | A Hihetetlen Pókember #26                          | 2007. november                        | Panini                    |
| Amazing Spider-Man Vol. 1 #511       | 2004. október             | Sins Past, Part 3                                                                 | A múlt bűnei 3. rész                                              | A Hihetetlen Pókember #26                          | 2007. november                        | Panini                    |
| Amazing Spider-Man Vol. 1 #512       | 2004. november            | Sins Past, Part 4                                                                 | A múlt bűnei 4. rész                                              | A Hihetetlen Pókember #27                          | 2008. január                          | Panini                    |
| Amazing Spider-Man Vol. 1 #513       | 2004. december            | Sins Past, Part 5                                                                 | A múlt bűnei 5. rész                                              | A Hihetetlen Pókember #27                          | 2008. január                          | Panini                    |
| Amazing Spider-Man Vol. 1 #514       | 2005. január              | Sins Past, Part 6                                                                 | A múlt bűnei 6. rész                                              | A Hihetetlen Pókember #27                          | 2008. január                          | Panini                    |
| Amazing Spider-Man Vol. 1 #519       | 2005. június              | New Avengers Part 1: Moving Up                                                    | Előrelépés                                                        | A Hihetetlen Pókember: Az új Bosszú Angyalai?      | 2009. április                         | Kingpin                   |
| Amazing Spider-Man Vol. 1 #520       | 2005. július              | New Avengers Part 2: Acts of Aggression                                           | Nyílt támadások                                                   | A Hihetetlen Pókember: Az új Bosszú Angyalai?      | 2009. április                         | Kingpin                   |
| Amazing Spider-Man Vol. 1 #521       | 2005. augusztus           | New Avengers Part 3: Unintended Consequences                                      | Nem várt következmények                                           | A Hihetetlen Pókember: Az új Bosszú Angyalai?      | 2009. április                         | Kingpin                   |
| Amazing Spider-Man Vol. 1 #522       | 2005. szeptember          | New Avengers Part 4: Moving Targets                                               | Mozgó célpontok                                                   | A Hihetetlen Pókember: Az új Bosszú Angyalai?      | 2009. április                         | Kingpin                   |
| Amazing Spider-Man Vol. 1 #523       | 2005. október             | New Avengers Part 5: Extreme Measures                                             | Vészhelyzetben                                                    | A Hihetetlen Pókember: Az új Bosszú Angyalai?      | 2009. április                         | Kingpin                   |
| Amazing Spider-Man Vol. 1 #524       | 2005. november            | New Avengers Part 6: All Fall Down                                                | Zuhanás                                                           | A Hihetetlen Pókember: Az új Bosszú Angyalai?      | 2009. április                         | Kingpin                   |
| Amazing Spider-Man Vol. 1 #525       | 2005. december            | The Other-Evolve or Die, Part 3: Rage                                             | Düh                                                               | A Hihetetlen Pókember: A Másik – Morlun visszatér  | 2009. november                        | Kingpin                   |
| Amazing Spider-Man Vol. 1 #526       | 2006. január              | The Other-Evolve or Die, Part 6: Reckoning                                        | Végelszámolás                                                     | A Hihetetlen Pókember: A Másik – Morlun visszatér  | 2009. november                        | Kingpin                   |
| Amazing Spider-Man Vol. 1 #527       | 2006. február             | The Other-Evolve or Die, Part 9: Evolution                                        | Evolúció                                                          | A Hihetetlen Pókember: A Másik – Evolúció          | 2010. március                         | Kingpin                   |
| Amazing Spider-Man Vol. 1 #528       | 2006. március             | The Other-Evolve or Die, Part 12: Post Mortem                                     | Post mortem                                                       | A Hihetetlen Pókember: A Másik – Evolúció          | 2010. március                         | Kingpin                   |
| Amazing Spider-Man Vol. 1 #529       | 2006. április             | Mr. Parker Goes To Washington, Part One                                           | Washingtoni látogatás 1. rész                                     | A Csodálatos Pókember (3. sor.) #1                 | 2011. február                         | Semic                     |
| Amazing Spider-Man Vol. 1 #530       | 2006. május               | Mr. Parker Goes To Washington, Part Two                                           | Washingtoni látogatás 2. rész                                     | A Csodálatos Pókember (3. sor.) #1                 | 2011. február                         | Semic                     |
| Amazing Spider-Man Vol. 1 #531       | 2006. június              | Mr. Parker Goes To Washington, Part Three                                         | Washingtoni látogatás 3. rész                                     | A Csodálatos Pókember (3. sor.) #2                 | 2011. március                         | Semic                     |
| Amazing Spider-Man Vol. 1 #532       | 2006. július              | The War at Home, Part One                                                         | Háború otthon 1. rész                                             | A Csodálatos Pókember (3. sor.) #2                 | 2011. március                         | Semic                     |
| Amazing Spider-Man Vol. 1 #533       | 2006. augusztus           | The Night the War Came Home, Part Two                                             | Háború otthon 2. rész                                             | A Hihetetlen Pókember (2. sorozat) #1              | 2012. február                         | Kingpin                   |
| Amazing Spider-Man Vol. 1 #534       | 2006. szeptember          | The War at Home, Part Three                                                       | Háború otthon 3. rész                                             | A Hihetetlen Pókember (2. sorozat) #1              | 2012. február                         | Kingpin                   |
| Amazing Spider-Man Vol. 1 #535       | 2006. november            | The War at Home, Part Four                                                        | Háború otthon 4. rész                                             | A Hihetetlen Pókember (2. sorozat) #2              | 2012. április                         | Kingpin                   |
| Amazing Spider-Man Vol. 1 #536       | 2006. november            | The War at Home, Part Five                                                        | Háború otthon 5. rész                                             | A Hihetetlen Pókember (2. sorozat) #2              | 2012. április                         | Kingpin                   |
| Amazing Spider-Man Vol. 1 #537       | 2006. december            | The War at Home, Part Six                                                         | Háború otthon 6. rész                                             | A Hihetetlen Pókember (2. sorozat) #3              | 2012. június                          | Kingpin                   |
| Amazing Spider-Man Vol. 1 #538       | 2007. január              | The War at Home, Part Seven                                                       | Háború otthon 7. rész                                             | A Hihetetlen Pókember (2. sorozat) #3              | 2012. június                          | Kingpin                   |
| Amazing Spider-Man Vol. 1 #539       | 2007. április             | Back in Black, Part 1                                                             | Újra feketében, 1. rész                                           | A Hihetetlen Pókember (2. sorozat) #12             | 2013. december                        | Kingpin                   |
| Amazing Spider-Man Vol. 1 #540       | 2007. május               | Back in Black, Part 2                                                             | Újra feketében, 2. rész                                           | A Hihetetlen Pókember (2. sorozat) #13             | 2014. február                         | Kingpin                   |
| Amazing Spider-Man Vol. 1 #541       | 2007. június              | Back in Black, Part 3                                                             | Újra feketében, 3. rész                                           | A Hihetetlen Pókember (2. sorozat) #13             | 2014. február                         | Kingpin                   |
| Amazing Spider-Man Vol. 1# 542       | 2007. augusztus           | Back in Black, Part 4                                                             | Újra feketében, 4. rész                                           | A Hihetetlen Pókember (2. sorozat) #14             | 2014. április                         | Kingpin                   |
| Amazing Spider-Man Vol. 1# 543       | 2007. október             | Back in Black Part 5: An Incident on the Fourth Floor                             | Újra feketében befejező rész, Incidens a negyedik emeleten        | A Hihetetlen Pókember (2. sorozat) #18             | 2014. december                        | Kingpin                   |
| Amazing Spider-Man Vol. 1 #544       | 2007. november            | One More Day, Part 1                                                              | Még egy nap, 1. rész                                              | A Hihetetlen Pókember (2. sorozat) #18             | 2014. december                        | Kingpin                   |
| Amazing Spider-Man Vol. 1# 545       | 2007. december            | One More Day, Part 4                                                              | Még egy nap, 4. rész                                              | A Hihetetlen Pókember (2. sorozat) #20             | 2015. április                         | Kingpin                   |
| Amazing Spider-Man Vol. 1# 546       | 2008. február             | Brand new day                                                                     | Egy új nap hajnala                                                | A Hihetetlen Pókember (2. sorozat) #21             | 2015. június                          | Kingpin                   |
| Amazing Spider-Man Vol. 1 #547       | 2008. március             | Crimes of the heart                                                               | A szív bűnei                                                      | A Hihetetlen Pókember (2. sorozat) #21             | 2015. június                          | Kingpin                   |
| Amazing Spider-Man Vol. 1 #548       | 2008. március             | Blood ties                                                                        | Vérkötelék                                                        | A Hihetetlen Pókember (2. sorozat) #22             | 2015. augusztus                       | Kingpin                   |
| Amazing Spider-Man Vol. 1 #549       | 2008. március             | Who's that girl?!?                                                                | Ki ez a csaj?!                                                    | A Hihetetlen Pókember különszám 2015/1             | 2015. szeptember                      | Kingpin                   |
| Amazing Spider-Man Vol. 1 #550       | 2008. április             | Menace of... menace!!                                                             | Megesz a métely!!                                                 | A Hihetetlen Pókember különszám 2015/1             | 2015. szeptember                      | Kingpin                   |
| Amazing Spider-Man Vol. 1 #551       | 2008. április             |                                                                                   | Íme itt a métely!!                                                | A Hihetetlen Pókember különszám 2015/1             | 2015. szeptember                      | Kingpin                   |
| Amazing Spider-Man Vol. 1 #555       | 2008. június              | Sometimes it snows in april                                                       | Hull a hó és hózik…                                               | A Hihetetlen Pókember különszám 2015/2             | 2015. november                        | Kingpin                   |
| Amazing Spider-Man Vol. 1 #556       | 2008. június              | The last nameless day                                                             | Misztikus hóvihar                                                 | A Hihetetlen Pókember különszám 2015/2             | 2015. november                        | Kingpin                   |
| Amazing Spider-Man Vol. 1 #557       | 2008. június              | Dead of winter                                                                    | Pusztító hideg                                                    | A Hihetetlen Pókember különszám 2015/2             | 2015. november                        | Kingpin                   |
| Amazing Spider-Man Vol. 1 #565       | 2008. szeptember          | Kraven’s first hunter part one – To squash a spider!                              | Kraven első vadászata 1. rész Eltaposom a pókot                   | A Hihetetlen Pókember (2. sorozat) #22             | 2015. augusztus                       | Kingpin                   |
| Amazing Spider-Man Vol. 1 #566       | 2008. szeptember          | Kraven’s first hunter part two – Identity crisis!                                 | Kraven első vadászata 2. rész Személy csere                       | A Hihetetlen Pókember (2. sorozat) #23             | 2015. október                         | Kingpin                   |
| Amazing Spider-Man Vol. 1 #567       | 2008. október             | Kraven’s first hunter part three – Legacy                                         | Kraven első vadászata 3. rész Örökség                             | A Hihetetlen Pókember (2. sorozat) #23             | 2015. október                         | Kingpin                   |
| Amazing Spider-Man Vol. 1 #568       | 2008. október             | New ways to die part one – Back with vengeance                                    | Új halálnemek 1. rész Bosszúból jeles                             | A Hihetetlen Pókember (2. sorozat) #24             | 2015. december                        | Kingpin                   |
| Amazing Spider-Man Vol. 1 #569       | 2008. október             | New ways to die part two – The Osborn supremacy                                   | Új halálnemek 2. rész A törvény neve: Osborn                      | A Hihetetlen Pókember (2. sorozat) #24             | 2015, december                        | Kingpin                   |
| Amazing Spider-Man Vol. 1 #570       | 2008. november            | New ways to die part three – The killer cure                                      | Új halálnemek 3. rész Gyilkos gyógymód                            | A Hihetetlen Pókember (2. sorozat) #25             | 2016. február                         | Kingpin                   |
| Amazing Spider-Man Vol. 1 #571       | 2008. november            | New ways to die part four – Opposites attack                                      | Új halálnemek 4. rész Ellen(tétes) támadás                        | A Hihetetlen Pókember (2. sorozat) #25             | 2016. február                         | Kingpin                   |
| Amazing Spider-Man Vol. 1 #572       | 2008. november            | New ways to die part five – Eady target                                           | Új halálnemek 5. rész                                             | A Hihetetlen Pókember (2. sorozat) #26             | 2016. április                         | Kingpin                   |
| Amazing Spider-Man Vol. 1 #573       | 2008. december            | New ways to die part six – Weapon of self destruction                             | Új halálnemek 6. rész                                             | A Hihetetlen Pókember (2. sorozat) #26             | 2016. április                         | Kingpin                   |
| Amazing Spider-Man Vol. 1 #581       | 2009. február             | Mind on Fire Part 1: The Trouble with Harry                                       | Láng és ész 1. rész: Problémás Harry                              | A Hihetetlen Pókember Különszám 2016/1             | 2016. május                           | Kingpin                   |
| Amazing Spider-Man Vol. 1 #582       | 2009. február             | Mind on Fire Part 2: Burning Questions                                            | Láng és ész 2. rész: Égető kérdések                               | A Hihetetlen Pókember Különszám 2016/1             | 2016. május                           | Kingpin                   |
| Amazing Spider-Man Vol. 1 #584       | 2009. március             | Character Assassination Part 1                                                    | Karaktergyilkosság 1. rész                                        | A Hihetetlen Pókember (2. sorozat) #27             | 2016. június                          | Kingpin                   |
| Amazing Spider-Man Vol. 1 #585       | 2009. április             | Character Assassination Part 2                                                    | Karaktergyilkosság 2. rész                                        | A Hihetetlen Pókember (2. sorozat) #27             | 2016. június                          | Kingpin                   |
| Amazing Spider-Man Vol. 1 #586       | 2009. április             | Character Assassination Interlude: Daddy's Little Girl                            | Karaktergyilkosság: Közjáték – Apuci kislánya                     | A Hihetetlen Pókember (2. sorozat) #28             | 2016. augusztus                       | Kingpin                   |
| Amazing Spider-Man Vol. 1 #587       | 2009. május               | Character Assassination Part 3                                                    | Karaktergyilkosság: 3. rész                                       | A Hihetetlen Pókember (2. sorozat) #28             | 2016. augusztus                       | Kingpin                   |
| Amazing Spider-Man Vol. 1 #588       | 2009. május               | Character Assassination Conclusion                                                | Karaktergyilkosság – Befejezés                                    | A Hihetetlen Pókember Különszám 2016/3             | 2016. szeptember                      | Kingpin                   |
| Amazing Spider-Man Vol. 1 #589       | 2009. május               | Marked                                                                            | Halálra jelölve                                                   | A Hihetetlen Pókember Különszám 2016/1             | 2016. május                           | Kingpin                   |
| Amazing Spider-Man Vol. 1 #590       | 2009. június              | Face Front Part 1: Together Again...for the First Time                            | Örök barátok 1. rész: Újra együtt......most először!              | A Hihetetlen Pókember Különszám 2016/3             | 2016. szeptember                      | Kingpin                   |
| Amazing Spider-Man Vol. 1 #591       | 2009. június              | Face Front Part 2: 'Nuff Said!'                                                   | Örök barátok 2. rész: Erről ennyit!                               | A Hihetetlen Pókember Különszám 2016/3             | 2016. szeptember                      | Kingpin                   |
| Amazing Spider-Man Vol. 1 #593       | 2009. július              | 24/7 Part Two                                                                     | Éjjel-Nappal 2. rész                                              | A Hihetetlen Pókember Különszám 2016/3             | 2016. szeptember                      | Kingpin                   |
| Amazing Spider-Man Vol. 1 #594       | 2009. július              | 24/7 Finale                                                                       | Éjjel-Nappal befejező rész                                        | A Hihetetlen Pókember (2. sorozat) #29             | 2016. október                         | Kingpin                   |
| Amazing Spider-Man Vol. 1 #595       | 2009. július              | American Son Part 1                                                               | Amerika Fia 1. rész                                               | A Hihetetlen Pókember (2. sorozat) #29             | 2016. október                         | Kingpin                   |
| Amazing Spider-Man Vol. 1 #596       | 2009. augusztus           | American Son Part 2                                                               | Amerika Fia 2. rész                                               | A Hihetetlen Pókember (2. sorozat) #30             | 2016. december                        | Kingpin                   |
| Amazing Spider-Man Vol. 1 #597       | 2009. augusztus           | American Son Part 3                                                               | Amerika Fia 3. rész                                               | A Hihetetlen Pókember (2. sorozat) #30             | 2016. december                        | Kingpin                   |
| Amazing Spider-Man Vol. 1 #598       | 2009. augusztus           | American Son Part 4                                                               | Amerika Fia 4. rész                                               | A Hihetetlen Pókember (2. sorozat) #31             | 2017. február                         | Kingpin                   |
| Amazing Spider-Man Vol. 1 #599       | 2009. szeptember          | American Son Conclusion                                                           | Amerika Fia befejezés                                             | A Hihetetlen Pókember (2. sorozat) #31             | 2017. február                         | Kingpin                   |
| Amazing Spider-Man Vol. 1 #600       | 2009. szeptember          | Last Legs                                                                         | Utolsó simítások                                                  | A Hihetetlen Pókember Különszám 2017/1             | 2017. március                         | Kingpin                   |
| Amazing Spider-Man Vol. 1 #600       | 2009. szeptember          | My Brother's Son                                                                  | A testvérem fia                                                   | A Hihetetlen Pókember Különszám 2017/1             | 2017. március                         | Kingpin                   |
| Amazing Spider-Man Vol. 1 #600       | 2009. szeptember          | The Blessing                                                                      | Az áldás                                                          | A Hihetetlen Pókember Különszám 2017/1             | 2017. március                         | Kingpin                   |
| Amazing Spider-Man Vol. 1 #600       | 2009. szeptember          | Violent Visions                                                                   | Rémes látomások                                                   | A Hihetetlen Pókember Különszám 2017/1             | 2017. március                         | Kingpin                   |
| Amazing Spider-Man Vol. 1 #601       | 2009. október             | Red-Headed Stranger: No Place Like Home                                           | A cím nem került lefordításra                                     | A Hihetetlen Pókember (2. sorozat) #32             | 2017. április                         | Kingpin                   |
| Amazing Spider-Man Vol. 1 #602       | 2009. október             | Red-Headed Stranger: Tenth of September                                           | Vörös hajú idegen: Vihar előtti csend                             | A Hihetetlen Pókember (2. sorozat) #32             | 2017. április                         | Kingpin                   |
| Amazing Spider-Man Vol. 1 #603       | 2009. október             | Red-Headed Stranger: Deconstructing Peter                                         | Vörös hajú idegen: Megfejteni Petert                              | A Hihetetlen Pókember (2. sorozat) #32             | 2017. április                         | Kingpin                   |
| Amazing Spider-Man Vol. 1 #604       | 2009. november            | Red-Headed Stranger: The Ancient Gallery                                          | Vörös hajú idegen: Régi ismerősök                                 | A Hihetetlen Pókember (2. sorozat) #32             | 2017. április                         | Kingpin                   |
| Amazing Spider-Man Vol. 1 #606       | 2009. november            | Long-Term Arrangement Part 1                                                      | Hosszú távú megállapodás 1. rész                                  | A Hihetetlen Pókember (2. sorozat) #33             | 2017. június                          | Kingpin                   |
| Amazing Spider-Man Vol. 1 #607       | 2009. november            | Long-Term Arrangement Part 2                                                      | Hosszú távú megállapodás 2. rész                                  | A Hihetetlen Pókember (2. sorozat) #33             | 2017. június                          | Kingpin                   |
| Amazing Spider-Man Vol. 1 #612       | 2010. január              | Power To The People Part 1                                                        | Hatalmat a népnek 1. rész                                         | A Hihetetlen Pókember Különszám 2017/3             | 2017. július                          | Kingpin                   |
| Amazing Spider-Man Vol. 1 #613       | 2010. január              | Power To The People Part 2                                                        | Hatalmat a népnek 2. rész                                         | A Hihetetlen Pókember 2017/3                       | 2017. július                          | Kingpin                   |
| Amazing Spider-Man Vol. 1 #614       | 2010. február             | Power To The People Part 3                                                        | Hatalmat a népnek 3. rész                                         | A Hihetetlen Pókember 2017/3                       | 2017. július                          | Kingpin                   |
| Amazing Spider-Man Vol. 1 #617       | 2010. március             | Rage Of The Rhino: The Walk                                                       | Dühöngő Rinó                                                      | A Hihetetlen Pókember 2017/3                       | 2017. július                          | Kingpin                   |
| Amazing Spider-Man Vol. 1 #618       | 2010. március             | Mysterioso Part 1 – Un-Murder Incorporated                                        | Misztérium 1. rész: Hullajó egyesülés                             | A Hihetetlen Pókember (2. sorozat) #34             | 2017. augusztus                       | Kingpin                   |
| Amazing Spider-Man Vol. 1 #619       | 2010. március             | Mysterioso Part 2 – Re Appearing Act                                              | Misztérium 2. rész – A holtak visszatérnek                        | A Hihetetlen Pókember (2. sorozat) #34             | 2017. augusztus                       | Kingpin                   |
| Amazing Spider-Man Vol. 1 #620       | 2010. április             | Mysterioso Part 3 – Snoke & Mirrors                                               | Misztérium 3. rész -                                              | A Hihetetlen Pókember (2. sorozat) #35             | 2017. október                         | Kingpin                   |
| Amazing Spider-Man Vol. 1 #621       | 2010. április             | Out For Blood                                                                     | Vérbeli hajsza                                                    | A Hihetetlen Pókember (2. sorozat) #35             | 2017. október                         | Kingpin                   |
| Amazing Spider-Man Vol. 1 #629       | 2010. június              | Shed: Prologue                                                                    | Vedlés – Bevezető                                                 | A Hihetetlen Pókember Különszám 2017/4             | 2017. szeptember                      | Kingpin                   |
| Amazing Spider-Man Vol. 1 #630       | 2010. július              | Shed Part 1                                                                       | Vedlés 1. rész                                                    | A Hihetetlen Pókember Különszám 2017/4             | 2017. szeptember                      | Kingpin                   |
| Amazing Spider-Man Vol. 1 #631       | 2010. július              | Shed Part 2                                                                       | Vedlés 2. rész                                                    | A Hihetetlen Pókember Különszám 2017/4             | 2017. szeptember                      | Kingpin                   |
| Amazing Spider-Man Vol. 1 #632       | 2010. július              | Shed Part 3                                                                       | Vedlés 3. rész                                                    | A Hihetetlen Pókember Különszám 2017/4             | 2017. szeptember                      | Kingpin                   |
| Amazing Spider-Man Vol. 1 #633       | 2010. augusztus           | Shed Part 4                                                                       | Vedlés 4. rész                                                    | A Hihetetlen Pókember Különszám 2017/4             | 2017. szeptember                      | Kingpin                   |
| Amazing Spider-Man Vol. 1 #634       | 2010. augusztus           | Grim Hunt Part 1                                                                  | Zord vadászat 1. rész                                             | A Hihetetlen Pókember Különszám 2017/5             | 2017. november                        | Kingpin                   |
| Amazing Spider-Man Vol. 1 #635       | 2010. augusztus           | Grim Hunt Part 2                                                                  | Zord vadászat 2. rész                                             | A Hihetetlen Pókember Különszám 2017/5             | 2017. november                        | Kingpin                   |
| Amazing Spider-Man Vol. 1 #636       | 2010. augusztus           | Grim Hunt Part 3                                                                  | Zord vadászat 3. rész                                             | A Hihetetlen Pókember Különszám 2017/5             | 2017. november                        | Kingpin                   |
| Amazing Spider-Man Vol. 1 #637       | 2010. szeptember          | Grim Hunt Part 4                                                                  | Zord vadászat 4. rész                                             | A Hihetetlen Pókember Különszám 2017/5             | 2017. november                        | Kingpin                   |
| Amazing Spider-Man Vol. 1 #638       | 2010. szeptember          | One Moment In Time Chapter One: Something Old                                     | Egy pillanat az időben, első fejezet: Valami régi                 | A Hihetetlen Pókember (2. sorozat) #36             | 2017. december                        | Kingpin                   |
| Amazing Spider-Man Vol. 1 #639       | 2010. szeptember          | One Moment In Time Chapter Two: Something New                                     | Egy pillanat az időben, második fejezet: Valami új                | A Hihetetlen Pókember (2. sorozat) #36             | 2017. december                        | Kingpin                   |
| Amazing Spider-Man Vol. 1 #640       | 2010. október             | One Moment in Time Chapter Three: Something Borrowed                              | Egy pillanat az időben, harmadik fejezet: Valami kölcsönbe        | A Hihetetlen Pókember (2. sorozat) #37             | 2018. február                         | Kingpin                   |
| Amazing Spider-Man Vol. 1 #641       | 2010. október             | One Moment in Time Chapter Four: Something Blue                                   | Egy pillanat az időben, negyedik fejezet: Valami kék              | A Hihetetlen Pókember (2. sorozat) #37             | 2018. február                         | Kingpin                   |
| Amazing Spider-Man Vol. 1 #642       | 2010. november            | Origin of the Species Part 1                                                      | A fajok eredete 1. rész                                           | A Hihetetlen Pókember Különszám 2018/1             | 2018. március                         | Kingpin                   |
| Amazing Spider-Man Vol. 1 #643       | 2010. november            | Origin of the Species Part 2                                                      | A fajok eredete 2. rész                                           | A Hihetetlen Pókember Különszám 2018/1             | 2018. március                         | Kingpin                   |
| Amazing Spider-Man Vol. 1 #644       | 2010. november            | Origin of the Species Part 3                                                      | A fajok eredete 3. rész                                           | A Hihetetlen Pókember Különszám 2018/1             | 2018. március                         | Kingpin                   |
| Amazing Spider-Man Vol. 1 #645       | 2010. december            | Origin of the Species Part 4                                                      | A fajok eredete 4. rész                                           | A Hihetetlen Pókember Különszám 2018/1             | 2018. március                         | Kingpin                   |
| Amazing Spider-Man Vol. 1 #646       | 2010. december            | Origin of the Species Part 5                                                      | A fajok eredete 5. rész                                           | A Hihetetlen Pókember Különszám 2018/1             | 2018. március                         | Kingpin                   |
| Amazing Spider-Man Vol. 1 #647       | 2010. december            | Another Door                                                                      | Egy ajtó kitárul                                                  | A Hihetetlen Pókember (2. sorozat) #38             | 2018. április                         | Kingpin                   |
| Amazing Spider-Man Vol. 1 #647       | 2010. december            | American Hero                                                                     | Amerikai hős                                                      | A Hihetetlen Pókember (2. sorozat) #39             | 2018. június                          | Kingpin                   |
| Amazing Spider-Man Vol. 1 #647       | 2010. december            | You Again?                                                                        | Megint te?                                                        | A Hihetetlen Pókember (2. sorozat) #39             | 2018. június                          | Kingpin                   |
| Amazing Spider-Man Vol. 1 #648       | 2011. január              | Big Time Part 1                                                                   | Nagyágyú 1. rész                                                  | A Hihetetlen Pókember (2. sorozat) #38             | 2018. április                         | Kingpin                   |
| Amazing Spider-Man Vol. 1 #649       | 2011. január              | Big Time Part 2                                                                   | Nagyágyú 2. rész                                                  | A Hihetetlen Pókember (2. sorozat) #38             | 2018. április                         | Kingpin                   |
| Amazing Spider-Man Vol. 1 #649       | 2011. január              | Kill To Be You                                                                    | A cím nem került lefordításra                                     | A Hihetetlen Pókember (2. sorozat) #39             | 2018. június                          | Kingpin                   |
| Amazing Spider-Man Vol. 1 #650       | 2011. február             | Big Time Part 3                                                                   | Nagyágyú 3. rész                                                  | A Hihetetlen Pókember (2. sorozat) #39             | 2018. június                          | Kingpin                   |
| Amazing Spider-Man Vol. 1 #650       | 2011. február             | The Final Lesson                                                                  | Utolsó lecke                                                      | A Hihetetlen Pókember (2. sorozat) #39             | 2018. június                          | Kingpin                   |
| Amazing Spider-Man Vol. 1 #651       | 2011. február             | The Sting That Never Goes Away                                                    | Ami sosem múlik el                                                | A Hihetetlen Pókember (2. sorozat) #39             | 2018. június                          | Kingpin                   |
| Amazing Spider-Man Vol. 1 #652       | 2011. március             | Revenge of the Spider-Slayer Part 1: Army of Insects                              | A Pókírtó bosszúja 1 rész: Bogárinvázió                           | A Hihetetlen Pókember (2. sorozat) #40             | 2018. augusztus                       | Kingpin                   |
| Amazing Spider-Man Vol. 1 #653       | 2011. április             | Revenge of the Spider-Slayer Part 2: All You Love Will Die                        | A Pókírtó bosszúja 2 rész: Halál a szeretteidre!                  | A Hihetetlen Pókember (2. sorozat) #41             | 2018. október                         | Kingpin                   |
| Amazing Spider-Man Vol. 1 #654       | 2011. április             | Revenge of the Spider-Slayer Part 3: Self Inflicted Wounds                        | A Pókírtó bosszúja 3 rész: Saját kardom pengéje                   | A Hihetetlen Pókember (2. sorozat) #41             | 2018. október                         | Kingpin                   |
| Amazing Spider-Man Vol. 1 #654       | 2011. április             | Rebirth                                                                           | Újjászületés                                                      | A Hihetetlen Pókember (2. sorozat) #40-#41         | 2018. augusztus-október               | Kingpin                   |
| Amazing Spider-Man Vol. 1 #655       | 2011. április             | No One Dies Part One: Awakening                                                   | Senki sem hal meg: 1. rész – Az ébredés                           | A Hihetetlen Pókember (2. sorozat) #42             | 2018. december                        | Kingpin                   |
| Amazing Spider-Man Vol. 1 #656       | 2011. május               | No One Dies Part Two: Resolve                                                     | Senki sem hal meg: 2. rész – Elszántság                           | A Hihetetlen Pókember (2. sorozat) #42             | 2018. december                        | Kingpin                   |
| Amazing Spider-Man Vol. 1 #657       | 2011. május               | Torch Song                                                                        | Fáklyásmenet                                                      | A Hihetetlen Pókember (2. sorozat) #43             | 2019. február                         | Kingpin                   |
| Amazing Spider-Man Vol. 1 #658       | 2011. június              | Peter Parker: The Fantastic Spider-Man                                            | Peter Parker a Fantasztikus Pókember                              | A Hihetetlen Pókember (2. sorozat) #43             | 2019. február                         | Kingpin                   |
| Amazing Spider-Man Vol. 1 #659       | 2011. június              | Fantastic Voyage Part 1                                                           | Fantasztikus utazás 1.rész                                        | A Hihetetlen Pókember Különszám 2019/1             | 2019. március                         | Kingpin                   |
| Amazing Spider-Man Vol. 1 #659       | 2011. június              | Infested Stage 1                                                                  | Fertőzés 1. fázis                                                 | A Hihetetlen Pókember Különszám 2019/1             | 2019. március                         | Kingpin                   |
| Amazing Spider-Man Vol. 1 #660       | 2011. július              | Fantastic Voyage Part 2                                                           | Fantasztikus utazás 2. rész                                       | A Hihetetlen Pókember Különszám 2019/1             | 2019. március                         | Kingpin                   |
| Amazing Spider-Man Vol. 1 #660       | 2011. július              | Infested Stage 2: Great Power                                                     | Fertőzés 2. fázis: Nagy erő                                       | A Hihetetlen Pókember Különszám 2019/1             | 2019. március                         | Kingpin                   |
| Amazing Spider-Man Vol. 1 #661       | 2011. július              | The Substitute Part 1                                                             | A helyettes 1. rész                                               | A Hihetetlen Pókember Különszám 2019/1             | 2019. március                         | Kingpin                   |
| Amazing Spider-Man Vol. 1 #662       | 2011. július              | The Substitute Part 2                                                             | A helyettes 2. rész                                               | A Hihetetlen Pókember Különszám 2019/1             | 2019. március                         | Kingpin                   |
| Amazing Spider-Man Vol. 1 #663       | 2011. augusztus           | The Return of Anti-Venom Part One: The Ghost of Jean DeWolff                      | Anti-Venom visszatér 1. rész: Jean DeWolff szelleme               | A Hihetetlen Pókember Különszám 2019/1             | 2019. március                         | Kingpin                   |
| Amazing Spider-Man Vol. 1 #664       | 2011. augusztus           | The Return of Anti-Venom Part Two: Revelation Day                                 | Anti-Venom visszatér 2. rész: Leleplezés                          | A Hihetetlen Pókember 2019/1                       | 2019. március                         | Kingpin                   |
| Amazing Spider-Man Vol. 1 #664       | 2011. augusztus           | Infested Stage 5: Wall-to-Wall                                                    | Fertőzés 5. fázis: Faltól falig                                   | A Hihetetlen Pókember 2019/1                       | 2019. március                         | Kingpin                   |
| Amazing Spider-Man Vol. 1 #665       | 2011. szeptember          | Crossroads                                                                        | Keresztutak                                                       | A Hihetetlen Pókember (2. sorozat) #44             | 2019. április                         | Kingpin                   |
| Amazing Spider-Man Vol. 1 #666       | 2011. szeptember          | Spider-Island Prologue: The One And Only                                          | Póksziget Prológus: Az első és egyetlen                           | A Hihetetlen Pókember (2. sorozat) #44             | 2019. április                         | Kingpin                   |
| Amazing Spider-Man Vol. 1 #667       | 2011. október             | Póksziget Első rész: A Hihetetlen Pókemberek                                      | Spider-Island Part One: The Amazing Spider-Manhattan              | A Hihetetlen Pókember (2. sorozat) #44             | 2019. április                         | Kingpin                   |
| Amazing Spider-Man Vol. 1 #668       | 2011. október             | Póksziget Második rész: Peter Parker, a teljesen hétköznapi Pókember              | Spider-Island Part Two: Peter Parker The Unspectacular Spider-Man | A Hihetetlen Pókember (2. sorozat) #45             | 2019. június                          | Kingpin                   |
| Amazing Spider-Man Vol. 1 #669       | 2011. november            | Póksziget Harmadik rész: Arachnotópia                                             | Spider-Island, Part Three: Arachnotopia                           | A Hihetetlen Pókember (2. sorozat) #45             | 2019. június                          | Kingpin                   |
| Amazing Spider-Man Vol. 1 #670       | 2011. november            | Póksziget Negyedik rész: Pókok, amíg a szem ellát                                 | Spider-Island Part Four: Spiders, Spiders Everywhere              | A Hihetetlen Pókember (2. sorozat) #46             | 2019. augusztus                       | Kingpin                   |
| Amazing Spider-Man Vol. 1 #671       | 2011. december            | Póksziget Ötödik rész: Pókok, amíg a szem ellát                                   | Spider-Island Part Five: A New Hope                               | A Hihetetlen Pókember (2. sorozat) #46             | 2019. augusztus                       | Kingpin                   |
| Amazing Spider-Man Vol. 1 #672       | 2011. december            | Póksziget Hatodik rész: Egy birodalom bukása                                      | Spider-Island Part Six: Boss Battle                               | A Hihetetlen Pókember (2. sorozat) #47             | 2019. október                         | Kingpin                   |
| Amazing Spider-Man Vol. 1 #673       | 2012. január              | Póksziget Epilógus: A meztelen város                                              | Spider-Island, Epilogue: The Naked City                           | A Hihetetlen Pókember (2. sorozat) #47             | 2019. október                         | Kingpin                   |

## Amazing Spider-man Annual
Az Annualek tömören évkönyvet illetve évente egyszer megjelenő különszámot jelentenek. Amerikában hagyománya van annak, hogy az egyes fősorozatokhoz évente kiadnak 1-1 Annual „toldást” viselő különszámot. E kiadványokban, amelyek általában hosszabb terjedelműek az átlagos havi megjelenésű füzetnél, olykor egyes a fősorozatban futó történetek kezdete vagy lezárása olvasható, de az is előfordulhat, hogy egy fősorozathoz szervesen nem kapcsolódó vagy ott terjedelmi okok miatt nem közölhető történet kerül közlésre. Az Amazing Spider-man fősorozat mellett is megjelent évente 1-1 ilyen „évkönyv” 1964-től kezdődően. Hazánkban 3 Annual került kiadásra e címből.
| eredeti kiadvány címe                    | eredeti megjelenés dátuma | történet eredeti címe       | történet magyar címe        | magyar megjelenés helye          | magyar megjelenés ideje   | kiadó |
| ---------------------------------------- | ------------------------- | --------------------------- | --------------------------- | -------------------------------- | ------------------------- | ----- |
| The Amazing Spider-Man Annual Vol. 1 #16 | 1982. december            | Who's That Lady?            | A rejtélyes hölgy           | A Csodálatos Pókember #10        | 1990. március             | Semic |
| The Amazing Spider-Man Annual Vol. 1 #18 | 1984. december            | The Scorpion takes a Bride! | Lányszöktetés Skorpió módra | A Csodálatos Pókember #26 és #27 | 1991. július és augusztus | Semic |
| The Amazing Spider-Man Annual Vol. 1 #21 | 1987. szeptember          | The Wedding                 | Az esküvő                   | A Csodálatos Pókember #62        | 1994. július              | Semic |

## The Spectacular Spider-Man
Miután Pókember egyre népszerűbbé vált a tengerentúlon, a Marvel kiadó úgy döntött, hogy új sorozatot indít Peter Parker főszereplésével. Az új széria, amely 1976 decemberében indult, kezdetben a Peter Parker, The Spectacular Spider-Man elnevezést viselte, majd 1988 januárjától rövidítettek a címen, s csak The Spectacular Spider-Man volt az újság elnevezése (az 1988. januári, 134. szám már nem viselte a Peter Parker jelzőt). E képregény 263 számot élt meg, s 1998 novemberében szűnt meg végleg. 2003 szeptemberétől újraindították a sorozatot, The Spectacular Spider-Man vol. 2 (volume 2 = 2. sorozat) címen, ám e széria már nem volt annyira sikeres, mint az elődje. Mindössze 27 számot élt meg, majd 2005 júniusában végleg megszűnt.
| eredeti kiadvány címe                                | eredeti megjelenés dátuma | történet eredeti címe                                  | történet magyar címe                                       | magyar megjelenés helye                                | magyar megjelenés ideje | kiadó   |
| ---------------------------------------------------- | ------------------------- | ------------------------------------------------------ | ---------------------------------------------------------- | ------------------------------------------------------ | ----------------------- | ------- |
| The Spectacular Spider-Man Vol. 1 #42                | 1980. május               | Give Me Liberty or Give Me Death!                      | Adj nekem szabadságot... vagy halált!                      | Peter Parker Pókember #52                              | 2020. július            | Kingpin |
| Peter Parker, The Spectacular Spider-Man Vol. 1 #73  | 1982. december            | Peter Parker, You Are the Spectacular Spider-Man!      | Peter Parker… Maga a Pókember!                             | Peter Parker Pókember #2                               | 2012. szeptember        | Kingpin |
| Peter Parker, The Spectacular Spider-Man Vol. 1 #74  | 1983. január              | Fantasia!                                              | Fantázia!                                                  | Peter Parker Pókember #2                               | 2012. szeptember        | Kingpin |
| Peter Parker, The Spectacular Spider-Man Vol. 1 #75  | 1983. február             | Ferrae Naturae (Wild Beasts)                           | Ferae naturae (Vad bestiák)                                | Peter Parker Pókember #3                               | 2012. október           | Kingpin |
| Peter Parker, The Spectacular Spider-Man Vol. 1 #76  | 1983. március             | At Death's Door!                                       | A halál kapujában                                          | Peter Parker Pókember #4                               | 2012. november          | Kingpin |
| Peter Parker, The Spectacular Spider-Man Vol. 1 #77  | 1983. április             | Relapse Times Two                                      | Kétszeres visszaesés                                       | Peter Parker Pókember #4                               | 2012. november          | Kingpin |
| Peter Parker, The Spectacular Spider-Man Vol. 1 #78  | 1983. május               | The Long Goodbye                                       | A nehéz búcsú!                                             | Peter Parker Pókember #5                               | 2012. december          | Kingpin |
| Peter Parker, The Spectacular Spider-Man Vol. 1 #79  | 1983. június              | Spider-Man Vs. Doctor Octopus: The Final Battle        | Pókember kontra Doctor Octopus A végső összecsapás!        | Peter Parker Pókember #5                               | 2012. december          | Kingpin |
| Peter Parker, The Spectacular Spider-Man Vol. 1 #85  | 1983. december            | The Hatred of the Hobgoblin                            | A Vészmanó haragja!                                        | Peter Parker Pókember #6                               | 2012. december          | Kingpin |
| Peter Parker, The Spectacular Spider-Man Vol. 1 #86  | 1984. január              | Bugs!                                                  | A cím nem került lefordításra                              | Peter Parker Pókember #6                               | 2012. december          | Kingpin |
| Peter Parker, The Spectacular Spider-Man Vol. 1 #87  | 1984. február             | Mistaken Identities!                                   | Személycsere!                                              | Peter Parker Pókember #6                               | 2012. december          | Kingpin |
| Peter Parker, The Spectacular Spider-Man Vol. 1 #107 | 1985. október             | Original Sin                                           | Jean DeWolff halála első rész: Eredendő bűn                | Pókember: Jean DeWolff halála                          | 2012. október           | Kingpin |
| Peter Parker, The Spectacular Spider-Man Vol. 1 #108 | 1985. november            | Sin of Pride                                           | Jean DeWolff halála második rész: A kevélység bűne         | Pókember: Jean DeWolff halála                          | 2012. október           | Kingpin |
| Peter Parker, The Spectacular Spider-Man Vol. 1 #109 | 1985. december            | He Who Is Without Sin                                  | Jean DeWolff halála 3. rész: Aki még sosem vétkezett       | Pókember: Jean DeWolff halála                          | 2012. október           | Kingpin |
| Peter Parker, The Spectacular Spider-Man Vol. 1 #110 | 1986. január              | ...All My Sins Remembered!                             | Jean DeWolff halála befejezés bűnös emlékezet              | Pókember: Jean DeWolff halála                          | 2012. október           | Kingpin |
| Peter Parker, The Spectacular Spider-Man Vol. 1 #113 | 1986. április             | Mayhem                                                 | Zűrzavar!                                                  | Peter Parker Pókember #10                              | 2013. augusztus         | Kingpin |
| Peter Parker, The Spectacular Spider-Man Vol. 1 #115 | 1986. június              | Things Fall Apart                                      | Minden szétzuhan                                           | Peter Parker Pókember #10                              | 2013. augusztus         | Kingpin |
| Peter Parker, The Spectacular Spider-Man Vol. 1 #116 | 1986. július              | 102 Uses For a Dead Cat                                | Mire jó egy halott macska?                                 | Peter Parker Pókember #10                              | 2013. augusztus         | Kingpin |
| Peter Parker, The Spectacular Spider-Man Vol. 1 #118 | 1986. szeptember          | Ashes To Ashes                                         | Porrá leszünk                                              | Peter Parker Pókember #11                              | 2013. október           | Kingpin |
| Peter Parker, The Spectacular Spider-Man Vol. 1 #119 | 1986. október             | Catfight                                               | Tigris és macska                                           | Peter Parker Pókember #11                              | 2013. október           | Kingpin |
| Peter Parker, The Spectacular Spider-Man Vol. 1 #131 | 1987. október             | Kraven's Last Hunt (part 3): Descent                   | Kraven utolsó vadászata (3. rész): ..a mélységbe           | Marvel Extra #24                                       | 1996. december          | Semic   |
| Peter Parker, The Spectacular Spider-Man Vol. 1 #132 | 1987. november            | Kraven's Last Hunt, part 6: Ascending                  | Kraven utolsó vadászata 6. rész: Felemelkedés              | A Csodálatos Pókember #93                              | 1997. február           | Semic   |
| The Spectacular Spider-Man Vol. 1 #134               | 1988. január              | Sin-Cere                                               | Bűn-bánat                                                  | Peter Parker Pókember #12                              | 2013. október           | Kingpin |
| The Spectacular Spider-Man Vol. 1 #135               | 1988. február             | Sin-Thesis                                             | Bűn-hődés                                                  | Peter Parker Pókember #12                              | 2013. október           | Kingpin |
| The Spectacular Spider-Man Vol. 1 #136               | 1988. március             | Sin-Ister                                              | Bűn-öző                                                    | Peter Parker Pókember #12                              | 2013. október           | Kingpin |
| The Spectacular Spider-Man Vol. 1 #154               | 1989. szeptember          | Claws                                                  | Karmok                                                     | Peter Parker Pókember #14                              | 2014. április           | Kingpin |
| The Spectacular Spider-Man Vol. 1 #158               | 1989. december            | The Paste and the Power (or A Very Sticky Situation)   | A krém és az erő (ami ragad, az tapad)                     | Peter Parker Pókember #15                              | 2014. május             | Kingpin |
| The Spectacular Spider-Man Vol. 1 #159               | 1989. december            | There Shattered Senses or A Tale of the Brothers Grimm | Az a túlérzékeny pókösztön avagy a Grimm fivérek története | Peter Parker Pókember #16                              | 2014. június            | Kingpin |
| The Spectacular Spider-Man Vol. 1 #160               | 1990. január              | The Fear and the Fury or: The Metal in Men's Souls     | Félelem és düh avagy: Acélkemény szívek                    | Peter Parker Pókember #17                              | 2014. szeptember        | Kingpin |
| The Spectacular Spider-Man Vol. 1 #185               | 1992. február             | Another Fine Mess!                                     | Egy újabb komoly zűr!                                      | A Csodálatos Pókember #101                             | 1997. október           | Semic   |
| The Spectacular Spider-Man Vol. 1 #189               | 1992. június              | Osborn Legacy!                                         | Az Osborn-örökség                                          | A Csodálatos Pókember #100                             | 1997. szeptember        | Semic   |
| The Spectacular Spider-Man Vol. 1 #199               | 1993. április             | Falling!                                               | A Zöld Manó halála                                         | A Csodálatos Pókember #114-115 (összevont szám)        | 1998. november-december | Semic   |
| The Spectacular Spider-Man Vol. 1 #200               | 1993. május               | Best of Enemies                                        | A Zöld Manó halála                                         | A Csodálatos Pókember #114-115 (összevont szám)        | 1998. november-december | Semic   |
| The Spectacular Spider-Man Vol. 1 #216               | 1994. szeptember          | Time Is On No Side!                                    | A cím nem került lefordításra                              | A Csodálatos Pókember #116                             | 1999. január            | Semic   |
| The Spectacular Spider-Man Vol. 1 #217               | 1994. október             | Higher Ground                                          | Erő és felelősség 3. rész: Nemesebb cél                    | A Csodálatos Pókember #119                             | 1999. április           | Semic   |
| The Spectacular Spider-Man Vol. 2 #23                | 2005. március             | Sins Remembered: Sarah's Story (part 1)                | A múlt emlékei 1. rész                                     | A Hihetetlen Pókember: A múlt emlékei, Sarah története | 2008. október           | Kingpin |
| The Spectacular Spider-Man Vol. 2 #24                | 2005. március             | Sins Remembered: Sarah's Story (part 2)                | A múlt emlékei 2. rész                                     | A Hihetetlen Pókember: A múlt emlékei, Sarah története | 2008. október           | Kingpin |
| The Spectacular Spider-Man Vol. 2 #25                | 2005. április             | Sins Remembered: Sarah's Story (part 3)                | A múlt emlékei 3. rész                                     | A Hihetetlen Pókember: A múlt emlékei, Sarah története | 2008. október           | Kingpin |
| The Spectacular Spider-Man Vol. 2 #26                | 2005. május               | Sins Remembered: Sarah's Story (part 4)                | A múlt emlékei 4. rész                                     | A Hihetetlen Pókember: A múlt emlékei, Sarah története | 2008. október           | Kingpin |

## The Spectacular Spider-Man Annual
Az Amazing-címhez hasonlóan a Spectacular Spider-manból is megjelentek különszámok évente. Hazánkban egy Spectacular Spider-man Annual sem jelent teljes terjedelmében, viszont 1 számból 1 dokumentációs rész, egy továbbiból pedig egy 3 oldalas képregény kiadásra került. A 9-es számú Annualből a The 25 most important women in my life! (A 25 legfontosabb nő az életemben), a 12-es számúból pedig a 10 most embarrassing moments (10 legzavarbaejtőbb pillanat) című „részletek" jelentek meg A Csodálatos Pókember #62 illetve #126 számaiban.
| eredeti kiadvány címe                        | eredeti megjelenés dátuma | történet eredeti címe     | történet magyar címe           | magyar megjelenés helye    | magyar megjelenés ideje | kiadó |
| -------------------------------------------- | ------------------------- | ------------------------- | ------------------------------ | -------------------------- | ----------------------- | ----- |
| The Spectacular Spider-Man Annual Vol. 1 #9  | 1989                      | The Serpent in the Shadow | A történet nem került kiadásra | A Csodálatos Pókember #62  | 1994. július            | Semic |
| The Spectacular Spider-Man Annual Vol. 1 #12 | 1992                      | Down and Downer           | A történet nem került kiadásra | A Csodálatos Pókember #126 | 1999. november          | Semic |

## Web of Spider-Man
1985 áprilisától egy újabb sorozat indult a hálószövő főszereplésével, a Web of Spider-man. E széria 129 számot élt meg, s 1995 októberében szűnt meg. Legismertebb alkotója Alex Saviuk volt, aki 1988 és 1994 között közel 80 számot rajzolt meg e címben. 2009 októberében újraindult a sorozat Web of Spider-man vol. 2 (2. sorozat) elnevezéssel, ám csupán 12 számot élt meg, s 2010 szeptemberében megszűnt.
| eredeti kiadvány címe         | eredeti megjelenés dátuma | történet eredeti címe                           | történet magyar címe                              | magyar megjelenés helye            | magyar megjelenés ideje     | kiadó   |
| ----------------------------- | ------------------------- | ----------------------------------------------- | ------------------------------------------------- | ---------------------------------- | --------------------------- | ------- |
| Web of Spider-Man Vol. 1 #6   | 1985. szeptember          | Gold Rush!                                      | Aranyláz!                                         | Peter Parker Pókember #9           | 2013. május                 | Kingpin |
| Web of Spider-Man Vol. 1 #11  | 1986. február             | Have You Seen ... That Vigilante Man!           | Láttad… …azt a hőst?                              | Peter Parker Pókember #9           | 2013. május                 | Kingpin |
| Web of Spider-Man Vol. 1 #12  | 1986. március             | Law and Order                                   | Törvény és rend                                   | Peter Parker Pókember #9           | 2013. május                 | Kingpin |
| Web of Spider-Man Vol. 1 #29  | 1987. augusztus           | Mask                                            | Álarc                                             | Peter Parker Pókember #53          | 2020. szeptember            | Kingpin |
| Web of Spider-Man Vol. 1 #30  | 1987. szeptember          | The Wages of Sin                                | A bűnök zsoldja                                   | Peter Parker Pókember #53          | 2020. szeptember            | Kingpin |
| Web of Spider-Man Vol. 1 #31  | 1987. október             | Kraven's Last Hunt, part 1: The coffin          | Kraven utolsó vadászata 1. rész: A koporsó        | A Csodálatos Pókember #91          | 1996. december              | Semic   |
| Web of Spider-Man Vol. 1 #32  | 1987. november            | Kraven's Last Hunt, part 4: Resurrection        | Kraven utolsó vadászata 4. rész: Feltámadás!      | A Csodálatos Pókember #92          | 1997. január                | Semic   |
| Web of Spider-Man Vol. 1 #38  | 1988. május               | Moving Up                                       | Feltörekvés                                       | Peter Parker Pókember #11          | 2013. október               | Kingpin |
| Web of Spider-Man Vol. 1 #50  | 1989. május               | 1,000 Words                                     | 1000 szó                                          | Peter Parker Pókember #13          | 2014. március               | Kingpin |
| Web of Spider-Man Vol. 1 #51  | 1989. június              | The Crimelord of New York!                      | New York alvilágának ura!                         | Peter Parker Pókember #13          | 2014. március               | Kingpin |
| Web of Spider-Man Vol. 1 #53  | 1989. augusztus           | Wolves in the Night                             | Farkasok az éjszakában                            | Peter Parker Pókember #13 és #14   | 2014. március és április    | Kingpin |
| Web of Spider-Man Vol. 1 #54  | 1989. szeptember          | The Wolves of War                               | A háború farkasai                                 | Peter Parker Pókember #14          | 2014. április               | Kingpin |
| Web of Spider-Man Vol. 1 #55  | 1989. október             | Showdown                                        | Leszámolás                                        | Peter Parker Pókember #14          | 2014. április               | Kingpin |
| Web of Spider-Man Vol. 1 #56  | 1989. november            | Skin-Deep                                       | HőBŐRgők                                          | A Csodálatos Pókember #83          | 1996. április               | Semic   |
| Web of Spider-Man Vol. 1 #57  | 1989. november            | Flesh and Blood                                 | Hús és vér                                        | A Csodálatos Pókember #84          | 1996. május                 | Semic   |
| Web of Spider-Man Vol. 1 #58  | 1989. december            | Rematch                                         | Visszavágó                                        | A Csodálatos Pókember #85          | 1996. június                | Semic   |
| Web of Spider-Man Vol. 1 #59  | 1989. december            | With Great Power                                | A nagy erő                                        | Peter Parker Pókember #15          | 2014. május                 | Kingpin |
| Web of Spider-Man Vol. 1 #60  | 1990. január              | The Harder They Fall                            | „Annál nagyobbat esnek”                           | Peter Parker Pókember #16          | 2014. június                | Kingpin |
| Web of Spider-Man Vol. 1 #61  | 1990. február             | Dragon in the Dark                              | Sárkány a sötétben                                | Peter Parker Pókember #17          | 2014. szeptember            | Kingpin |
| Web of Spider-Man Vol. 1 #62  | 1990. március             | All That Glitters ...                           | ... Ami fénylik!                                  | A Csodálatos Pókember #86          | 1996. július                | Semic   |
| Web of Spider-Man Vol. 1 #64  | 1990. május               | Once More, with Feeling                         | „Még egyszer, érzéssel” – Ellenségcsere: epilógus | Peter Parker Pókember #17 és #18   | 2014. szeptember és október | Kingpin |
| Web of Spider-Man Vol. 1 #65  | 1990. június              | The Last Act of Vengeance                       | Az utolsó felvonás                                | Peter Parker Pókember #18          | 2014. október               | Kingpin |
| Web of Spider-Man Vol. 1 #66  | 1990. július              | Friends and Enemies                             | Barátok és ellenségek                             | A Csodálatos Pókember #87          | 1996. augusztus             | Semic   |
| Web of Spider-Man Vol. 1 #67  | 1990. augusztus           | With Friends Like These!                        | Ments meg, Uram, a barátaimtól!                   | A Csodálatos Pókember #88          | 1996. szeptember            | Semic   |
| Web of Spider-Man Vol. 1 #68  | 1990. szeptember          | Tombstone Territory                             | Sírkő birodalma                                   | A Csodálatos Pókember #89          | 1996. október               | Semic   |
| Web of Spider-Man Vol. 1 #84  | 1992. január              | Family Ties                                     | A Rózsa neve 1. rész: Családi kötelékek           | A Csodálatos Pókember #94          | 1997. március               | Semic   |
| Web of Spider-Man Vol. 1 #85  | 1992. február             | Three the Hard Way                              | A Rózsa neve 2. rész: Hárman egy ellen            | A Csodálatos Pókember #95          | 1997. április               | Semic   |
| Web of Spider-Man Vol. 1 #86  | 1992. március             | The Dark Within                                 | A Rózsa neve 3. rész: Lelkek sötét mélye          | A Csodálatos Pókember #96          | 1997. május                 | Semic   |
| Web of Spider-Man Vol. 1 #87  | 1992. április             | The Best Defense                                | A Rózsa neve 4. rész: A legjobb védekezés         | A Csodálatos Pókember #97          | 1997. június                | Semic   |
| Web of Spider-Man Vol. 1 #88  | 1992. május               | The King Makers                                 | A Rózsa neve 5. rész: Hatalomátvétel              | A Csodálatos Pókember #98          | 1997. július                | Semic   |
| Web of Spider-Man Vol. 1 #89  | 1992. június              | A Rose by Any Other Name…                       | A Rózsa neve 6. rész: Mit Rózsának hívunk,...     | A Csodálatos Pókember #99          | 1997. augusztus             | Semic   |
| Web of Spider-Man Vol. 1 #95  | 1992. december            | Spirits of Venom, part 1: Storm Shadows         | Venom szellemei 1. rész: Viharfelhők              | A Csodálatos Pókember #105 és #106 | 1998. február és március    | Semic   |
| Web of Spider-Man Vol. 1 #96  | 1993. január              | Spirits of Venom, part 3: Enemies: A Hate Story | Venom szellemei 3. rész: A gyűlölet története     | A Csodálatos Pókember #108         | 1998. május                 | Semic   |
| Web of Spider-Man Vol. 1 #112 | 1994. május               | Pursuit, part 3: Trail's End                    | A cím nem került lefordításra                     | A Csodálatos Pókember #116         | 1999. január                | Semic   |
| Web of Spider-Man Vol. 1 #117 | 1994.október              | Shadow Rising                                   | Erő és felelősség: Sötét árnyak                   | A Csodálatos Pókember #117         | 1999. február               | Semic   |

## Web of Spider-Man Annual
A fentebb ismertetett tudnivalók a Web of cím esetén is helytállónak mutatkoznak. A Web of sorozathoz 1985-től kezdődően jelentek meg Annualek. Magyarországon mindössze 1 jelent meg belőle, a 2. szám, A Csodálatos Pókember és a Sólyom című különszámban. Érdekes megemlíteni, hogy nem e szám borítója került a magyar különkiadás előlapjára, viszont később azt felhasználták, s A Csodálatos Pókember #38 számának címlapjára nyomtatták azt.
| eredeti kiadvány címe              | eredeti megjelenés dátuma | történet eredeti címe       | történet magyar címe   | magyar megjelenés helye                       | magyar megjelenés ideje | kiadó |
| ---------------------------------- | ------------------------- | --------------------------- | ---------------------- | --------------------------------------------- | ----------------------- | ----- |
| Web of Spider-Man Annual Vol. 1 #2 | 1986. szeptember          | You’re lying, Peter Parker! | Hazudsz, Peter Parker! | A Csodálatos Pókember és a Sólyom (különszám) | 1991                    | Semic |

## Spider-Man
E Pókember-sorozat 1990 augusztusától 1998 novemberéig futott, s összesen 98 számot élt meg. A 75. számtól a sorozatot „átnevezték”, s annak új címe Peter Parker: Spider-Man lett. E szérián olyan alkotók dolgoztak, mint Todd McFarlane (#1-#14 és #16 számok rajzolója), Erik Larsen, Tom Lyle (#44-#61 számok rajzolója) és John Romita Jr.
A megszűnést követően csak idő kérdése volt, hogy mikor indítják újra a sorozatot. A 2. széria (vol. 2=volume 2) 1999 januárjától 2003 augusztusáig jelent meg, s az 57. számmal búcsúzott el az olvasóktól.
| eredeti kiadvány címe              | eredeti megjelenés dátuma | történet eredeti címe                            | történet magyar címe                              | magyar megjelenés helye    | magyar megjelenés ideje | kiadó |
| ---------------------------------- | ------------------------- | ------------------------------------------------ | ------------------------------------------------- | -------------------------- | ----------------------- | ----- |
| Spider-Man Vol. 1 #51              | 1994. október             | A Heart Beat Away!                               | A cím nem került lefordításra                     | A Csodálatos Pókember #118 | 1999. március           | Semic |
| Peter Parker: Spider-Man Vol. 2 #1 | 1999. január              | The New Beginning! Power Without Responsibility! | Erő felelősség nélkül!                            | A Csodálatos Pókember #120 | 1999. május             | Semic |
| Peter Parker: Spider-Man Vol. 2 #2 | 1999. február             | Plaything of the Gods                            | Istenek játéka                                    | A Csodálatos Pókember #121 | 1999. június            | Semic |
| Peter Parker: Spider-Man Vol. 2 #3 | 1999. március             | Eyewitness                                       | A szemtanú                                        | A Csodálatos Pókember #122 | 1999. július            | Semic |
| Peter Parker: Spider-Man Vol. 2 #4 | 1999. április             | Betrayals                                        | Az árulás                                         | A Csodálatos Pókember #123 | 1999. augusztus         | Semic |
| Peter Parker: Spider-Man Vol. 2 #5 | 1999. május               | ...And Then There Was One!                       | Legyen csak egy Póknő!                            | A Csodálatos Pókember #124 | 1999. szeptember        | Semic |
| Peter Parker: Spider-Man Vol. 2 #6 | 1999. június              | Truth be told(...or not)                         | Igazság vagy hazugság                             | A Csodálatos Pókember #125 | 1999. október           | Semic |
| Peter Parker: Spider-Man Vol. 2 #7 | 1999. július              | Brave New World! Heroes & Villains               | Szép új világ 1. rész: Hősök és gazfickók         | A Csodálatos Pókember #126 | 1999. november          | Semic |
| Peter Parker: Spider-Man Vol. 2 #8 | 1999. augusztus           | The Man Behind the Curtain!                      | Szép új világ 2. rész: Ki van a színfalak mögött? | A Csodálatos Pókember #127 | 1999. december          | Semic |

## The Sensational Spider-Man
A Web of Spider-man sorozat megszűnését követően egy új Pókember-címet indítottak 1996 januárjától, a The Sensational Spider-Man-t, amely az annak helyén keletkezett „űrt” próbálta betölteni. E kiadvány első sorozata 33 számot élt meg (e mellett megjelent még egy 0-dik és Mínusz 1-es szám is belőle), s 1998 novemberében köszönt el az olvasóktól. Főleg a pókklón, Ben Reilly, kalandjait közölte e cím.
2006 áprilisától „újraindult” vagy inkább folytatódott a sorozat a 23. sorszámmal kezdődően, mint a Marvel Knights: Spider-Man széria örököse, ám így sem érhetett meg túl hosszú kort, mivel 2007 decemberében a 41. részben közölt One More Day-történettel végleg megszüntették e sorozatot.
| eredeti kiadvány címe                 | eredeti megjelenés dátuma | történet eredeti címe                       | történet magyar címe                             | magyar megjelenés helye                | magyar megjelenés ideje | kiadó   |
| ------------------------------------- | ------------------------- | ------------------------------------------- | ------------------------------------------------ | -------------------------------------- | ----------------------- | ------- |
| The Sensational Spider-man Vol. 2 #23 | 2006. április             | Feral, Part One: Cold-Blooded               | Vadállat első rész: Hidegvér                     | A Hihetetlen Pókember (2. sorozat) #4  | 2012. augusztus         | Kingpin |
| The Sensational Spider-man Vol. 2 #24 | 2006. május               | Feral, Part Two: Cat Scratch Fever          | Vadállat második rész: Macskakaparás             | A Hihetetlen Pókember (2. sorozat) #4  | 2012. augusztus         | Kingpin |
| The Sensational Spider-man Vol. 2 #25 | 2006. június              | Feral, Part Three: Hunter's Moon            | Vadállat harmadik rész: A hold és a farkas       | A Hihetetlen Pókember (2. sorozat) #5  | 2012. október           | Kingpin |
| The Sensational Spider-man Vol. 2 #26 | 2006. július              | Feral, Part Four: The Beast Within          | Vadállat negyedik rész: A bennünk lakozó fenevad | A Hihetetlen Pókember (2. sorozat) #5  | 2012. október           | Kingpin |
| The Sensational Spider-man Vol. 2 #27 | 2006. augusztus           | Feral, Part Five: The Rock of Life          | Vadállat ötödik rész: Az élet köve               | A Hihetetlen Pókember (2. sorozat) #6  | 2012. december          | Kingpin |
| The Sensational Spider-man Vol. 2 #28 | 2006. szeptember          | My Science Teacher is Spider-Man!!          | A biosztanárom a Pókember!!                      | A Hihetetlen Pókember (2. sorozat) #6  | 2012. december          | Kingpin |
| The Sensational Spider-man Vol. 2 #29 | 2006. október             | The Deadly Foes of Peter Parker, Part One   | Peter Parker halálos ellenségei első rész        | A Hihetetlen Pókember (2. sorozat) #7  | 2013. február           | Kingpin |
| The Sensational Spider-man Vol. 2 #30 | 2006. november            | The Deadly Foes of Peter Parker, Part Two   | Peter Parker halálos ellenségei második rész     | A Hihetetlen Pókember (2. sorozat) #7  | 2013. február           | Kingpin |
| The Sensational Spider-man Vol. 2 #31 | 2006. december            | The Deadly Foes of Peter Parker, Part Three | Peter Parker halálos ellenségei harmadik rész    | A Hihetetlen Pókember (2. sorozat) #8  | 2013. április           | Kingpin |
| The Sensational Spider-man Vol. 2 #32 | 2007. január              | The Husband or the Spider?                  | A férj vagy a pók?                               | A Hihetetlen Pókember (2. sorozat) #11 | 2013. október           | Kingpin |
| The Sensational Spider-man Vol. 2 #33 | 2007. február             | Wounds                                      | Sebek                                            | A Hihetetlen Pókember (2. sorozat) #12 | 2013. december          | Kingpin |
| The Sensational Spider-man Vol. 2 #34 | 2007. március             | Nothing Can Stop The Rhino                  | Pókember: Semmi sem állíthatja meg a Rínót       | Polgárháború: A háború vége            | 2011. október           | Kingpin |

## The Sensational Spider-man Annual
A 2006 és 2007 között megjelenő Sensational Spider-man sorozatának is megjelent egy különszáma, egy annual-je, 2007 májusában. Ez Magyarországon A Hihetetlen Pókember 2013/1-es különszámában került közlésre 2013 augusztusában.
| eredeti kiadvány címe                       | eredeti megjelenés dátuma | történet eredeti címe | történet magyar címe      | magyar megjelenés helye                | magyar megjelenés ideje | kiadó   |
| ------------------------------------------- | ------------------------- | --------------------- | ------------------------- | -------------------------------------- | ----------------------- | ------- |
| The Sensational Spider-man Annual Vol. 2 #1 | 2007. május               | To Have and to Hold   | Megszerezni és megtartani | A Hihetetlen Pókember különszám 2013/1 | 2013. augusztus         | Kingpin |

## Webspinners: Tales of Spider-Man
E 1999 januárjától 2000 júniusáig megjelenő sorozat 18 számot élt meg. A Csodálatos Pókember 120. számától közölték a történeteit, de a magyar kiadás megszűnése miatt csak a 8. számig jutott el. A háromrészes A híd című történet közlése félbeszakadt (csak az első két része jelent meg hazánkban) a 127. számmal.
| eredeti kiadvány címe                      | eredeti megjelenés dátuma | történet eredeti címe                                         | történet magyar címe                                    | magyar megjelenés helye    | magyar megjelenés ideje | kiadó |
| ------------------------------------------ | ------------------------- | ------------------------------------------------------------- | ------------------------------------------------------- | -------------------------- | ----------------------- | ----- |
| Webspinners: Tales of Spider-man Vol. 1 #1 | 1999. január              | ...As Dreams are Made on..., Part 1: Crash and Burn           | ..És az álmok folytatódnak... 1. rész: Halálos ütközés  | A Csodálatos Pókember #120 | 1999. május             | Semic |
| Webspinners: Tales of Spider-man Vol. 1 #2 | 1999. február             | ...As Dreams are Made on..., Part 2: In The Nightmare Factory | ..És az álmok folytatódnak... 2. rész: A rémálomgyárban | A Csodálatos Pókember #121 | 1999. június            | Semic |
| Webspinners: Tales of Spider-man Vol. 1 #3 | 1999. március             | ...As Dreams are Made on..., Part 3: Wake Up Call             | ..És az álmok folytatódnak... 3. rész: Segélyhívás      | A Csodálatos Pókember #122 | 1999. július            | Semic |
| Webspinners: Tales of Spider-man Vol. 1 #4 | 1999. április             | Out Of The Blue (Into The Fire), Part 1                       | Derült égből villámcsapás                               | A Csodálatos Pókember #123 | 1999. augusztus         | Semic |
| Webspinners: Tales of Spider-man Vol. 1 #5 | 1999. május               | Broken!, Part 2                                               | Összetörve                                              | A Csodálatos Pókember #124 | 1999. szeptember        | Semic |
| Webspinners: Tales of Spider-man Vol. 1 #6 | 1999. június              | With Everything To Lose, Part 3                               | Túl sok a vesztenivaló                                  | A Csodálatos Pókember #125 | 1999. október           | Semic |
| Webspinners: Tales of Spider-man Vol. 1 #7 | 1999. július              | The Bridge, Part 1 of 3                                       | A híd 1. rész                                           | A Csodálatos Pókember #126 | 1999. november          | Semic |
| Webspinners: Tales of Spider-man Vol. 1 #8 | 1999. augusztus           | The Bridge, Part 2 of 3                                       | A híd 2 rész                                            | A Csodálatos Pókember #127 | 1999. december          | Semic |

## Marvel Knights Spider-Man
E képregény-sorozat Amerikában 2004 júniusától 2007 novemberéig futott. A Marvel Knights Spider-Man sorozatot stílusában a felnőttebb olvasók számára szánták a Pókember-olvasók táborában. A 22. részig a széria a fentebbi elnevezést viselte, majd a 23. számtól kezdődően átnevezésre került, s a The Sensational Spider-Man (vol. 2=2. sorozat) címen jelent meg. 2006 áprilisától tehát „Szenzációs” Pókember címen folytatta történeteinek közlését a füzet, egészen 2007 novemberéig, amikor is a 41. számmal megszűnt a sorozat. Hazánkban a Marvel Knights Spider-Man sorozatból az első 12 rész jelent meg a Kingpin kiadótól, 3 db 4 részes kötetben, amelyek a Marvel Könyvek: Pókember elnevezést viselték. Ugyancsak az előbb említett kiadó jelentette meg Magyarországon A Másik cím történet e sorozatban megjelent részeit.
| eredeti kiadvány címe                 | eredeti megjelenés dátuma | történet eredeti címe                             | történet magyar címe | magyar megjelenés helye                 | magyar megjelenés ideje | kiadó   |
| ------------------------------------- | ------------------------- | ------------------------------------------------- | -------------------- | --------------------------------------- | ----------------------- | ------- |
| Marvel Knights: Spider-Man Vol. 1 #1  | 2004. június              | Down Among The Dead Men (Part One of Four)        |                      | Marvel Könyvek: Pókember, Holtak között | 2007. december          | Kingpin |
| Marvel Knights: Spider-Man Vol. 1 #2  | 2004. július              | Down Among The Dead Men (Part Two of Four)        |                      | Marvel Könyvek: Pókember, Holtak között | 2007. december          | Kingpin |
| Marvel Knights: Spider-Man Vol. 1 #3  | 2004. augusztus           | Down Among The Dead Men (Part Three of Four)      |                      | Marvel Könyvek: Pókember, Holtak között | 2007. december          | Kingpin |
| Marvel Knights: Spider-Man Vol. 1 #4  | 2004. szeptember          | Down Among The Dead Men (Part Four of Four)       |                      | Marvel Könyvek: Pókember, Holtak között | 2007. december          | Kingpin |
| Marvel Knights: Spider-Man Vol. 1 #5  | 2004. október             | Venomous (Part One of Four)                       | Venom 1. rész        | Marvel Könyvek: Pókember, Venom         | 2008. március           | Kingpin |
| Marvel Knights: Spider-Man Vol. 1 #6  | 2004. november            | Venomous (Part Two of Four)                       | Venom 2. rész        | Marvel Könyvek: Pókember, Venom         | 2008. március           | Kingpin |
| Marvel Knights: Spider-Man Vol. 1 #7  | 2004. december            | Venomous (Part Three of Four)                     | Venom 3. rész        | Marvel Könyvek: Pókember, Venom         | 2008. március           | Kingpin |
| Marvel Knights: Spider-Man Vol. 1 #8  | 2005. január              | Venomous (Part Four of Four)                      | Venom 4. rész        | Marvel Könyvek: Pókember, Venom         | 2008. március           | Kingpin |
| Marvel Knights: Spider-Man Vol. 1 #9  | 2005. február             | Last Stand (Part One of Four)                     |                      | Marvel Könyvek: Pókember, Végső harc    | 2008. május             | Kingpin |
| Marvel Knights: Spider-Man Vol. 1 #10 | 2005. március             | Last Stand (Part Two of Four)                     |                      | Marvel Könyvek: Pókember, Végső harc    | 2008. május             | Kingpin |
| Marvel Knights: Spider-Man Vol. 1 #11 | 2005. április             | Last Stand (Part Three of Four)                   |                      | Marvel Könyvek: Pókember, Végső harc    | 2008. május             | Kingpin |
| Marvel Knights: Spider-Man Vol. 1 #12 | 2005. május               | Last Stand (Part Four of Four)                    |                      | Marvel Könyvek: Pókember, Végső harc    | 2008. május             | Kingpin |
| Marvel Knights: Spider-Man Vol. 1 #19 | 2005. december            | The Other-Evolve or Die, Part 2: Denial           | Tagadás              | Pókember: A Másik, Morlun visszatér     | 2009. november          | Kingpin |
| Marvel Knights: Spider-Man Vol. 1 #20 | 2006. január              | The Other-Evolve or Die, Part 5: Retreat          | Elfogadás            | Pókember: A Másik, Morlun visszatér     | 2009. november          | Kingpin |
| Marvel Knights: Spider-Man Vol. 1 #21 | 2006. február             | The Other-Evolve or Die, Part 8: Aftermath        | Utóhatás             | Pókember: A Másik, Evolúció             | 2010. március           | Kingpin |
| Marvel Knights: Spider-Man Vol. 1 #22 | 2006. március             | The Other-Evolve or Die, Part 11: Destiny's Child | A végzet gyermeke    | Pókember: A Másik, Evolúció             | 2010. március           | Kingpin |

## Friendly Neighborhood Spider-Man
A 2005 októberétől 2007 októberéig futó Friendly-sorozat 24 számot élt meg, történeteit nagyrészt Peter David írta. Hazánkban e széria A Másik című Pókember-kötetekben mutatkozott be, majd később A Hihetetlen Pókember (2. sorozat) füzetes kiadásaiban is közlésre került néhány rész e műből.
| eredeti kiadvány címe                       | eredeti megjelenés dátuma | történet eredeti címe                                     | történet magyar címe           | magyar megjelenés helye                | magyar megjelenés ideje | kiadó   |
| ------------------------------------------- | ------------------------- | --------------------------------------------------------- | ------------------------------ | -------------------------------------- | ----------------------- | ------- |
| Friendly Neighborhood Spider-Man Vol. 1 #1  | 2005. december            | The Other-Evolve or Die, Part 1: Shock                    | Sokk                           | Pókember: A Másik, Morlun visszatér    | 2009. november          | Kingpin |
| Friendly Neighborhood Spider-Man Vol. 1 #2  | 2006. január              | The Other-Evolve or Die, Part 4: Bargaining               | Kísérletek                     | Pókember: A Másik, Morlun visszatér    | 2009. november          | Kingpin |
| Friendly Neighborhood Spider-Man Vol. 1 #3  | 2006. február             | The Other-Evolve or Die, Part 7: Bowing to the Inevitable | Megadás                        | Pókember: A Másik, Evolúció            | 2010. március           | Kingpin |
| Friendly Neighborhood Spider-Man Vol. 1 #4  | 2006. március             | The Other-Evolve or Die, Part 10: Pirate Booty            | Zsákmány                       | Pókember: A Másik, Evolúció            | 2010. március           | Kingpin |
| Friendly Neighborhood Spider-Man Vol. 1 #11 | 2006. október             | I Hate A Mystery, Part One                                | Utálom a misztikumot 1. rész   | A Hihetetlen Pókember (2. sorozat) #8  | 2013. április           | Kingpin |
| Friendly Neighborhood Spider-Man Vol. 1 #12 | 2006. november            | I Hate A Mystery, Part Two                                | Utálom a misztikumot 2. rész   | A Hihetetlen Pókember (2. sorozat) #9  | 2013. június            | Kingpin |
| Friendly Neighborhood Spider-Man Vol. 1 #13 | 2006. december            | I Hate A Mystery, Part Three                              | Utálom a misztikumot befejezés | A Hihetetlen Pókember (2. sorozat) #9  | 2013. június            | Kingpin |
| Friendly Neighborhood Spider-Man Vol. 1 #14 | 2007. január              | Taking Wing, Part One                                     | Keselyűszárnyakon 1. rész      | A Hihetetlen Pókember (2. sorozat) #10 | 2013. augusztus         | Kingpin |
| Friendly Neighborhood Spider-Man Vol. 1 #15 | 2007. február             | Taking Wing, Part Two                                     | Keselyűszárnyon                | A Hihetetlen Pókember (2. sorozat) #10 | 2013. augusztus         | Kingpin |
| Friendly Neighborhood Spider-Man Vol. 1 #16 | 2007. március             | Taking Wing, Conclusion, Part Three                       | Keselyűszárnyon befejezés      | A Hihetetlen Pókember (2. sorozat) #11 | 2013. október           | Kingpin |
| Friendly Neighborhood Spider-Man Vol. 1 #17 | 2007. április             | Sandblasted: Part 1                                       | Homokvihar 1. rész             | A Hihetetlen Pókember (2. sorozat) #14 | 2014. április           | Kingpin |
| Friendly Neighborhood Spider-Man Vol. 1 #18 | 2007. május               | Sandblasted: Part 2                                       | Homokvihar 2. rész             | A Hihetetlen Pókember (2. sorozat) #15 | 2014. június            | Kingpin |
| Friendly Neighborhood Spider-Man Vol. 1 #19 | 2007. június              | Sandblasted, Conclusion                                   | Homokvihar befejezés           | A Hihetetlen Pókember (2. sorozat) #15 | 2014. június            | Kingpin |
| Friendly Neighborhood Spider-Man Vol. 1 #20 | 2007. július              | Running Out Of Time                                       | Az idő szorításában            | A Hihetetlen Pókember (2. sorozat) #16 | 2014. augusztus         | Kingpin |
| Friendly Neighborhood Spider-Man Vol. 1 #21 | 2007. augusztus           | Consuming Passions                                        | Emésztő szenvedélyek           | A Hihetetlen Pókember (2. sorozat) #16 | 2014. augusztus         | Kingpin |
| Friendly Neighborhood Spider-Man Vol. 1 #22 | 2007. szeptember          | Predator/Prey                                             | Ragadozó/zsákmány              | A Hihetetlen Pókember (2. sorozat) #17 | 2014. október           | Kingpin |
| Friendly Neighborhood Spider-Man Vol. 1 #23 | 2007. október             | Fighting Words                                            | Provokáció                     | A Hihetetlen Pókember (2. sorozat) #17 | 2014. október           | Kingpin |

## Friendly Neighborhood Spider-Man Annual
A 2005 és 2007 között megjelenő Friendly Neighborhood Spider-Man sorozatának is megjelent egy különszáma, egy annual-je, 2007 júliusában. E füzetből csak egy rövid, 6 oldalas történet jelent meg Magyarországon Leah címmel, ami egy haldokló hajléktalan lány Pókemberről szóló álmát meséli el.
A cselekmény A Hihetetlen Pókember 2013/1-es különszámában került közlésre 2013 augusztusában.
| eredeti kiadvány címe                             | eredeti megjelenés dátuma | történet eredeti címe | történet magyar címe | magyar megjelenés helye                | magyar megjelenés ideje | kiadó   |
| ------------------------------------------------- | ------------------------- | --------------------- | -------------------- | -------------------------------------- | ----------------------- | ------- |
| Friendly Neighborhood Spider-Man Annual Vol. 1 #1 | 2007. július              | Leah                  | Leah                 | A Hihetetlen Pókember különszám 2013/1 | 2013. augusztus         | Kingpin |

## Spider-Man Unlimited
E cím alatt 3 sorozat is futott egykoron, az első 1993 májusától 1998 novemberéig, s 22 számot élt meg. A 2. sorozat 1999 októberében indult, s 2000 áprilisában az 5. számmal búcsúzott az olvasóktól. E 2 sorozatból semmi sem jelent meg Magyarországon, legalábbis ezidáig. A 3. sorozat 2004 januárjától 2006 júliusáig jelent meg, s a 15. számmal szűnt meg. Hazánkban ez utóbbi szériából jelentek meg kisebb történetek, teljes füzet közlésére azonban nem volt lehetőség.
| eredeti kiadvány címe           | eredeti megjelenés dátuma | történet eredeti címe   | történet magyar címe | magyar megjelenés helye                            | magyar megjelenés ideje | kiadó            |
| ------------------------------- | ------------------------- | ----------------------- | -------------------- | -------------------------------------------------- | ----------------------- | ---------------- |
| Spider-Man Unlimited Vol. 3 #7  | 2005. március             | Hang tight              | Lógj nyugodtan!      | Pókember és a Fekete Macska #1-3. rész (különszám) | 2006. november          | Semic és Kingpin |
| Spider-Man Unlimited Vol. 3 #9  | 2005. július              | You’re Rubber, I’m Glue | Ami ragad, az tapad  | Pókember és a Fekete Macska #4-6. rész (különszám) | 2006. december          | Semic és Kingpin |
| Spider-Man Unlimited Vol. 3 #14 | 2006. május               | Without a Trace         | Nyom nélkül          | A Hihetetlen Pókember #21                          | 2007. június            | Panini           |

## Minisorozatok/limitált sorozatok/one-shotok
A minisorozatok/limitált sorozatok rövidebb, a kezdetektől meghatározott terjedelemben készített képregénysorozatok. E „korlátozott” sorozatok „terjedelme” általában valahol 2 és 12 rész között van (a mindössze 1 részes kiadványokat one-shotnak nevezik Amerikában). Egy időben a DC Comics kiadó a 12 részes minisorozatait ún. maxisorozatoknak nevezte, de később ez utóbbi kifejezést elhagyták. A DC kiadó 52 című 52 részes sorozata talán az egyik leghosszabb minisorozat, amelyet valaha kiadtak (igaz, azóta a DC kétszer is kiadott már további két 52 részes minisorozatot).

### One-Shotok
| eredeti kiadvány címe                                                  | eredeti megjelenés dátuma | történet eredeti címe         | történet magyar címe                                        | magyar megjelenés helye                                             | magyar megjelenés ideje                                     | kiadó   |
| ---------------------------------------------------------------------- | ------------------------- | ----------------------------- | ----------------------------------------------------------- | ------------------------------------------------------------------- | ----------------------------------------------------------- | ------- |
| Superman vs The Amazing Spider-Man Vol. 1 #1                           | 1976. január              | The Battle of the Century!    | Superman és a Csodálatos Pókember: Az évszázad csatája!     | A Csodálatos Pókember #65 és #66 ill. Superman és Batman #14 és #15 | 1994. október és november ill. 1994. szeptember és november | Semic   |
| Superman and Spider-man Vol. 1 #1 (Marvel Treasury Edition Vol. 1 #28) | 1981                      | The Heroes and the Holocaust! | A Superman és a Csodálatos Pókember: A hősök és a végítélet | A Csodálatos Pókember #69 és #70 ill. Superman és Batman #16 és #17 | 1995. február és március ill. 1995. január és március       | Semic   |
| Spider-Man and Batman Vol. 1 #1                                        | 1995. szeptember          | Disordered Minds              | Zavart elmék                                                | Pókember és Batman (különszám)                                      | 2004. július                                                | Semic   |
| Batman and Spider-Man Vol. 1 #1                                        | 1997. október             | New Age Dawning               | Új kor hajnala                                              | Pókember és Batman (különszám)                                      | 2004. július                                                | Semic   |
| The Amazing Spider-Man: Soul of the Hunter                             | 1992. augusztus           | Soul of the Hunter            | A Vadász lelke                                              | Pókember: A Vadász lelke                                            | 2009. április                                               | Kingpin |

### Minisorozatok

#### Spider-man: The Lost Years
E történet egy 4 részes minisorozat (a számozás 0-val kezdődött), s a híres Klóntörténet egyik lezárása. Hazánkban a #0 számból jelent meg egy rövidebb történet.
| eredeti kiadvány címe         | eredeti megjelenés dátuma | történet eredeti címe          | történet magyar címe | magyar megjelenés helye    | magyar megjelenés ideje | kiadó |
| ----------------------------- | ------------------------- | ------------------------------ | -------------------- | -------------------------- | ----------------------- | ----- |
| Spider-Man: The Lost Years #0 | 1996.január               | The Double, part 4: The Burial | A másolat, a temetés | A Csodálatos Pókember #119 | 1999. április           | Semic |

#### Spider-man: Death and Destiny
E 3 részes mini a Pókember: A sors hálójában című különszámban jelent meg Magyarországon. A történet Peter Parker egyetemi éveiben játszódik, amikor is Gwen Stacy a szuperhős szerelme. A kiadvány közvetlenül George Stacy rendőrkapitány (Gwen édesapja) halála után játszódik, amikor is Pókember után hajtóvadászat indul, mert a hérosz egy Dr. Octopussal vívott csatáját követően Stacy kapitány életét veszti.
| eredeti kiadvány címe                   | eredeti megjelenés dátuma | történet eredeti címe  | történet magyar címe | magyar megjelenés helye                | magyar megjelenés ideje | kiadó |
| --------------------------------------- | ------------------------- | ---------------------- | -------------------- | -------------------------------------- | ----------------------- | ----- |
| Spider-Man: Death and Destiny Vol. 1 #1 | 2000. augusztus           | Focus                  | Fókuszban            | Pókember: A sors hálójában (különszám) | 2005. március           | Semic |
| Spider-Man: Death and Destiny Vol. 1 #2 | 2000. szeptember          | The Camera Doesn't Lie | A kamera nem hazudik | Pókember: A sors hálójában (különszám) | 2005. március           | Semic |
| Spider-Man: Death and Destiny Vol. 1 #3 | 2000. október             | Deja Vu All Over Again | Deja vu újra és újra | Pókember: A sors hálójában (különszám) | 2005. március           | Semic |

#### Spider-man and the Black Cat
A történet írója Kevin Smith, aki nemcsak a képregény világában, hanem filmes berkekben is elismert személy. A történet érdekessége, hogy több évig tartott annak elkészülte. Smithnek az Apja lánya című film forgatása során gondjai adódtak, emiatt e Pókember-történet írását a 3. szám után hosszabb időre fel kellett függesztenie.
| eredeti kiadvány címe                  | eredeti megjelenés dátuma | történet eredeti címe                                    | történet magyar címe                | magyar megjelenés helye                            | magyar megjelenés ideje | kiadó            |
| -------------------------------------- | ------------------------- | -------------------------------------------------------- | ----------------------------------- | -------------------------------------------------- | ----------------------- | ---------------- |
| Spider-Man and the Black Cat Vol. 1 #1 | 2002. augusztus           | The Evil That Men Do, part 1: What's New Pussycat?       | Pókember és a Fekete Macska 1. rész | Pókember és a Fekete Macska #1-3. rész (különszám) | 2006. november          | Semic és Kingpin |
| Spider-Man and the Black Cat Vol. 1 #2 | 2002. szeptember          | The Evil That Men Do part 2: A Ruse By Any Other Name... | Pókember és a Fekete Macska 2. rész | Pókember és a Fekete Macska #1-3. rész (különszám) | 2006. november          | Semic és Kingpin |
| Spider-Man and the Black Cat Vol. 1 #3 | 2002. október             | The Evil That Men Do part 3: Hate Crimes                 | Pókember és a Fekete Macska 3. rész | Pókember és a Fekete Macska #1-3. rész (különszám) | 2006. november          | Semic és Kingpin |
| Spider-Man and the Black Cat Vol. 1 #4 | 2005. november            | The Evil That Men Do part 4: A Study In Scarlet          | Pókember és a Fekete Macska 4. rész | Pókember és a Fekete Macska #4-6. rész (különszám) | 2006. december          | Semic és Kingpin |
| Spider-Man and the Black Cat Vol. 1 #5 | 2005. december            | The Evil That Men Do part 5: Trickle Down                | Pókember és a Fekete Macska 5. rész | Pókember és a Fekete Macska #4-6. rész (különszám) | 2006. december          | Semic és Kingpin |
| Spider-Man and the Black Cat Vol. 1 #6 | 2006. január              | The Evil That Men Do part 6: One In Four                 | Pókember és a Fekete Macska 6. rész | Pókember és a Fekete Macska #4-6. rész (különszám) | 2006. december          | Semic és Kingpin |

#### Spider-man/Human Torch
Az Egyesült Államokban 2005-ben megjelent 5 részes minisorozat Pókember és Fáklya közös kalandjait meséli el. Valamennyi rész más-más korszakban játszódik, így azok önállóan is megállják a helyüket. Hazánkban először a mini 5. része jelent meg, az Új Marvel Extra című kötetben, majd 2014. májusában A Hihetetlen Pókember 2014/1-es különszámában a harmadik történet is napvilágot látott magyar nyelven. E különszám Pókember magyarországi megjelenésének 25. évfordulója alkalmából került kiadásra.
| eredeti kiadvány címe            | eredeti megjelenés dátuma | történet eredeti címe | történet magyar címe | magyar megjelenés helye                | magyar megjelenés ideje | kiadó   |
| -------------------------------- | ------------------------- | --------------------- | -------------------- | -------------------------------------- | ----------------------- | ------- |
| Spider-man/Human Torch Vol. 1 #3 | 2005. május               | Auto Motives          | Faljáró              | A Hihetetlen Pókember különszám 2014/1 | 2014. május             | Kingpin |
| Spider-man/Human Torch Vol. 1 #5 | 2005. július              | Together Again        | Újra együtt          | Új Marvel Extra                        | 2010. november          | Kingpin |

## Pókember más kiadványokban
E helyütt kerülnek feltüntetésre azon képregények, amelyekben Pókember ugyan szerepel, de az újság illetve kötet nem tartalmaz Spider-man elnevezést. Sok olyan történet létezik, amelyben Pókember vendégszerepel más szuperhősök kiadványaiban, illetve tagja lesz ismertebb szuperhős-alakulatoknak rövidebb-hosszabb ideig. E lista tartalmazza valamennyi Magyarországon megjelent ilyen Pókemberhez kötődő történetet.

### Revenge of the Living Monolith
Az Alfa című magazin 1989-es különszámában közölt A Monolit bosszúja című one-shot (1 részes történet), volt az első képregény, amelyben feltűntek Magyarországon a Marvel-univerzum szereplői. E kiadványban bukkant fel először Pókember is hazánkban, a Bosszú Angyalai és Fantasztikus Négyes csapata mellett. Az egyes képregényszereplők elnevezései eltérhetnek a később megismertektől, hiszen ekkor még nem jelentek meg az egyes szuperhősök önálló füzetei.
| eredeti kiadvány címe                                           | eredeti megjelenés dátuma | történet eredeti címe          | történet magyar címe | magyar megjelenés helye | magyar megjelenés ideje | kiadó                                          |
| --------------------------------------------------------------- | ------------------------- | ------------------------------ | -------------------- | ----------------------- | ----------------------- | ---------------------------------------------- |
| Marvel Graphic Novel Vol. 1 #17: Revenge of the Living Monolith | 1985. október             | Revenge of the Living Monolith | A Monolit bosszúja   | Alfa különszám 1989     | 1989                    | Nemzetközi Újságíró Szervezet Interpress Kiadó |

### Marvel Team-Up
E cím alatt egykoron 3 sorozat is futott, Magyarországon eddig csak az első, 1972 márciusától 1985 februárjáig futó 150 részes kiadványból közöltek történeteket. Pókember az 1. sorozatban, 9 részt kivéve, valamennyi számban szerepelt. A füzetekben a szuperhősök közös kalandjait mesélték el.
| eredeti kiadvány címe       | eredeti megjelenés dátuma | történet eredeti címe                                | történet magyar címe                                          | magyar megjelenés helye                                           | magyar megjelenés ideje                  | kiadó                     |
| --------------------------- | ------------------------- | ---------------------------------------------------- | ------------------------------------------------------------- | ----------------------------------------------------------------- | ---------------------------------------- | ------------------------- |
| Marvel Team-Up Vol. 1 #1    | 1972. március             | Have Yourself a Sandman Little Christmas!            | Kiskarácsony Homokemberrel!, És eljő a Homokember!            | Peter Parker Pókember (2. sorozat) #11–13.                        | 2023. január                             | Kingpin                   |
| Marvel Team-Up Vol. 1 #56   | 1977. április             | Double Danger at the Daily Bugle!                    | Dupla gubanc a Hírharsonánál!                                 | Marvel albumok #7 – Pókember                                      | 2021. augusztus                          | Kingpin                   |
| Marvel Team-Up Vol. 1 #59   | 1977. július              | Some Say Spidey Will Die by Fire... Some Say by Ice! | Egyesek szerint Pókival tűz fog végezni... mások szerint jég! | Nagy Marvel-Képregénygyűjtemény #94 – Pókember – Marvel Összjáték | 2021. július                             | Hachette Fascicoli S.r.l. |
| Marvel Team-Up Vol. 1 #60   | 1977. augusztus           | A Matter of Love... and Death!                       | Szerelem és halál!                                            | Nagy Marvel-Képregénygyűjtemény #94 – Pókember – Marvel Összjáték | 2021. július                             | Hachette Fascicoli S.r.l. |
| Marvel Team-Up Vol. 1 #61   | 1977. szeptember          | Not All Thy Powers Can Save Thee!                    | Egységben az erő!                                             | Nagy Marvel-Képregénygyűjtemény #94 – Pókember – Marvel Összjáték | 2021. július                             | Hachette Fascicoli S.r.l. |
| Marvel Team-Up Vol. 1 #62   | 1977. október             | All This and the QE2                                 | Mindenki a fedélzetre!                                        | Nagy Marvel-Képregénygyűjtemény #94 – Pókember – Marvel Összjáték | 2021. július                             | Hachette Fascicoli S.r.l. |
| Marvel Team-Up Vol. 1 #63   | 1977. november            | Night of the Dragon                                  | A sárkány éjszakája                                           | Nagy Marvel-Képregénygyűjtemény #94 – Pókember – Marvel Összjáték | 2021. július                             | Hachette Fascicoli S.r.l. |
| Marvel Team-Up Vol. 1 #64   | 1977. december            | If Death Be My Destiny...                            | Ha a halál vár rám...                                         | Nagy Marvel-Képregénygyűjtemény #94 – Pókember – Marvel Összjáték | 2021. július                             | Hachette Fascicoli S.r.l. |
| Marvel Team-Up Vol. 1 #65   | 1978. január              | Introducing, Captain Britain                         | Feltűnik Britannia Kapitány                                   | Nagy Marvel-Képregénygyűjtemény #94 – Pókember – Marvel Összjáték | 2021. július                             | Hachette Fascicoli S.r.l. |
| Marvel Team-Up Vol. 1 #66   | 1978. február             | Murder World                                         | Gyilkolászda Színpad                                          | Nagy Marvel-Képregénygyűjtemény #94 – Pókember – Marvel Összjáték | 2021. július                             | Hachette Fascicoli S.r.l. |
| Marvel Team-Up Vol. 1 #67   | 1978. március             | Tigra Tigra, Burning Bright!                         | Tigra Tigra, ...sárga láng!                                   | Nagy Marvel-Képregénygyűjtemény #94 – Pókember – Marvel Összjáték | 2021. július                             | Hachette Fascicoli S.r.l. |
| Marvel Team-Up Vol. 1 #68   | 1978. április             | The Measure of a Man!                                | Az emberség mértéke!                                          | Nagy Marvel-Képregénygyűjtemény #94 – Pókember – Marvel Összjáték | 2021. július                             | Hachette Fascicoli S.r.l. |
| Marvel Team-Up Vol. 1 #69   | 1978. május               | Night of the Living God!                             | Az Élő Isten éjszakája!                                       | Nagy Marvel-Képregénygyűjtemény #94 – Pókember – Marvel Összjáték | 2021. július                             | Hachette Fascicoli S.r.l. |
| Marvel Team-Up Vol. 1 #70   | 1978. június              | Whom Gods Destroy!                                   | A cím nem került lefordításra                                 | Nagy Marvel-Képregénygyűjtemény #94 – Pókember – Marvel Összjáték | 2021. július                             | Hachette Fascicoli S.r.l. |
| Marvel Team-Up Vol. 1 #79   | 1979. március             | Sword of the She-Devil                               | A vörös bestia kardja                                         | Marvel albumok #7 – Pókember                                      | 2021. augusztus                          | Kingpin                   |
| Marvel Team-Up Vol. 1 #88   | 1979. december            | A Child Is Waiting                                   | Gyerekrablás                                                  | Marvel albumok #7 – Pókember                                      | 2021. augusztus                          | Kingpin                   |
| Marvel Team-Up Vol. 1 #95   | 1980. július              | ...And No Birds Sing!                                | ...Bár nincs madárdal                                         | A Marvel legnagyobb hősei képregénygyűjtemény #26 – Seregély      | 2022. augusztus                          | Hachette Fascicoli S.r.l. |
| Marvel Team-Up Vol. 1 #100  | 1980. december            | ...The Reason is Karma! Karma! She Possesses People! | Karma! Aki megszáll másokat!                                  | A Csodálatos Pókember #71, #72 és #73                             | 1995. április, május és június           | Semic                     |
| Marvel Team-Up Vol. 1 #110  | 1981. október             | Magma Force!                                         | A cím nem került lefordításra                                 | A Csodálatos Pókember és a Sólyom (különszám)                     | 1991                                     | Semic                     |
| Marvel Team-Up Vol. 1 #111  | 1981. november            | Of Spiders and Serpents!                             | Harc Pókokkal és Kígyókkal                                    | A Csodálatos Pókember és a Démonirtó (különszám)                  | 1990                                     | Semic                     |
| Marvel Team-Up Vol. 1 #112  | 1981. december            | A King Comes Riding                                  | A cím nem került lefordításra                                 | A Csodálatos Pókember és a Démonirtó (különszám)                  | 1990                                     | Semic                     |
| Marvel Team-Up Vol. 1 #114  | 1982. február             | The Heat In Harlem!                                  | Kié a pálya Harlemben?                                        | A Csodálatos Pókember és a Sólyom (különszám)                     | 1991                                     | Semic                     |
| Marvel Team-Up Vol. 1 #121  | 1982. szeptember          | Look Before You Leap!                                | Vigyázz, hova ugrasz!                                         | Peter Parker Pókember #7                                          | 2013. március                            | Kingpin                   |
| Marvel Team-Up Vol. 1 #126  | 1983. február             | The Obligation!                                      | Kötelesség                                                    | Marvel albumok #7 – Pókember                                      | 2021. augusztus                          | Kingpin                   |
| Marvel Team-Up Volt. 1 #128 | 1983. április             | Sweet Temptation!                                    | Édes kísértés                                                 | Marvel albumok #7 – Pókember                                      | 2021. augusztus                          | Kingpin                   |
| Marvel Team-Up Vol. 1 #135  | 1983. november            | Down Deep in Darkness!                               | Gyermekjátékok                                                | A Csodálatos Pókember #74, 75 és #76                              | 1995. július, augusztus és szeptember    | Semic                     |
| Marvel Team-Up Vol. 1 #150  | 1985. február             | Tis Better to Give                                   | Pókember és az X-Men: Boldog születésnapot!                   | A Csodálatos Pókember #81, #82, #83 és #84                        | 1996. február, március, április és május | Semic                     |

### Marvel Team-Up Annual
E kiadvány az előbb ismertetett Marvel Team-Up füzetes kiadvány éves különszáma volt.
Mindössze 7 részes volt ezen Annual 1. sorozata. Itt is megállja a helyét azon állítás, hogy a szuperhősök közös kalandjait mesélték el. Magyarországon csak egy száma, a 6-os jelent meg.
| eredeti kiadvány címe           | eredeti megjelenés dátuma | történet eredeti címe       | történet magyar címe  | magyar megjelenés helye                    | magyar megjelenés ideje                       | kiadó   |
| ------------------------------- | ------------------------- | --------------------------- | --------------------- | ------------------------------------------ | --------------------------------------------- | ------- |
| Marvel Team-Up Annual Vol. 1 #4 | 1981. augusztus           | Pawns of the Purple Man     | Hatalmi játszma       | Marvel+ #50                                | 2020. március                                 | Kingpin |
| Marvel Team-Up Annual Vol. 1 #6 | 1983. október             | The Hunters and the Hunted! | A vadak és a vadászok | A Csodálatos Pókember #85, #86, #87 és #88 | 1996. június, július, augusztus és szeptember | Semic   |

### Marvel Super Heroes Secret Wars
A 12 részes minisorozat hazánkban 13 részben jelent meg (az utolsó amerikai 12. szám két részletben került közlésre), s három különböző képregényben futott, az X-men-ben, a Marvel Extrában és A Csodálatos Pókember lapjain. E cselekmény magyar fordítása A titkos háború lett, s felvonultatta gyakorlatilag a Marvel-világ valamennyi ismertebb szuperhősét (Pókember, X-men csapatának tagjai, a Bosszú Angyalai csapatának tagjai, Fantasztikus Négyes tagjai stb.) és szupergonoszát (Fátum Doktor, Roncsbrigád, Magneto, a Gyík stb.).
| eredeti kiadvány címe                      | eredeti megjelenés dátuma | történet eredeti címe           | történet magyar címe                                  | magyar megjelenés helye       | magyar megjelenés ideje | kiadó |
| ------------------------------------------ | ------------------------- | ------------------------------- | ----------------------------------------------------- | ----------------------------- | ----------------------- | ----- |
| Marvel Super Heroes Secret Wars Vol. 1 #1  | 1984. május               | The War Begins                  | Titkos háború 1. rész: Ha harc, ...legyen harc!       | X-men #13                     | 1993. december          | Semic |
| Marvel Super Heroes Secret Wars Vol. 1 #2  | 1984. június              | Prisoners of War!               | Titkos háború 2. rész: Hadifoglyok                    | Marvel Extra #6               | 1993. december          | Semic |
| Marvel Super Heroes Secret Wars Vol. 1 #3  | 1984. július              | Tempest Without, Crisis Within! | Titkos háború 3. rész: Vihar és Viszály               | X-men #14                     | 1994. február           | Semic |
| Marvel Super Heroes Secret Wars Vol. 1 #4  | 1984. augusztus           | Situation: Hopeless!            | Titkos háború 4. rész: A helyzet reménytelen!         | A Csodálatos Pókember #57     | 1994. február           | Semic |
| Marvel Super Heroes Secret Wars Vol. 1 #5  | 1984. szeptember          | The Battle of the Four Armies!  | Titkos háború 5. rész: Négy hadsereg csatája          | Marvel Extra #7               | 1994. február           | Semic |
| Marvel Super Heroes Secret Wars Vol. 1 #6  | 1984. október             | A Little Death...               | Titkos háború 6. rész: Egy kis halál...               | X-men #15                     | 1994. április           | Semic |
| Marvel Super Heroes Secret Wars Vol. 1 #7  | 1984. november            | Berserker!                      | Titkos háború 7. rész: Őrjöngés                       | A Csodálatos Pókember #59     | 1994. április           | Semic |
| Marvel Super Heroes Secret Wars Vol. 1 #8  | 1984. december            | Invasion                        | Titkos háború 8. rész: Az invázió!                    | Marvel Extra #8               | 1994. április           | Semic |
| Marvel Super Heroes Secret Wars Vol. 1 #9  | 1985. január              | Assault on Galactus!            | Titkos háború 9. rész: Cél: Galactus!                 | X-men #16                     | 1994. május             | Semic |
| Marvel Super Heroes Secret Wars Vol. 1 #10 | 1985. február             | Death to the Beyonder!          | Titkos háború 10. rész: Halál a Túlontúlira!          | X-men #17                     | 1994. június            | Semic |
| Marvel Super Heroes Secret Wars Vol. 1 #11 | 1985. március             | "...And Dust To Dust! "         | Titkos háború 11. rész: "…és porrá leszel."           | Marvel Extra #9               | 1994. június            | Semic |
| Marvel Super Heroes Secret Wars Vol. 1 #12 | 1985. április             | "...Nothing to Fear"            | Titkos háború 12. és 13. rész: "...Nem kell félni..." | X-men #18 és Marvel Extra #10 | 1994. augusztus         | Semic |

### Secret Wars II
A 9 részes minisorozat, amely Amerikában 1985 júliusa és 1986 márciusa között jelent meg egy újabb, a Marvel-univerzum jelentősebb karaktereit felvonultató képregényes esemény volt.
Hazánkban csak 9 oldal jelent meg a szériából ez idáig, valamint két Pókember-képregény, amely szorosabban köthető ezen történetszálhoz (Web of Spider-Man Vol. 1 #6 és az Amazing Spider-man Vol. 1 #268).
| eredeti kiadvány címe   | eredeti megjelenés dátuma | történet eredeti címe    | történet magyar címe     | magyar megjelenés helye  | magyar megjelenés ideje | kiadó   |
| ----------------------- | ------------------------- | ------------------------ | ------------------------ | ------------------------ | ----------------------- | ------- |
| Secret Wars II Vol 1 #2 | 1985. augusztus           | "I'll Take Manhatten..." | A második titkos háború! | Peter Parker Pókember #9 | 2013. május             | Kingpin |

### The Infinity Gauntlet
A The Infinity Gauntlet, magyar fordításban Végtelen Hatalom, egy 6 részes minisorozat, amely 1991 júliusa és decembere között jelent meg az Egyesült Államokban. A Jim Starlin által írt és George Pérez valamint Ron Lim által készített történet egy újabb, a Marvel-univerzum jelentősebb karaktereit felvonultató képregényes esemény volt. Pókember e cselekményfolyam 5 részében tűnik fel.
Magyarországon 2014-ben jelent meg a Végtelen hatalom a Marvel+ 2014/1-es számában, valamint a Marvel+ két első 2014-es különszámában.
| eredeti kiadvány címe          | eredeti megjelenés dátuma | történet eredeti címe                     | történet magyar címe                | magyar megjelenés helye            | magyar megjelenés ideje        | kiadó   |
| ------------------------------ | ------------------------- | ----------------------------------------- | ----------------------------------- | ---------------------------------- | ------------------------------ | ------- |
| The Infinity Gauntlet Vol 1 #1 | 1991. július              | God                                       | Isten                               | Marvel+ #13                        | 2014. február                  | Kingpin |
| The Infinity Gauntlet Vol 1 #2 | 1991. augusztus           | From Bad To Worse                         | Romlik a helyzet                    | Marvel+ különszám 2014/1           | 2014. február                  | Kingpin |
| The Infinity Gauntlet Vol 1 #3 | 1991. szeptember          | Preparations For War                      | Felfegyverkezés                     | Marvel+ különszám 2014/1           | 2014. február                  | Kingpin |
| The Infinity Gauntlet Vol 1 #4 | 1991. október             | Cosmic Battle On the Edge of the Universe | Kozmikus csata az univerzum peremén | Marvel+ különszám 2014/1 és 2014/2 | 2014. február és 2014. április | Kingpin |
| The Infinity Gauntlet Vol 1 #6 | 1991. december            | The Final Confrontation                   | A végső összecsapás                 | Marvel+ különszám 2014/2           | 2014. április                  | Kingpin |

### Secret War
E kiadvány semmiben sem kapcsolódik a fentebb közölt Marvel Super Heroes Secret Wars című történethez. Ez az első festett Marvel-képregény, amely megjelent Magyarországon. Az 5 részes történetben a SHIELD vezetője, Nick Fury „összetoboroz” néhány szuperhőst – Pókembert, Amerika Kapitányt, Rozsomákot, Fenegyereket, a Fekete Özvegyet és Luke Cage-t, – hogy titokban utazzanak el Latvériába és szüntessenek be néhány nyugtalanító eseményt. Habár a hősök sikerrel járnak, 1 évvel az esetet követően, váratlan dolgok történnek.
| eredeti kiadvány címe | eredeti megjelenés dátuma | történet eredeti címe          | történet magyar címe          | magyar megjelenés helye | magyar megjelenés ideje | kiadó   |
| --------------------- | ------------------------- | ------------------------------ | ----------------------------- | ----------------------- | ----------------------- | ------- |
| Secret War Vol. 1 #1  | 2004. április             | Secret War: Book One of Five   | A cím nem került lefordításra | Új titkos háború        | 2008. december          | Kingpin |
| Secret War Vol. 1 #2  | 2004. július              | Secret War: Book Two of Five   | A cím nem került lefordításra | Új titkos háború        | 2008. december          | Kingpin |
| Secret War Vol. 1 #3  | 2004. október             | Secret War: Book Three of Five | A cím nem került lefordításra | Új titkos háború        | 2008. december          | Kingpin |
| Secret War Vol. 1 #4  | 2005. május               | Secret War: Book Four of Five  | A cím nem került lefordításra | Új titkos háború        | 2008. december          | Kingpin |
| Secret War Vol. 1 #5  | 2005. december            | Secret War: Book Five of Five  | A cím nem került lefordításra | Új titkos háború        | 2008. december          | Kingpin |

### House of M
Magyarországon e 8 részes minisorozat 2 kötetben került közlésre. Csak a fősorozat került kiadásra, a többi más címen futó Mutánsvilághoz kapcsolódó történet nem jelent meg.
| eredeti kiadvány címe | eredeti megjelenés dátuma | történet eredeti címe | történet magyar címe | magyar megjelenés helye           | magyar megjelenés ideje | kiadó   |
| --------------------- | ------------------------- | --------------------- | -------------------- | --------------------------------- | ----------------------- | ------- |
| House of M Vol. 1 #1  | 2005. augusztus           | House of M (part 1)   | Mutánsvilág 1. rész  | Mutánsvilág: Magnus-ház           | 2008. december          | Kingpin |
| House of M Vol. 1 #2  | 2005. augusztus           | House of M (part 2)   | Mutánsvilág 2. rész  | Mutánsvilág: Magnus-ház           | 2008. december          | Kingpin |
| House of M Vol. 1 #3  | 2005. szeptember          | House of M (part 3)   | Mutánsvilág 3. rész  | Mutánsvilág: Magnus-ház           | 2008. december          | Kingpin |
| House of M Vol. 1 #4  | 2005. szeptember          | House of M (part 4)   | Mutánsvilág 4. rész  | Mutánsvilág: Magnus-ház           | 2008. december          | Kingpin |
| House of M Vol. 1 #5  | 2005. október             | House of M (part 5)   | Mutánsvilág 5. rész  | Mutánsvilág: Angyalok és mutánsok | 2009. március           | Kingpin |
| House of M Vol. 1 #6  | 2005. október             | House of M (part 6)   | Mutánsvilág 6. rész  | Mutánsvilág: Angyalok és mutánsok | 2009. március           | Kingpin |
| House of M Vol. 1 #7  | 2005. november            | House of M (part 7)   | Mutánsvilág 7. rész  | Mutánsvilág: Angyalok és mutánsok | 2009. március           | Kingpin |
| House of M Vol. 1 #8  | 2005. december            | House of M (part 8)   | Mutánsvilág 8. rész  | Mutánsvilág: Angyalok és mutánsok | 2009. március           | Kingpin |

### Civil War
E 7 részes minisorozat 2 kötetben jelent meg hazánkban, s a Polgárháború nevet viselte. Ez az esemény a Marvel-univerzum szuperhőseinek életére jelentős hatással volt. A 7 részes minisorozaton túl az egyes szuperhősök saját füzeteiben is kifejtésre került a történet az adott héroszok szemszögéből.
A Polgárháború két kötetében egy-egy Fantasztikus Négyes szám is szerepelt, amely ezen alakulat aspektusából vizsgálja az eseményeket.
A Semic kiadó A Csodálatos Pókember 3. sorozata valamint a Kingpin kiadó A Hihetetlen Pókember 2. sorozata is bemutatta hazánkban ezen esemény amerikai Pókember-füzetekben közölt számait, amelyek Peter Parker nézőpontjából „elemzik" a történteket.

#### Polgárháború: A háború kezdete
A Kingpin kiadó első polgárháborús kötete a minisorozat első 4 részét tartalmazza egy Fantasztikus Négyes szám mellett.
| eredeti kiadvány címe      | eredeti megjelenés dátuma | történet eredeti címe | történet magyar címe            | magyar megjelenés helye        | magyar megjelenés ideje | kiadó   |
| -------------------------- | ------------------------- | --------------------- | ------------------------------- | ------------------------------ | ----------------------- | ------- |
| Civil War Vol. 1 #1        | 2006. július              | Civil War, Part 1     | Polgárháború 1. rész            | Polgárháború: A háború kezdete | 2011. március           | Kingpin |
| Civil War Vol. 1 #2        | 2006. augusztus           | Civil War, Part 2     | Polgárháború 2. rész            | Polgárháború: A háború kezdete | 2011. március           | Kingpin |
| Civil War Vol. 1 #3        | 2006. szeptember          | Civil War, Part 3     | Polgárháború 3. rész            | Polgárháború: A háború kezdete | 2011. március           | Kingpin |
| Civil War Vol. 1 #4        | 2006. október             | Civil War, Part 4     | Polgárháború 4. rész            | Polgárháború: A háború kezdete | 2011. március           | Kingpin |
| Fantastic Four Vol. 1 #538 | 2006. augusztus           | Street Fighting       | Fantasztikus Négyes: Utcai harc | Polgárháború: A háború kezdete | 2011. március           | Kingpin |

#### Polgárháború: A háború vége
A Kingpin kiadó második polgárháborús kötete a minisorozat utolsó 3 részét tartalmazza egy Fantasztikus Négyes és egy Pókember szám mellett.
| eredeti kiadvány címe                 | eredeti megjelenés dátuma | történet eredeti címe      | történet magyar címe                       | magyar megjelenés helye     | magyar megjelenés ideje | kiadó   |
| ------------------------------------- | ------------------------- | -------------------------- | ------------------------------------------ | --------------------------- | ----------------------- | ------- |
| Civil War Vol. 1 #5                   | 2006. november            | Civil War, Part 5          | Polgárháború 5. rész                       | Polgárháború: A háború vége | 2011. október           | Kingpin |
| Civil War Vol. 1 #6                   | 2006. december            | Civil War, Part 6          | Polgárháború 6. rész                       | Polgárháború: A háború vége | 2011. október           | Kingpin |
| Civil War Vol. 1 #7                   | 2007. január              | Civil War, Part 7          | Polgárháború 7. rész                       | Polgárháború: A háború vége | 2011. október           | Kingpin |
| Fantastic Four Vol. 1 #539            | 2006. szeptember          | Decisions Made             | Fantasztikus Négyes: Nehéz döntések        | Polgárháború: A háború vége | 2011. október           | Kingpin |
| The Sensational Spider-man Vol. 2 #34 | 2007. március             | Nothing Can Stop The Rhino | Pókember: Semmi sem állíthatja meg a Rínót | Polgárháború: A háború vége | 2011. október           | Kingpin |

### The Punisher: Confederacy of Dunces
A Megtorló című 4. sorozat utolsó részeiben Pókember is feltűnt, Rozsomák, Fenegyerek és Hulk mellett. Az 5 részes történet, amely A Megtorló: Balfékek szövetsége című kötetben jelent meg Magyarországon, írója Garth Ennis, rajzolója pedig John McCrea.
| eredeti kiadvány címe   | eredeti megjelenés dátuma | történet eredeti címe         | történet magyar címe | magyar megjelenés helye         | magyar megjelenés ideje | kiadó |
| ----------------------- | ------------------------- | ----------------------------- | -------------------- | ------------------------------- | ----------------------- | ----- |
| The Punisher Vol. 4 #33 | 2003. december            | Confederacy of Dunces, Part 1 | Balfékek szövetsége  | A Megtorló: Balfékek szövetsége | 2007. március           | Fumax |
| The Punisher Vol. 4 #34 | 2003. december            | Confederacy of Dunces, Part 2 | Balfékek szövetsége  | A Megtorló: Balfékek szövetsége | 2007. március           | Fumax |
| The Punisher Vol. 4 #35 | 2004. január              | Confederacy of Dunces, Part 3 | Balfékek szövetsége  | A Megtorló: Balfékek szövetsége | 2007. március           | Fumax |
| The Punisher Vol. 4 #36 | 2004. január              | Confederacy of Dunces, Part 4 | Balfékek szövetsége  | A Megtorló: Balfékek szövetsége | 2007. március           | Fumax |
| The Punisher Vol. 4 #37 | 2004. február             | Confederacy of Dunces, Part 5 | Balfékek szövetsége  | A Megtorló: Balfékek szövetsége | 2007. március           | Fumax |

### További rövidebb Pókember-történetek
E szakaszban az 1-2 részes, máshova nem besorolható képregények kerülnek bemutatásra.
| eredeti kiadvány címe                                            | eredeti megjelenés dátuma | történet eredeti címe                                            | történet magyar címe                           | magyar megjelenés helye            | magyar megjelenés ideje  | kiadó     |
| ---------------------------------------------------------------- | ------------------------- | ---------------------------------------------------------------- | ---------------------------------------------- | ---------------------------------- | ------------------------ | --------- |
| What If? Vol. 1 #19                                              | 1980. február             | What If Spider-Man had Stopped the Burglar Who Killed His Uncle? | A cím nem került lefordításra                  | A Csodálatos Pókember #3           | 1989                     | Semic     |
| Marvel Tales Vol. 2 #198                                         | 1987. április             | Clobberin’ time                                                  | Most jön a bunyó!                              | A Csodálatos Pókember #3           | 1989                     | Semic     |
| Marvel Fanfare Vol. 1 #27                                        | 1986. július              | Spidey Gets Antsy                                                | Amikor a csáprágó... berág!                    | A Csodálatos Pókember #15          | 1990. augusztus          | Semic     |
| The Transformers Vol. 1 #3                                       | 1985. január              | Prisoner Of War!                                                 | A hadifogoly                                   | Transformers #2                    | 1991. július             | Semic     |
| The Uncanny X-men Vol. 1 #190                                    | 1985. február             | An Age Undreamed of                                              | A csodák kora                                  | X-men #5                           | 1992. december           | Semic     |
| The Uncanny X-men Vol. 1 #191                                    | 1985. március             | Raiders of the Lost Temple!                                      | Az elveszett templom fosztogatói               | X-Men #5                           | 1992. december           | Semic     |
| Spirits of Vengeance Vol. 1 #5                                   | 1992. december            | Spirits of Venom, part 2: Chasing Shadows                        | Venom szellemei 2. rész: Árnyékűzés            | A Csodálatos Pókember #106 és #107 | 1998. március és április | Semic     |
| Spirits of Vengeance Vol. 1 #6                                   | 1993. január              | Spirits of Venom, part 4: Last Rites                             | Venom szellemei 4. rész: Befejezés? Lefejezés? | A Csodálatos Pókember #108 és #109 | 1998. május és június    | Semic     |
| (Marvel) Shadows and Light Vol. 1 #2                             | 1998. április             | Spider-Man: The Date                                             | Pókember: A randi                              | Fekete-Fehér Képregényantológia #6 | 2006. október            | Míves Céh |
| (Marvel) Shadows and Light Vol. 1 #3                             | 1998. július              | Spider-Man: Foul Tip                                             | Pókember: Necces füles                         | Fekete-Fehér Képregényantológia #5 | 2006. június             | Míves Céh |
| Deadpool Vol. 1 #11                                              | 1997. december            | With Great Power Comes Great Coincidence                         | A nagy erő nagy véletlenekkel jár              | Új Marvel Extra                    | 2010. november           | Kingpin   |
| Fallen Son – The Death of Captain America Vol. 1 #2 (Avengers)   | 2007. június              | The Death of Captain America, Chapter 2: Anger                   | Amerika Kapitány halála 2. fejezet: Düh        | Marvel+ #16                        | 2014. július             | Kingpin   |
| Fallen Son – The Death of Captain America Vol. 1 #4 (Spider-man) | 2007. július              | The Death of Captain America, Chapter 4: Depression              | Amerika Kapitány halála 4. fejezet: Depresszió | Marvel+ #17                        | 2014. szeptember         | Kingpin   |

### Pár képkockán
Az alábbi bekezdésbe azon képregények kerülnek, amelyekben Pókember csak 1-2 képkocka erejéig tűnik fel. A Fantastic Four 260. számában ugyan nem szerepel Pókember, de egy közeli hozzátartozója, May Reilly Parker-Jameson, röviden csak May néni (Peter Parker nagynénje) feltűnik pár képkockán.
| eredeti kiadvány címe                                          | eredeti megjelenés dátuma | történet eredeti címe                               | történet magyar címe                              | magyar megjelenés helye  | magyar megjelenés ideje | kiadó   |
| -------------------------------------------------------------- | ------------------------- | --------------------------------------------------- | ------------------------------------------------- | ------------------------ | ----------------------- | ------- |
| Fantastic Four Vol. 1 #242                                     | 1982. május               | Terrax the Untamed                                  | A Galactus-per 1. rész: Terrax a megállíthatatlan | Marvel Extra #13 és #14  | 1995. február           | Semic   |
| Fantastic Four Vol. 1 #260                                     | 1983. november            | When Titans Clash!                                  | A Galactus-per 4. rész                            | Marvel Extra #16         | 1995. augusztus         | Semic   |
| The Uncanny X-men #135                                         | 1980. július              | Dark Phoenix                                        | A Főnix halála 7. rész: Sötét Főnix               | X-men #23                | 1995. április           | Semic   |
| Iron Man Vol. 4 #8                                             | 2006. július              | Execute Program, Part 2                             | Cím nélkül                                        | Vasember: Gyilkológép    | 2013. május             | Kingpin |
| Iron Man Vol. 4 #10                                            | 2006. szeptember          | Execute Program, Part 4                             | Cím nélkül                                        | Vasember: Gyilkológép    | 2013. május             | Kingpin |
| Iron Man Vol. 4 #11                                            | 2006. október             | Execute Program, Part 5                             | Cím nélkül                                        | Vasember: Gyilkológép    | 2013. május             | Kingpin |
| Iron Man Vol. 4 #12                                            | 2006. november            | Execute Program, Part 6                             | Cím nélkül                                        | Vasember: Gyilkológép    | 2013. május             | Kingpin |
| Iron Man Vol. 4 #13                                            | 2006. december            | Cím nélkül                                          | Cím nélkül                                        | Marvel+ #1               | 2012. február           | Kingpin |
| Iron Man Vol. 4 #14                                            | 2007. január              | Cím nélkül                                          | Cím nélkül                                        | Marvel+ #1               | 2012. február           | Kingpin |
| Civil War: The Confession #1                                   | 2007. május               | The Confession                                      | A vallomás                                        | Marvel+ #2               | 2012. március           | Kingpin |
| The Mighty Avengers Vol. 1 #8                                  | 2008. február             | Cím nélkül                                          | Cím nélkül                                        | Marvel+ #3               | 2012. május             | Kingpin |
| The Mighty Avengers Vol. 1 #10                                 | 2008. május               | Time Is on No One's Side                            | Az idő pártatlan                                  | Marvel+ #4               | 2012. július            | Kingpin |
| Fallen Son – The Death of Captain America Vol. 1 #5 (Iron Man) | 2007. augusztus           | The Death of Captain America, Chapter 5: Acceptance | Amerika Kapitány halála 5. fejezet: Elfogadás     | Marvel+ #18              | 2014. november          | Kingpin |
| Daredevil Vol. 2 #32                                           | 2002. június              | Out                                                 | A cím nem került lefordításra                     | Marvel+ különszám 2014/3 | 2014. október           | Kingpin |
| Daredevil Vol. 2 #34                                           | 2002. augusztus           | I Didn't Know You Knew                              | A cím nem került lefordításra                     | Marvel+ különszám 2014/3 | 2014. október           | Kingpin |
| Daredevil Vol. 2 #35                                           | 2002. szeptember          | I'm Not Afraid of You                               | A cím nem került lefordításra                     | Marvel+ különszám 2014/3 | 2014. október           | Kingpin |

## Pókember és a Bosszú angyalai
Pókember számos alkalommal szerepelt a Bosszú Angyalai (The Avengers) című képregény-sorozatban. Hazánkban a legelső ilyen vendégszereplése a Marvel Extra lapjain történt meg, amikor is Peter Parker csatlakozni kívánt a szuperhős-csapathoz. Az Avengers sorozat utolsó részeiben a hálőszövő szuperhős ott volt, amikor feloszlott a Bosszú Angyalainak csapata. Ez utóbbi történet megjelent A Bosszú Angyalai: Káosz című kötetben. Nem sokkal ezután Parker úgy döntött, hogy csatlakozik az újonnan létrejövő, Új Bosszúangyal-csapathoz (angolul a The New Avengers címen futott ez a sorozat, a magyar kiadás elnevezése pedig, Az Új Bosszú Angyalai). E történetek a Kingpin kiadó gondozásában jelennek meg Magyarországon.
| eredeti kiadvány címe    | eredeti megjelenés dátuma | történet eredeti címe                         | történet magyar címe              | magyar megjelenés helye  | magyar megjelenés ideje | kiadó   |
| ------------------------ | ------------------------- | --------------------------------------------- | --------------------------------- | ------------------------ | ----------------------- | ------- |
| The Avengers Vol. 1 #236 | 1983. október             | I Want To Be An Avenger!                      | Be akarok állni az Angyalok közé! | Marvel Extra #1          | 1993. február           | Semic   |
| The Avengers Vol. 1 #237 | 1983. november            | Meltdowns and Mayhem                          | Pánik a kutatóban                 | Marvel Extra #1          | 1993. február           | Semic   |
| The Avengers Vol. 1 #500 | 2004. szeptember          | Avengers Disassembled: Chaos (Part I of IV)   |                                   | A Bosszú Angyalai: Káosz | 2007. október           | Kingpin |
| The Avengers Vol. 1 #501 | 2004. október             | Avengers Disassembled: Chaos (Part II of IV)  |                                   | A Bosszú Angyalai: Káosz | 2007. október           | Kingpin |
| The Avengers Vol. 1 #502 | 2004. november            | Avengers Disassembled: Chaos (Part III of IV) |                                   | A Bosszú Angyalai: Káosz | 2007. október           | Kingpin |
| The Avengers Vol. 1 #503 | 2004. december            | Avengers Disassembled: Chaos (Part IV of IV)  |                                   | A Bosszú Angyalai: Káosz | 2007. október           | Kingpin |

Miután a Bosszú Angyalainak csapata az Avengers Vol. 1 #503 felbomlott, röviddel ezután egy új tagokból álló alakulat is létrejött. E gárda kalandjai a The New Avengers című képregény lapjain jelentek meg. Két sorozatot is megért e cím, az első széria 2005 januárja és 2010 júniusa, míg a második 2010 augusztusa és 2013 januárja között került kiadásra.
| eredeti kiadvány címe       | eredeti megjelenés dátuma | történet eredeti címe             | történet magyar címe   | magyar megjelenés helye               | magyar megjelenés ideje | kiadó   |
| --------------------------- | ------------------------- | --------------------------------- | ---------------------- | ------------------------------------- | ----------------------- | ------- |
| The New Avengers Vol. 1 #1  | 2005. január              | Breakout!(Part 1)                 |                        | Az Új Bosszú Angyalai: Kitörés        | 2007. december          | Kingpin |
| The New Avengers Vol. 1 #2  | 2005. február             | Breakout!(Part 2)                 |                        | Az Új Bosszú Angyalai: Kitörés        | 2007. december          | Kingpin |
| The New Avengers Vol. 1 #3  | 2005. március             | Breakout!(Part 3)                 |                        | Az Új Bosszú Angyalai: Kitörés        | 2007. december          | Kingpin |
| The New Avengers Vol. 1 #4  | 2005. április             | Breakout!(Part 4)                 |                        | Az Új Bosszú Angyalai: Kitörés        | 2007. december          | Kingpin |
| The New Avengers Vol. 1 #5  | 2005. május               | Breakout!(Part 5)                 |                        | Az Új Bosszú Angyalai: Kitörés        | 2007. december          | Kingpin |
| The New Avengers Vol. 1 #6  | 2005. június              | Breakout!(Part 6)                 |                        | Az Új Bosszú Angyalai: Kitörés        | 2007. december          | Kingpin |
| The New Avengers Vol. 1 #7  | 2005. július              | The Sentry (Part 1)               | Őrszem 1. rész         | Az Új Bosszú Angyalai: Őrszem         | 2008. október           | Kingpin |
| The New Avengers Vol. 1 #8  | 2005. augusztus           | The Sentry (Part 2): Alien Agenda | Őrszem 2. rész         | Az Új Bosszú Angyalai: Őrszem         | 2008. október           | Kingpin |
| The New Avengers Vol. 1 #9  | 2005. szeptember          | The Sentry (Part 3)               | Őrszem 3. rész         | Az Új Bosszú Angyalai: Őrszem         | 2008. október           | Kingpin |
| The New Avengers Vol. 1 #10 | 2005. október             | The Sentry (Part 4)               | Őrszem 4. rész         | Az Új Bosszú Angyalai: Őrszem         | 2008. október           | Kingpin |
| The New Avengers Vol. 1 #11 | 2005. november            | Ronin (Part 1)                    | Ezüst Szamuráj 1. rész | Az Új Bosszú Angyalai: Ezüst Szamuráj | 2009. október           | Kingpin |
| The New Avengers Vol. 1 #12 | 2005. december            | Ronin (Part 2)                    | Ezüst Szamuráj 2. rész | Az Új Bosszú Angyalai: Ezüst Szamuráj | 2009. október           | Kingpin |
| The New Avengers Vol. 1 #13 | 2006. január              | Ronin (Part 3)                    | Ezüst Szamuráj 3. rész | Az Új Bosszú Angyalai: Ezüst Szamuráj | 2009. október           | Kingpin |
| The New Avengers Vol. 1 #14 | 2006. február             | Secrets & Lies                    | Ezüst Szamuráj 4. rész | Az Új Bosszú Angyalai: Ezüst Szamuráj | 2009. október           | Kingpin |
| The New Avengers Vol. 1 #15 | 2006. március             | Public Relations                  | Ezüst Szamuráj 5. rész | Az Új Bosszú Angyalai: Ezüst Szamuráj | 2009. október           | Kingpin |
| The New Avengers Vol. 1 #16 | 2006. április             | Cím nélkül                        | Ellenhatás 1. rész     | Az Új Bosszú Angyalai: Ellenhatás     | 2010. október           | Kingpin |
| The New Avengers Vol. 1 #17 | 2006. május               | The Collective (Part 1)           | Ellenhatás 2. rész     | Az Új Bosszú Angyalai: Ellenhatás     | 2010. október           | Kingpin |
| The New Avengers Vol. 1 #18 | 2006. június              | The Collective (Part 2)           | Ellenhatás 3. rész     | Az Új Bosszú Angyalai: Ellenhatás     | 2010. október           | Kingpin |
| The New Avengers Vol. 1 #19 | 2006. július              | The Collective (Part 3)           | Ellenhatás 4. rész     | Az Új Bosszú Angyalai: Ellenhatás     | 2010. október           | Kingpin |
| The New Avengers Vol. 1 #20 | 2006. augusztus           | The Collective (Part 4)           | Ellenhatás 5. rész     | Az Új Bosszú Angyalai: Ellenhatás     | 2010. október           | Kingpin |
| The New Avengers Vol. 1 #27 | 2007. április             | Revolution (Part 1)               | Forradalom 1. rész     | Az Új Bosszú Angyalai: Forradalom     | 2012. március           | Kingpin |
| The New Avengers Vol. 1 #28 | 2007. május               | Revolution (Part 2)               | Forradalom 2. rész     | Az Új Bosszú Angyalai: Forradalom     | 2012. március           | Kingpin |
| The New Avengers Vol. 1 #29 | 2007. június              | Revolution (Part 3)               | Forradalom 3. rész     | Az Új Bosszú Angyalai: Forradalom     | 2012. március           | Kingpin |
| The New Avengers Vol. 1 #30 | 2007. július              | Revolution (Part 4)               | Forradalom 4. rész     | Az Új Bosszú Angyalai: Forradalom     | 2012. március           | Kingpin |
| The New Avengers Vol. 1 #31 | 2007. augusztus           | Revolution (Part 5)               | Forradalom 5. rész     | Az Új Bosszú Angyalai: Forradalom     | 2012. március           | Kingpin |
| The New Avengers Vol. 1 #32 | 2007. szeptember          | The Trust (Part 1)                | Forradalom 6. rész     | Az Új Bosszú Angyalai: Forradalom     | 2012. március           | Kingpin |
| The New Avengers Vol. 1 #33 | 2007. október             | The Trust (Part 2)                | Beszivárgás 1          | Az Új Bosszú Angyalai: Beszivárgás    | 2013. március           | Kingpin |
| The New Avengers Vol. 1 #34 | 2007. november            | The Trust (Part 3)                | Beszivárgás 2          | Az Új Bosszú Angyalai: Beszivárgás    | 2013. március           | Kingpin |
| The New Avengers Vol. 1 #35 | 2007. december            | The Trust (Part 4)                | Beszivárgás 3          | Az Új Bosszú Angyalai: Beszivárgás    | 2013. március           | Kingpin |
| The New Avengers Vol. 1 #36 | 2008. január              | The Trust (Part 5)                | Beszivárgás 4          | Az Új Bosszú Angyalai: Beszivárgás    | 2013. március           | Kingpin |
| The New Avengers Vol. 1 #37 | 2008. február             | The Trust (Part 6)                | Beszivárgás 5          | Az Új Bosszú Angyalai: Beszivárgás    | 2013. március           | Kingpin |

Az Új Bosszú Angyalai 2005 és 2010 között futó sorozata „mellett” 3 Annual is megjelent. Hazánkban ez idáig csak a 2. szám került kiadásra, amely a magyar fordításban Beszivárgás nevet kapó történet utolsó része volt.
| eredeti kiadvány címe             | eredeti megjelenés dátuma | történet eredeti címe | történet magyar címe | magyar megjelenés helye            | magyar megjelenés ideje | kiadó   |
| --------------------------------- | ------------------------- | --------------------- | -------------------- | ---------------------------------- | ----------------------- | ------- |
| The New Avengers Annual Vol. 1 #2 | 2008. február             | The Trust (Part 7)    | Beszivárgás 6        | Az Új Bosszú Angyalai: Beszivárgás | 2013. március           | Kingpin |

## Mozifilmek
A 80-as, 90-es évektől kezdődően, amikor is egyre több képregényhős kalandjai kerültek megfilmesítésre, szokássá vált az, hogy a szuperhősökről készült mozifilmeket képregénybe adaptálják. A 2002. májusában bemutatott, Tobey Maguire főszereplésével készült filmről, majd azt követően, a 2004-es folytatásáról ugyancsak készült ilyen képregény. Mindkettő kiadvány megjelent hazánkban a Semic kiadónál. A 2007-es harmadik Pókember mozifilmről már nem készítettek képújságot Amerikában.
| eredeti kiadvány címe                               | eredeti megjelenés dátuma | történet eredeti címe | történet magyar címe | magyar megjelenés helye                         | magyar megjelenés ideje | kiadó |
| --------------------------------------------------- | ------------------------- | --------------------- | -------------------- | ----------------------------------------------- | ----------------------- | ----- |
| Spider-Man: The Official Movie Adaptation Vol. 1 #1 | 2002. június              |                       |                      | Pókember, a film hivatalos képregényváltozata   | 2002                    | Semic |
| Spider-Man 2: The Movie Vol. 1 #1                   | 2004                      |                       |                      | Pókember 2, a film hivatalos képregényváltozata | 2004. augusztus         | Semic |

## Ultimate-univerzum
Az Ultimate-világot a 2000-es évek elején teremtették meg, hogy új olvasókat szerezzenek a Marvel-kiadónak. Ezek az „újvilági, ultimate” történetek a kezdetektől mesélik el a Marvel-kiadó hőseinek történetét, így könnyebb volt olyan érdeklődőknek bekapcsolódni, akik addig egyáltalán nem követték az egyes karakterek kalandjait. E történetek egy alternatív világban játszódnak, a főszereplők ifjúkorában, s semmi közük nincs a korábban megismert/bemutatott képregényekhez. Pókember volt az első, akinek a kalandjait „modernizálták”, majd a kirobbanó sikert követően valamennyi ismertebb szereplő „újvilági” verzióját elkészítették. Magyarországon A Csodálatos Pókember 2. sorozatában kerültek közlésre az e Pókemberhez kapcsolódó cselekmények. 
Valamennyi Ultimate Spider-man újság kiadásra került hazánkban a Semic kiadónál. 133 Ultimate Spider-man, 2 Ultimate Spider-man Annual (ebből 3 szám jelent meg Amerikában, de a 3. rész nem jelent meg Magyarhonban), és a sorozatot lezáró 2 Ultimate Spider-man: Requiem képregény jelent meg a 2001. májusa és 2010. decembere között megjelenő Csodálatos Pókember 2. szériájában. A 2010-es esztendőben a 9 részes, Pókember főszereplésével készült, Ultimate Power (Újvilág Hatalom) minisorozat is kiadásra került e sorozat lapjain.
A Panini Comics magyarországi megjelenésével 2 újabb Ultimete-cím került megjelentetésre hazánkban. Az egyik az Ultimate Fantastic Four (Újvilág Fantasztikus Négyes) volt, a másik pedig az Ultimate X-men (Újvilág X-men). Ez utóbbi sorozatban Pókember is feltűnt pár szám erejéig.
Habár az Ultimate Spider-man Requiemben közölt történettel Magyarországon lezáródtak Pókember újvilági kalandjai, mint később kiderült, Amerikában nem. A megszűnt Pókember-szériát 2009 októberétől újraindították Ultimate Comics Spider-man címen, amely 2010 decemberéig (a 15. számig) viselte is ezen elnevezést. Ezután, mintha mi sem történt volna, visszatértek az újság korábbi elnevezéséhez és számozásához, s 2011 januárjától az Ultimate Spider-man #150 számával folytatódott a sorozat. A Peter Parker halálával végződő 160. számmal, rövid időre, újra véget értek az amerikai újvilági-Pókember történetek. 2011 szeptemberétől elindult az Ultimete Comics Spider-Man 2. sorozata, amelyben immáron egy új Pókember, Miles Morales, egy afro-amerikai és latin-amerikai felmenőkkel rendelkező szuperhős kalandjaival ismerkedhetnek meg az olvasók.
Magyarországon felvetődött a gondolata annak, hogy folytatnák az „újvilági” sorozat kiadását, azonban az új füzetek, a folytatás, rajzai elég elvontak voltak. Emiatt a Csodálatos Pókember 2. sorozata 2010 decemberében, a benne közölt két Ultimate Spider-man Requiem történettel, a 90. számmal megszűnt. 2011-ben sem maradtak azonban Pókember-történetek nélkül az olvasók, hiszen a Semic kiadó újraindította a Pókember-füzetet az 1. számmal kezdődően. Az újrakezdéssel, közel 1 évtizednyi szünetet követően, A Csodálatos Pókember (3.) sorozatában, újra visszatértek az Amazing Spider-man füzetek közléséhez (az e szériában közölt cselekmények egyetlen szállal sem kapcsolódnak az Ultimate-univerzumhoz). Az 1. szám az Amazing Spider-man #529 és #530 számait tartalmazta, amely történetek közvetlenül a Kingpin kiadó, Pókember: A Másik (Evolúció) című képregény-kötete után játszódnak.

### Ultimate Spider-Man
Pókember újvilági kalandjai 2000 októberében kezdődtek, s egészen 2009 júliusáig jelentek meg Amerikában. Ezen időszak alatt 133 szám jelent meg e sorozatban. Az utolsó számokban megjelenő Ultimátum című történet az Ultimate Spider-man Requiem című füzetekben folytatódott. A széria valamennyi számát Brian Michael Bendis írta, rajzolója pedig Mark Bagley (az első 111 szám elkészültében működött közre) és Stuart Immonen volt (a 111. számtól vette át a rajzolást).
| eredeti kiadvány címe           | eredeti megjelenés dátuma | történet eredeti címe                         | történet magyar címe                 | magyar megjelenés helye                    | magyar megjelenés ideje  | kiadó |
| ------------------------------- | ------------------------- | --------------------------------------------- | ------------------------------------ | ------------------------------------------ | ------------------------ | ----- |
| Ultimate Spider-man Vol. 1 #1/2 | 2002. február             | Cím nélkül                                    | Cím nélkül                           | A Csodálatos Pókember (2. sorozat) #46     | 2007. április            | Semic |
| Ultimate Spider-Man Vol. 1 #1   | 2000. október             | Powerless                                     | Erőtlenül; Az erő                    | A Csodálatos Pókember (2. sor.) #1 és #2   | 2001. május és július    | Semic |
| Ultimate Spider-Man Vol. 1 #2   | 2000. november            | Growing Pains                                 | Míg felnövünk...                     | A Csodálatos Pókember (2. sor.) #3         | 2001. szeptember         | Semic |
| Ultimate Spider-Man Vol. 1 #3   | 2001. január              | Wannabe                                       | A kezdő                              | A Csodálatos Pókember (2. sor.) #4         | 2001. november           | Semic |
| Ultimate Spider-Man Vol. 1 #4   | 2001. február             | With Great Power                              | Erő és felelősség                    | A Csodálatos Pókember (2. sor.) #5         | 2002. január             | Semic |
| Ultimate Spider-Man Vol. 1 #5   | 2001. március             | Life Lessons                                  | Leckék az élettől                    | A Csodálatos Pókember (2. sor.) #6         | 2002. március            | Semic |
| Ultimate Spider-Man Vol. 1 #6   | 2001. április             | Big Time Super Hero                           | Az évszázad szuperhőse               | A Csodálatos Pókember (2. sor.) #7         | 2002. május              | Semic |
| Ultimate Spider-Man Vol. 1 #7   | 2001. május               | Secret Identity                               | Az álarc mögött                      | A Csodálatos Pókember (2. sor.) #8         | 2002. július             | Semic |
| Ultimate Spider-Man Vol. 1 #8   | 2001. június              | Learning Curve (Part I): Working Stiff        | Napi munka                           | A Csodálatos Pókember (2. sor.) #9         | 2002. szeptember         | Semic |
| Ultimate Spider-Man Vol. 1 #9   | 2001. július              | Learning Curve (Part II): Meet the Enforcers  | A cím nem került lefordításra        | A Csodálatos Pókember (2. sor.) #10        | 2002. november           | Semic |
| Ultimate Spider-Man Vol. 1 #10  | 2001. augusztus           | Learning Curve (Part III): The Worst Thing    | Az érinthetetlen                     | A Csodálatos Pókember (2. sor.) #11        | 2003. január             | Semic |
| Ultimate Spider-Man Vol. 1 #11  | 2001. szeptember          | Learning Curve (Part IV): Discovery           | Utak                                 | A Csodálatos Pókember (2. sor.) #12        | 2003. március            | Semic |
| Ultimate Spider-Man Vol. 1 #12  | 2001. október             | Learning Curve (Part V): Battle Royal         | Vezércsel                            | A Csodálatos Pókember (2. sor.) #13        | 2003. május              | Semic |
| Ultimate Spider-Man Vol. 1 #13  | 2001. november            | Confessions                                   | Vallomások                           | A Csodálatos Pókember (2. sor.) #14        | 2003. június             | Semic |
| Ultimate Spider-Man Vol. 1 #14  | 2001. december            | Doctor Octopus                                | Doktor Octopus                       | A Csodálatos Pókember (2. sor.) #15        | 2003. szeptember         | Semic |
| Ultimate Spider-Man Vol. 1 #15  | 2002. január              | Confrontations                                | Konfliktusok                         | A Csodálatos Pókember (2. sor.) #16        | 2003. november           | Semic |
| Ultimate Spider-Man Vol. 1 #16  | 2002. február             | Kraven the Hunter                             | Kraven, a Vadász!                    | A Csodálatos Pókember (2. sor.) #17        | 2004. január             | Semic |
| Ultimate Spider-Man Vol. 1 #17  | 2002. március             | Taking Advantage                              | A cím nem került lefordításra        | A Csodálatos Pókember (2. sor.) #18        | 2004. március            | Semic |
| Ultimate Spider-Man Vol. 1 #18  | 2002. április             | The Cycle                                     | Sodrásban                            | A Csodálatos Pókember (2. sor.) #19        | 2004. május              | Semic |
| Ultimate Spider-Man Vol. 1 #19  | 2002. május               | Piece of Work                                 | Játszmák                             | A Csodálatos Pókember (2. sor.) #20        | 2004. június             | Semic |
| Ultimate Spider-Man Vol. 1 #20  | 2002. június              | Live                                          | Élő adás                             | A Csodálatos Pókember (2. sor.) #21        | 2004. szeptember         | Semic |
| Ultimate Spider-Man Vol. 1 #21  | 2002. június              | Hunted                                        | Űzött vad                            | A Csodálatos Pókember (2. sor.) #22        | 2004. november           | Semic |
| Ultimate Spider-Man Vol. 1 #22  | 2002. július              | Reflections Of...                             | A Zöld Manó visszatér                | A Csodálatos Pókember (2. sor.) #23        | 2005. január             | Semic |
| Ultimate Spider-Man Vol. 1 #23  | 2002. augusztus           | Responsible                                   | Felelősség                           | A Csodálatos Pókember (2. sor.) #24        | 2005. március            | Semic |
| Ultimate Spider-Man Vol. 1 #24  | 2002. szeptember          | Ultimatum                                     | Ultimátum                            | A Csodálatos Pókember (2. sor.) #25        | 2005. május              | Semic |
| Ultimate Spider-Man Vol. 1 #25  | 2002. október             | Plasmids                                      | A cím nem került lefordításra        | A Csodálatos Pókember (2. sor.) #26        | 2005. július             | Semic |
| Ultimate Spider-Man Vol. 1 #26  | 2002. november            | Circles                                       | Körök                                | A Csodálatos Pókember (2. sor.) #27        | 2005. szeptember         | Semic |
| Ultimate Spider-Man Vol. 1 #27  | 2002. november            | Illegal                                       | A cím nem került lefordításra        | A Csodálatos Pókember (2. sor.) #28        | 2005. október            | Semic |
| Ultimate Spider-Man Vol. 1 #28  | 2002. december            | Sidetracked                                   | Mikor minden összejön                | A Csodálatos Pókember (2. sor.) #29        | 2005. november           | Semic |
| Ultimate Spider-Man Vol. 1 #29  | 2002. december            | Stolen Identity                               | Imposztor?                           | A Csodálatos Pókember (2. sor.) #30        | 2005. december           | Semic |
| Ultimate Spider-Man Vol. 1 #30  | 2003. január              | Emergency                                     | A cím nem került lefordításra        | A Csodálatos Pókember (2. sor.) #31        | 2006. január             | Semic |
| Ultimate Spider-Man Vol. 1 #31  | 2003. január              | Black Van                                     | A cím nem került lefordításra        | A Csodálatos Pókember (2. sor.) #32        | 2006. február            | Semic |
| Ultimate Spider-Man Vol. 1 #32  | 2003. február             | Just a Guy                                    | A cím nem került lefordításra        | A Csodálatos Pókember (2. sor.) #33        | 2006. március            | Semic |
| Ultimate Spider-Man Vol. 1 #33  | 2003. február             | Origins                                       | A kezdetek                           | A Csodálatos Pókember (2. sor.) #34        | 2006. április            | Semic |
| Ultimate Spider-Man Vol. 1 #34  | 2003. március             | Inheritance                                   | Az örökség                           | A Csodálatos Pókember (2. sor.) #35        | 2006. május              | Semic |
| Ultimate Spider-Man Vol. 1 #35  | 2003. március             | Legacy                                        | A hagyaték                           | A Csodálatos Pókember (2. sor.) #36        | 2006. június             | Semic |
| Ultimate Spider-Man Vol. 1 #36  | 2003. április             | Today                                         | Napjainkban                          | A Csodálatos Pókember (2. sor.) #37        | 2006. július             | Semic |
| Ultimate Spider-Man Vol. 1 #37  | 2003. május               | Still                                         | Régi, új                             | A Csodálatos Pókember (2. sor.) #38        | 2006. augusztus          | Semic |
| Ultimate Spider-Man Vol. 1 #38  | 2003. május               | Father's Pride                                | Apák büszkesége                      | A Csodálatos Pókember (2. sor.) #39        | 2006. szeptember         | Semic |
| Ultimate Spider-Man Vol. 1 #39  | 2003. június              | Therapy                                       | Terápia                              | A Csodálatos Pókember (2. sor.) #40        | 2006. október            | Semic |
| Ultimate Spider-Man Vol. 1 #40  | 2003. július              | Average Bear                                  | Maszk nélkül                         | A Csodálatos Pókember (2. sor.) #41        | 2006. november           | Semic |
| Ultimate Spider-Man Vol. 1 #41  | 2003. július              | The Letter                                    | A levél                              | A Csodálatos Pókember (2. sor.) #42        | 2006. december           | Semic |
| Ultimate Spider-Man Vol. 1 #42  | 2003. augusztus           | Temptations                                   | Kísértések és kérdések               | A Csodálatos Pókember (2. sor.) #43        | 2007. január             | Semic |
| Ultimate Spider-Man Vol. 1 #43  | 2003. szeptember          | Help                                          | A cím nem került lefordításra        | A Csodálatos Pókember (2. sor.) #43        | 2007. január             | Semic |
| Ultimate Spider-Man Vol. 1 #44  | 2003. október             | Tampered                                      | A cím nem került lefordításra        | A Csodálatos Pókember (2. sor.) #43        | 2007. január             | Semic |
| Ultimate Spider-Man Vol. 1 #45  | 2003. november            | Guilt                                         | Bűnök és bűnösök                     | A Csodálatos Pókember (2. sor.) #44        | 2007. február            | Semic |
| Ultimate Spider-Man Vol. 1 #46  | 2003. november            | Afterwards...                                 | A cím nem került lefordításra        | A Csodálatos Pókember (2. sor.) #44        | 2007. február            | Semic |
| Ultimate Spider-Man Vol. 1 #47  | 2003. december            | Men of Influence                              | A cím nem került lefordításra        | A Csodálatos Pókember (2. sor.) #44        | 2007. február            | Semic |
| Ultimate Spider-Man Vol. 1 #48  | 2003. december            | Suspended                                     | A cím nem került lefordításra        | A Csodálatos Pókember (2. sor.) #45        | 2007. március            | Semic |
| Ultimate Spider-Man Vol. 1 #49  | 2004. január              | Hero                                          | A cím nem került lefordításra        | A Csodálatos Pókember (2. sor.) #45        | 2007. március            | Semic |
| Ultimate Spider-Man Vol. 1 #50  | 2004. február             | Black Cat                                     | A cím nem került lefordításra        | A Csodálatos Pókember (2. sor.) #45 és #46 | 2007. március és április | Semic |
| Ultimate Spider-Man Vol. 1 #51  | 2004. február             | Shadow Puppets                                | A cím nem került lefordításra        | A Csodálatos Pókember (2. sor.) #46        | 2007. április            | Semic |
| Ultimate Spider-Man Vol. 1 #52  | 2004. március             | Cat Fight                                     | A cím nem került lefordításra        | A Csodálatos Pókember (2. sor.) #46        | 2007. április            | Semic |
| Ultimate Spider-Man Vol. 1 #53  | 2004. április             | Daughters                                     | A cím nem került lefordításra        | A Csodálatos Pókember (2. sor.) #47        | 2007. május              | Semic |
| Ultimate Spider-Man Vol. 1 #54  | 2004. május               | Hollywood (Part I)                            | A cím nem került lefordításra        | A Csodálatos Pókember (2. sor.) #47        | 2007. május              | Semic |
| Ultimate Spider-Man Vol. 1 #55  | 2004. május               | Hollywood (Part II)                           | A cím nem került lefordításra        | A Csodálatos Pókember (2. sor.) #47        | 2007. május              | Semic |
| Ultimate Spider-Man Vol. 1 #56  | 2004. június              | Hollywood (Part III)                          | A cím nem került lefordításra        | A Csodálatos Pókember (2. sor.) #48        | 2007. június             | Semic |
| Ultimate Spider-Man Vol. 1 #57  | 2004. június              | Hollywood (Part IV)                           | A cím nem került lefordításra        | A Csodálatos Pókember (2. sor.) #48        | 2007. június             | Semic |
| Ultimate Spider-Man Vol. 1 #58  | 2004. július              | Hollywood (Part V)                            | A cím nem került lefordításra        | A Csodálatos Pókember (2. sor.) #48        | 2007. június             | Semic |
| Ultimate Spider-Man Vol. 1 #59  | 2004. július              | Hollywood (Part VI)                           | A cím nem került lefordításra        | A Csodálatos Pókember (2. sor.) #49        | 2007. július             | Semic |
| Ultimate Spider-Man Vol. 1 #60  | 2004. augusztus           | Carnage (Part I)                              | A cím nem került lefordításra        | A Csodálatos Pókember (2. sor.) #49        | 2007. július             | Semic |
| Ultimate Spider-Man Vol. 1 #61  | 2004. szeptember          | Carnage (Part II)                             | A cím nem került lefordításra        | A Csodálatos Pókember (2. sor.) #49        | 2007. július             | Semic |
| Ultimate Spider-Man Vol. 1 #62  | 2004. szeptember          | Carnage (Part III)                            | A cím nem került lefordításra        | A Csodálatos Pókember (2. sor.) #50        | 2007. augusztus          | Semic |
| Ultimate Spider-Man Vol. 1 #63  | 2004. október             | Carnage (Part IV)                             | A cím nem került lefordításra        | A Csodálatos Pókember (2. sor.) #50        | 2007. augusztus          | Semic |
| Ultimate Spider-Man Vol. 1 #64  | 2004. október             | Carnage (Part V)                              | A cím nem került lefordításra        | A Csodálatos Pókember (2. sor.) #50        | 2007. augusztus          | Semic |
| Ultimate Spider-Man Vol. 1 #65  | 2004. november            | Detention                                     | A cím nem került lefordításra        | A Csodálatos Pókember (2. sor.) #51        | 2007. szeptember         | Semic |
| Ultimate Spider-Man Vol. 1 #66  | 2004. december            | Even We Don't Believe This                    | A cím nem került lefordításra        | A Csodálatos Pókember (2. sor.) #51        | 2007. szeptember         | Semic |
| Ultimate Spider-Man Vol. 1 #67  | 2004. december            | Jump The Shark                                | A cím nem került lefordításra        | A Csodálatos Pókember (2. sor.) #51        | 2007. szeptember         | Semic |
| Ultimate Spider-Man Vol. 1 #68  | 2005. január              | Popular                                       | A cím nem került lefordításra        | A Csodálatos Pókember (2. sor.) #52        | 2007. október            | Semic |
| Ultimate Spider-Man Vol. 1 #69  | 2005. január              | Meet Me                                       | A cím nem került lefordításra        | A Csodálatos Pókember (2. sor.) #52        | 2007. október            | Semic |
| Ultimate Spider-Man Vol. 1 #70  | 2005. február             | Strange (Part I)                              | A cím nem került lefordításra        | A Csodálatos Pókember (2. sor.) #52        | 2007. október            | Semic |
| Ultimate Spider-Man Vol. 1 #71  | 2005. március             | Strange (Part II)                             | A cím nem került lefordításra        | A Csodálatos Pókember (2. sor.) #53        | 2007. november           | Semic |
| Ultimate Spider-Man Vol. 1 #72  | 2005. április             | Hobgoblin (Part I)                            | A cím nem került lefordításra        | A Csodálatos Pókember (2. sor.) #53        | 2007. november           | Semic |
| Ultimate Spider-Man Vol. 1 #73  | 2005. május               | Hobgoblin (Part II)                           | A cím nem került lefordításra        | A Csodálatos Pókember (2. sor.) #53        | 2007. november           | Semic |
| Ultimate Spider-Man Vol. 1 #74  | 2005. május               | Hobgoblin (Part III)                          | A cím nem került lefordításra        | A Csodálatos Pókember (2. sor.) #54        | 2007. december           | Semic |
| Ultimate Spider-Man Vol. 1 #75  | 2005. június              | Hobgoblin (Part IV)                           | A cím nem került lefordításra        | A Csodálatos Pókember (2. sor.) #54        | 2007. december           | Semic |
| Ultimate Spider-Man Vol. 1 #76  | 2005. június              | Hobgoblin (Part V)                            | A cím nem került lefordításra        | A Csodálatos Pókember (2. sor.) #54        | 2007. december           | Semic |
| Ultimate Spider-Man Vol. 1 #77  | 2005. július              | Hobgoblin (Part VI)                           | A cím nem került lefordításra        | A Csodálatos Pókember (2. sor.) #55        | 2008. január             | Semic |
| Ultimate Spider-Man Vol. 1 #78  | 2005. augusztus           | Dumped                                        | A cím nem került lefordításra        | A Csodálatos Pókember (2. sor.) #55        | 2008. január             | Semic |
| Ultimate Spider-Man Vol. 1 #79  | 2005. szeptember          | Warriors (Part I)                             | A cím nem került lefordításra        | A Csodálatos Pókember (2. sor.) #56        | 2008. február            | Semic |
| Ultimate Spider-Man Vol. 1 #80  | 2005. október             | Warriors (Part II)                            | A cím nem került lefordításra        | A Csodálatos Pókember (2. sor.) #56        | 2008. február            | Semic |
| Ultimate Spider-Man Vol. 1 #81  | 2005. október             | Warriors (Part III)                           | A cím nem került lefordításra        | A Csodálatos Pókember (2. sor.) #57        | 2008. március            | Semic |
| Ultimate Spider-Man Vol. 1 #82  | 2005. november            | Warriors (Part IV)                            | A cím nem került lefordításra        | A Csodálatos Pókember (2. sor.) #57        | 2008. március            | Semic |
| Ultimate Spider-Man Vol. 1 #83  | 2005. november            | Warriors (Part V)                             | A cím nem került lefordításra        | A Csodálatos Pókember (2. sor.) #58        | 2008. április            | Semic |
| Ultimate Spider-Man Vol. 1 #84  | 2005. december            | Warriors (Part VI)                            | A cím nem került lefordításra        | A Csodálatos Pókember (2. sor.) #58        | 2008. április            | Semic |
| Ultimate Spider-Man Vol. 1 #85  | 2006. január              | Warriors (Part VII)                           | A cím nem került lefordításra        | A Csodálatos Pókember (2. sor.) #59        | 2008. május              | Semic |
| Ultimate Spider-Man Vol. 1 #86  | 2006. február             | Silver Sable (Part I)                         | A cím nem került lefordításra        | A Csodálatos Pókember (2. sor.) #59        | 2008. május              | Semic |
| Ultimate Spider-Man Vol. 1 #87  | 2006. február             | Silver Sable (Part II)                        | A cím nem került lefordításra        | A Csodálatos Pókember (2. sor.) #61        | 2008. július             | Semic |
| Ultimate Spider-Man Vol. 1 #88  | 2006. február             | Silver Sable (Part III)                       | A cím nem került lefordításra        | A Csodálatos Pókember (2. sor.) #61        | 2008. július             | Semic |
| Ultimate Spider-Man Vol. 1 #89  | 2006. március             | Silver Sable (Part IV)                        | A cím nem került lefordításra        | A Csodálatos Pókember (2. sor.) #62        | 2008. augusztus          | Semic |
| Ultimate Spider-Man Vol. 1 #90  | 2006. április             | Silver Sable (Part V)                         | A cím nem került lefordításra        | A Csodálatos Pókember (2. sor.) #62        | 2008. augusztus          | Semic |
| Ultimate Spider-Man Vol. 1 #91  | 2006. április             | Deadpool (Part I)                             | Holtbiztos: Deadpool                 | A Csodálatos Pókember (2. sor.) #63        | 2008. szeptember         | Semic |
| Ultimate Spider-Man Vol. 1 #92  | 2006. május               | Deadpool (Part II)                            | A cím nem került lefordításra        | A Csodálatos Pókember (2. sor.) #63        | 2008. szeptember         | Semic |
| Ultimate Spider-Man Vol. 1 #93  | 2006. június              | Deadpool (Part III)                           | Holtbiztos: Deadpool – 2. rész       | A Csodálatos Pókember (2. sor.) #64        | 2008. október            | Semic |
| Ultimate Spider-Man Vol. 1 #94  | 2006. július              | Deadpool (Part IV)                            | A cím nem került lefordításra        | A Csodálatos Pókember (2. sor.) #64        | 2008. október            | Semic |
| Ultimate Spider-Man Vol. 1 #95  | 2006. július              | Morbius (Part I)                              | Morbius                              | A Csodálatos Pókember (2. sor.) #65        | 2008. november           | Semic |
| Ultimate Spider-Man Vol. 1 #96  | 2006. augusztus           | Morbius (Part II)                             | A cím nem került lefordításra        | A Csodálatos Pókember (2. sor.) #65        | 2008. november           | Semic |
| Ultimate Spider-Man Vol. 1 #97  | 2006. szeptember          | Clone Saga (Part I)                           | Klónsztori 1. rész                   | A Csodálatos Pókember (2. sor.) #66        | 2008. december           | Semic |
| Ultimate Spider-Man Vol. 1 #98  | 2006. október             | Clone Saga (Part II)                          | A cím nem került lefordításra        | A Csodálatos Pókember (2. sor.) #66        | 2008. december           | Semic |
| Ultimate Spider-Man Vol. 1 #99  | 2006. október             | Clone Saga (Part III)                         | Klónsztori 2. rész                   | A Csodálatos Pókember (2. sor.) #67        | 2009. január             | Semic |
| Ultimate Spider-Man Vol. 1 #100 | 2006. november            | Clone Saga (Part IV)                          | Klónsztori 3. rész                   | A Csodálatos Pókember (2. sor.) #68        | 2009. február            | Semic |
| Ultimate Spider-Man Vol. 1 #101 | 2006. december            | Clone Saga (Part V)                           | Klónsztori 4. rész                   | A Csodálatos Pókember (2. sor.) #69        | 2009. március            | Semic |
| Ultimate Spider-Man Vol. 1 #102 | 2007. január              | Clone Saga (Part VI)                          | A cím nem került lefordításra        | A Csodálatos Pókember (2. sor.) #69        | 2009. március            | Semic |
| Ultimate Spider-Man Vol. 1 #103 | 2007. február             | Clone Saga (Part VII)                         | Klónsztori 5. rész                   | A Csodálatos Pókember (2. sor.) #70        | 2009. április            | Semic |
| Ultimate Spider-Man Vol. 1 #104 | 2007. március             | Clone Saga (Part VIII)                        | A cím nem került lefordításra        | A Csodálatos Pókember (2. sor.) #70        | 2009. április            | Semic |
| Ultimate Spider-Man Vol. 1 #105 | 2007. április             | Clone Saga: Epilogue                          | Klónsztori: Epilógus                 | A Csodálatos Pókember (2. sor.) #71        | 2009. május              | Semic |
| Ultimate Spider-Man Vol. 1 #106 | 2007. május               | Ultimate Knights (Part I)                     | Harcosok szövetsége 1. rész          | A Csodálatos Pókember (2. sor.) #71        | 2009. május              | Semic |
| Ultimate Spider-Man Vol. 1 #107 | 2007. május               | Ultimate Knights (Part II)                    | Harcosok szövetsége 2. rész          | A Csodálatos Pókember (2. sor.) #72        | 2009. június             | Semic |
| Ultimate Spider-Man Vol. 1 #108 | 2007. június              | Ultimate Knights (Part III)                   | A cím nem került lefordításra        | A Csodálatos Pókember (2. sor.) #72        | 2009. június             | Semic |
| Ultimate Spider-Man Vol. 1 #109 | 2007. július              | Ultimate Knights (Part IV)                    | Harcosok szövetsége 3. rész          | A Csodálatos Pókember (2. sor.) #73        | 2009. július             | Semic |
| Ultimate Spider-Man Vol. 1 #110 | 2007. augusztus           | Ultimate Knights (Part V)                     | A cím nem került lefordításra        | A Csodálatos Pókember (2. sor.) #73        | 2009. július             | Semic |
| Ultimate Spider-Man Vol. 1 #111 | 2007. szeptember          | The Talk                                      | A nagy beszélgetés                   | A Csodálatos Pókember (2. sor.) #74        | 2009. augusztus          | Semic |
| Ultimate Spider-Man Vol. 1 #112 | 2007. október             | Death of a Goblin (Part I)                    | Egy Manó halála – 1. rész            | A Csodálatos Pókember (2. sor.) #74        | 2009. augusztus          | Semic |
| Ultimate Spider-Man Vol. 1 #113 | 2007. november            | Death of a Goblin (Part II)                   | Egy Manó halála – 2. rész            | A Csodálatos Pókember (2. sor.) #75        | 2009. szeptember         | Semic |
| Ultimate Spider-Man Vol. 1 #114 | 2007. november            | Death of a Goblin (Part III)                  | A cím nem került lefordításra        | A Csodálatos Pókember (2. sor.) #75        | 2009. szeptember         | Semic |
| Ultimate Spider-Man Vol. 1 #115 | 2007. december            | Death of a Goblin (Part IV)                   | Egy Manó halála – 3. rész            | A Csodálatos Pókember (2. sor.) #76        | 2009. október            | Semic |
| Ultimate Spider-Man Vol. 1 #116 | 2008. január              | Death of a Goblin (Part V)                    | A cím nem került lefordításra        | A Csodálatos Pókember (2. sor.) #76        | 2009. október            | Semic |
| Ultimate Spider-Man Vol. 1 #117 | 2008. február             | Death of a Goblin (Part VI)                   | Egy Manó halála – 4. rész            | A Csodálatos Pókember (2. sor.) #77        | 2009. november           | Semic |
| Ultimate Spider-Man Vol. 1 #118 | 2008. február             | Spider-Man and His Amazing Friends (Part I)   | Azért vannak a jó barátok… – 1. rész | A Csodálatos Pókember (2. sor.) #77        | 2009. november           | Semic |
| Ultimate Spider-Man Vol. 1 #119 | 2008. április             | Spider-Man and His Amazing Friends (Part II)  | Azért vannak a jó barátok… – 2. rész | A Csodálatos Pókember (2. sor.) #78        | 2009. december           | Semic |
| Ultimate Spider-Man Vol. 1 #120 | 2008. május               | Spider-Man and His Amazing Friends (Part III) | A cím nem került lefordításra        | A Csodálatos Pókember (2. sor.) #78        | 2009. december           | Semic |
| Ultimate Spider-Man Vol. 1 #121 | 2008. június              | Omega Red                                     | Vörös Omega                          | A Csodálatos Pókember (2. sor.) #79        | 2010. január             | Semic |
| Ultimate Spider-Man Vol. 1 #122 | 2008. július              | The Worst Day In Peter Parker's Life          | A Rengető                            | A Csodálatos Pókember (2. sor.) #80        | 2010. február            | Semic |
| Ultimate Spider-Man Vol. 1 #123 | 2008. augusztus           | War of the Symbiotes (Part I)                 | A szimbióták háborúja                | A Csodálatos Pókember (2. sor.) #81        | 2010. március            | Semic |
| Ultimate Spider-Man Vol. 1 #124 | 2008. szeptember          | War of the Symbiotes (Part II)                | A szimbióták háborúja – 2. rész      | A Csodálatos Pókember (2. sor.) #82        | 2010. április            | Semic |
| Ultimate Spider-Man Vol. 1 #125 | 2008. október             | War of the Symbiotes (Part III)               | A szimbióták háborúja – 3. rész      | A Csodálatos Pókember (2. sor.) #83        | 2010. május              | Semic |
| Ultimate Spider-Man Vol. 1 #126 | 2008. november            | War of the Symbiotes (Part IV)                | A szimbióták háborúja – 4. rész      | A Csodálatos Pókember (2. sor.) #84        | 2010. június             | Semic |
| Ultimate Spider-Man Vol. 1 #127 | 2008. december            | War of the Symbiotes (Part V)                 | A szimbióták háborúja – 5. rész      | A Csodálatos Pókember (2. sor.) #85        | 2010. július             | Semic |
| Ultimate Spider-Man Vol. 1 #128 | 2009. január              | War of the Symbiotes (Part VI)                | A szimbióták háborúja – 6. rész      | A Csodálatos Pókember (2. sor.) #86        | 2010. augusztus          | Semic |
| Ultimate Spider-Man Vol. 1 #129 | 2009. február             | Ultimatum (Part I)                            | Ultimátum                            | A Csodálatos Pókember (2. sor.) #87        | 2010. szeptember         | Semic |
| Ultimate Spider-Man Vol. 1 #130 | 2009. március             | Ultimatum (Part II)                           | Ultimátum                            | A Csodálatos Pókember (2. sor.) #88        | 2010. október            | Semic |
| Ultimate Spider-Man Vol. 1 #131 | 2009. április             | Ultimatum (Part III)                          | A cím nem került lefordításra        | A Csodálatos Pókember (2. sor.) #88        | 2010. október            | Semic |
| Ultimate Spider-Man Vol. 1 #132 | 2009. május               | Ultimatum (Part IV)                           | Ultimátum                            | A Csodálatos Pókember (2. sor.) #89        | 2010. november           | Semic |
| Ultimate Spider-Man Vol. 1 #133 | 2009. június              | Ultimatum (Conclusion)                        | A cím nem került lefordításra        | A Csodálatos Pókember (2. sor.) #89        | 2010. november           | Semic |

### Ultimate Spider-Man Annual
Az Ultimate Spider-man fősorozata mellett is jelentek meg Annual-ek, összesen 3 db (2005-ben, 2006-ban és 2008-ban). E 3 füzetből Magyarországon csak az első 2 szám közlése valósult meg, a harmadiké nem.
| eredeti kiadvány címe                | eredeti megjelenés dátuma | történet eredeti címe               | történet magyar címe          | magyar megjelenés helye                    | magyar megjelenés ideje | kiadó |
| ------------------------------------ | ------------------------- | ----------------------------------- | ----------------------------- | ------------------------------------------ | ----------------------- | ----- |
| Ultimate Spider-Man Annual Vol. 1 #1 | 2005. október             | More Than You Bargained For         | A cím nem került lefordításra | A Csodálatos Pókember (2. sorozat) #60     | 2008. június            | Semic |
| Ultimate Spider-Man Annual Vol. 1 #2 | 2006. október             | The Death of Captain Jeanne DeWolfe | Alvilág (1. és 2. rész)       | A Csodálatos Pókember (2. sor.) #67 és #68 | 2009. január és február | Semic |

### Ultimate Spider-Man Requiem
Az e füzetekben közölt történetek az Ultimate Spider-man #133 száma után játszódnak, s lezárják az Újvilág egészét megrázó, Ultimátum című cselekményt (legalábbis a Pókemberhez kötődő eseményeket).
| eredeti kiadvány címe                   | eredeti megjelenés dátuma | történet eredeti címe | történet magyar címe          | magyar megjelenés helye                | magyar megjelenés ideje | kiadó |
| --------------------------------------- | ------------------------- | --------------------- | ----------------------------- | -------------------------------------- | ----------------------- | ----- |
| Ultimatum: Spider-Man Requiem Vol. 1 #1 | 2009. augusztus           | Requiem (Part I)      | A cím nem került lefordításra | A Csodálatos Pókember (2. sorozat) #90 | 2010. december          | Semic |
| Ultimatum: Spider-Man Requiem Vol. 1 #2 | 2009. szeptember          | Requiem (Part II)     | A cím nem került lefordításra | A Csodálatos Pókember (2. sor.) #90    | 2010. december          | Semic |

### Ultimate Power
A 9 részes minisorozat 2010 januárjától került közlésre a Csodálatos Pókember (2. sor.) lapjain. A történetben számos újvilági szuperhős szerepel, az X-men, Fantasztikus Négyes és A különítmény (ők az Újvilág Bosszú Angyalai) egyes tagjai mellett, Pókember is feltűnik. E cselekmény részben az Újvilágot megváltoztató Ultimátum (az 5 részes minisorozat nem került kiadásra hazánkban) című történet „felvezetésének” számít.
| eredeti kiadvány címe    | eredeti megjelenés dátuma | történet eredeti címe      | történet magyar címe                  | magyar megjelenés helye                | magyar megjelenés ideje | kiadó |
| ------------------------ | ------------------------- | -------------------------- | ------------------------------------- | -------------------------------------- | ----------------------- | ----- |
| Ultimate Power Vol. 1 #1 | 2006. december            | Ultimate Power (Part I)    | Újvilág: Hatalom – 1. rész            | A Csodálatos Pókember (2. sorozat) #79 | 2010. január            | Semic |
| Ultimate Power Vol. 1 #2 | 2007. január              | Ultimate Power (Part II)   | Újvilág: Hatalom – 2. rész            | A Csodálatos Pókember (2. sor.) #80    | 2010. február           | Semic |
| Ultimate Power Vol. 1 #3 | 2007. február             | Ultimate Power (Part III)  | Újvilág: Hatalom – 3. rész            | A Csodálatos Pókember (2. sor.) #81    | 2010. március           | Semic |
| Ultimate Power Vol. 1 #4 | 2007. június              | Ultimate Power (Part IV)   | Újvilág: Hatalom – 4. rész            | A Csodálatos Pókember (2. sor.) #82    | 2010. április           | Semic |
| Ultimate Power Vol. 1 #5 | 2007. június              | Ultimate Power (Part V)    | Újvilág: Hatalom – 5. rész            | A Csodálatos Pókember (2. sor.) #83    | 2010. május             | Semic |
| Ultimate Power Vol. 1 #6 | 2007. szeptember          | Ultimate Power (Part VI)   | Újvilág: Hatalom – 6. rész            | A Csodálatos Pókember (2. sor.) #84    | 2010. június            | Semic |
| Ultimate Power Vol. 1 #7 | 2007. október             | Ultimate Power (Part VII)  | Újvilág: Hatalom – 7. rész            | A Csodálatos Pókember (2. sor.) #85    | 2010. július            | Semic |
| Ultimate Power Vol. 1 #8 | 2007. december            | Ultimate Power (Part VIII) | Újvilág: Hatalom – 8. rész            | A Csodálatos Pókember (2. sor.) #86    | 2010. augusztus         | Semic |
| Ultimate Power Vol. 1 #9 | 2008. február             | Ultimate Power (Part IX)   | Újvilág: Hatalom – 9. (befejező) rész | A Csodálatos Pókember (2. sor.) #87    | 2010. szeptember        | Semic |

### Ultimate X-men
Peter Parker más újvilági kiadványok lapjain is feltűnt, az egyik e közül a Magyarországon is megjelent, Újvilág X-men. A 4 részes történet, amelyben a hálószövő szuperhős szerepel egy Rozsomák-Pókember közös kaland.
| eredeti kiadvány címe     | eredeti megjelenés dátuma | történet eredeti címe | történet magyar címe | magyar megjelenés helye | magyar megjelenés ideje | kiadó  |
| ------------------------- | ------------------------- | --------------------- | -------------------- | ----------------------- | ----------------------- | ------ |
| Ultimate X-men Vol. 1 #34 | 2003. augusztus           | Blockbuster: Part 1   | Szenzáció            | Újvilág X-men #24       | 2007. szeptember        | Panini |
| Ultimate X-men Vol. 1 #35 | 2003. szeptember          | Blockbuster: Part 2   | Szenzáció            | Újvilág X-men #24       | 2007. szeptember        | Panini |
| Ultimate X-men Vol. 1 #36 | 2003. október             | Blockbuster: Part 3   | Szenzáció            | Újvilág X-men #25       | 2007. október           | Panini |
| Ultimate X-men Vol. 1 #37 | 2003. november            | Blockbuster: Part 4   | Szenzáció            | Újvilág X-men #25       | 2007. október           | Panini |

### The Ultimates
A 13 részes minisorozat 2. számában Pókember is feltűnik, legalábbis egy visszaemlékezés erejéig. E történet első 5 része Magyarországon is megjelent, a Fumax kiadónak köszönhetően, A különítmény címmel. E sorozat a Bosszú Angyalai újvilági csapatának cselekményeit meséli el.
| eredeti kiadvány címe   | eredeti megjelenés dátuma | történet eredeti címe | történet magyar címe | magyar megjelenés helye | magyar megjelenés ideje | kiadó |
| ----------------------- | ------------------------- | --------------------- | -------------------- | ----------------------- | ----------------------- | ----- |
| The Ultimates Vol. 1 #2 | 2002. április             | Big                   |                      | A különítmény           | 2008. május             | Fumax |

## Egyéb Pókemberhez kapcsolódó kiadványok
Az alábbi felsorolásba olyan kiadványok kerültek, amelyek Pókemberhez is kötődnek, s részben képregényeket is tartalmaznak.

### Spiderman magazin
2008 októberétől egy Pókember magazin jelent meg Spiderman címmel, a fiatalabb, 5-12 éves korosztály számára. Az újság rövidebb képregényeket tartalmazott az angliai Spectacular Spider-man magazinból (e képregények semmiben sem kapcsolódnak az amerikai kiadáshoz), poszterek, logikai játékok, és fejtörők mellett. Minden számhoz kisebb ajándékot adtak, az 1. számhoz pörgettyű járt.
2009 júniusától új elnevezést kapott a kiadvány, onnantól kezdve Spectacular Spider-man (nem összetévesztendő az Amerikában egykoron azonos címen megjelenő képregény-sorozatokkal) lett a címe. A gyermekmagazin tartalmában nem változott, koncepciója megegyezik a Spidermanével. 
A kiadvány kezdetben havonta jelent meg (egészen 2009 augusztusáig, a 11. számig), majd később kéthavi lett. Kiadója az Egmont Hungary Kft.

### Spider-man: Hősök és gonosztevők sorozat
2009 januárjától egy újabb Pókemberhez köthető sorozat indult, a Spider-man: Hősök és Gonosztevők magazin. E sorozat főleg a fiatalabb korosztályt célozta meg. A 24 oldalas újságok rövidebb Pókember-képregényeket, posztereket, kifestőket, logikai játékokat és az egyes Marvel szereplők eredettörténetét tartalmazták. Olykor-olykor kisebb ajándékok is jártak az újságok mellé, mint például díszes kártyatartó doboz. Minden újság mellé járt egy csomag erőnyerő kártya is, amely a Marvel-univerzum hőseit illetve gonosztevőit ábrázolta. Összesen 275 különböző kártya került forgalomba. A kiadványt, amely kezdetben hetente, majd kéthetente jelent meg, a Hungaropress Sajtóterjesztő kft. adta ki hazánkban. A sorozat 27 számot élt meg, majd 2009 decemberében szűnt meg. Eredetileg 60 számból állt volna.

### Marvel Szuperhősök sorozat
A DC Szuperhősök sorozat magyarországi megjelenése után, hazánkban is beszerezhetővé váltak a Marvel Szuperhősök sorozat egyes számai. Minden kiadványhoz tartozik egy füzet, amely egy adott szuperhősről szól, bemutatja annak rövid történetét, fontosabb kalandjait illetve egyéb érdekességeit. Minden kiadvány mellé jár egy a kézzel festett ólomfigura is az adott kiadvány szereplőjéről. A DC sorozat 25 száma hazánkban magyar nyelvű füzetekkel jelent meg, ám az idővel megszűnt. Később lehetőség nyílt a Hungaropress Sajtóterjesztő Kft. révén, hogy a vásárlók megrendelhessék a kiadvány angol megfelelőjét. E mellett a Marvel-szereplők hasonló magazinjai is behozatalra kerültek hazánkba, s elérhetővé váltak a Marvel-univerzumot kedvelők számára. A kiadvány eredeti elnevezése The Classic Marvel Figurine Collection, kiadója az Eaglemoss. A sorozat legelső száma Pókemberről szól, a hérosz történetét mutatja be, valamint a füzethez egy kézzel festett Pókember ólomfigura is jár.

### Szuperhősök
E keménytáblás, 160 oldalas könyv 2001-ben jelent meg hazánkban. Boris Vallejo és Julie Bell által készített, a Marvel univerzum szereplőiről készült festményeket és rövid leírásokat tartalmaz a könyv. Az egyes szuperhősök neve eltér a képregényben megszokottaktól. Néhány festményen feltűnik Pókember, valamint számos festményen a Spider-man füzetekben megismert alakokkal találkozhatunk, többek között Venommal, Vörös Pókkal, Vészmanóval és a Gyíkkal stb. A kötet kiadója a Totem Plusz Könyvkiadó volt.

### Pókfej képregénylexikon
A 2007 májusában megjelent kiadvány az első magyarországi Pókember fanzine újság. Terjedelme 52 oldal, borítója színes, belseje fekete-fehér. A kiadvány Pókemberről szól, benne rengeteg információ és kép található a szuperhősről.
A kiadvány tartalma
- Pókember (karakter leírás)
- Alternatív Pókemberek
- Pók-átalakulások
- Pókember barátai
- Pókember barátnői
- Pókember szövetségesei
- Pók-ellenségek
- Kik tudják, hogy Peter Parker a Pókember?
- Mi történt a pókcsípés előtt?
- Mérföldkövek
- Hány éves Pókember?
- Csókjelenetek képekkel bizonyítva
- Pókember-jelmezek
- Pókember címek
- Eddig megjelent eredeti Pókemberek
- Pók-érdekességek
- Hogy találta ki Stan Lee Pókembert?
- Jelentősebb Pókember alkotók (írók, rajzolók)
- Pókember filmek és rajzfilmek

### Spider-man Nagykönyv
E kiadvány az Egmont Hungary gondozásában jelent meg hazánkban, s képregényeket is tartalmaz. A képújságok a Marvel Adventures: Spider-Man 1. sorozatából valóak. E széria egy alternatív világban játszódik, semmi köze nincs a fentebb ismertetett képregényekhez.
| eredeti kiadvány címe                    | eredeti megjelenés dátuma | történet eredeti címe | történet magyar címe | magyar megjelenés helye | magyar megjelenés ideje | kiadó          |
| ---------------------------------------- | ------------------------- | --------------------- | -------------------- | ----------------------- | ----------------------- | -------------- |
| Marvel Adventures: Spider-Man Vol. 1 #16 | 2006. augusztus           | I, Reptile!           | Én, a hüllő          | Spider-man Nagykönyv    | 2008                    | Egmont Hungary |
| Marvel Adventures: Spider-Man Vol. 1 #22 | 2007. február             | World War G           | Az M világháború     | Spider-man Nagykönyv    | 2008                    | Egmont Hungary |